# 2013 في العلوم

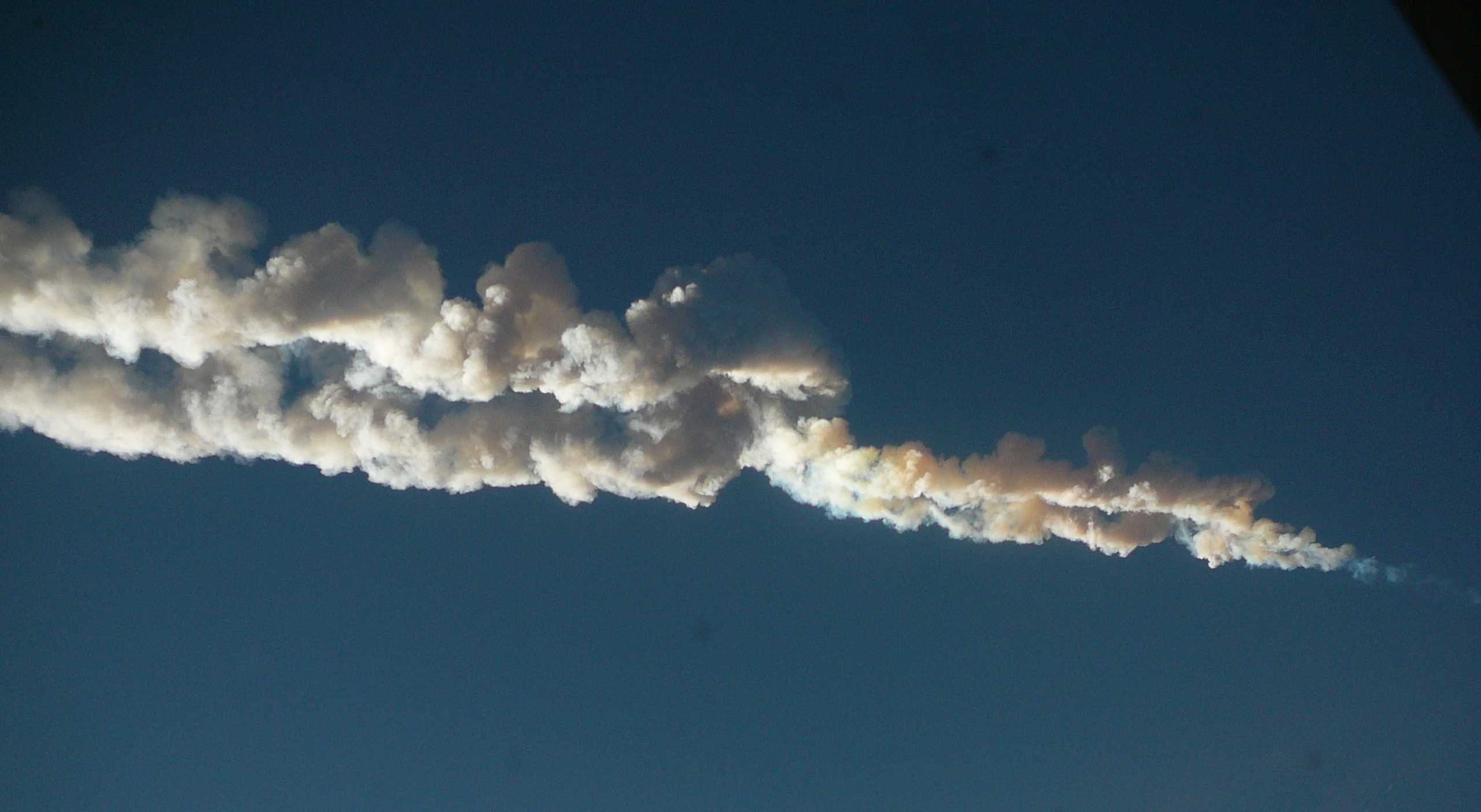
15 فبراير 2013: نيزك 10 طن (يخترق الغلاف الجوي في الصورة) فوق تشيليابينسك، روسيا، مما أسفر عن إصابة أكثر من 1200 شخص. في ذلك الوقت، هو النيزك الأكثر تدميرا الذي ضرب الأرض منذ عام 1908.

حدث عدد من الأحداث العلمية الهامة في عام 2013، بما في ذلك اكتشاف العديد من الكواكب خارج المجموعة الشمسية الشبيهة بالأرض، وتطوير آذان المخبرية، وأسنان، وكبد، وأوعية دموية، ودخول نيازك تعتبر الأكثر تدميرا من1 عام 1908 إلى الغلاف الجوي للأرض. وشهد العام أيضا اكتشاف العديد من العلاجات الجديدة الناجحة لأمراض مثل فيروس نقص المناعة البشرية، ومتلازمة أشر-هولجرين وحثل المادة البيضاء، والتوسع الكبير في استخدام وقدرات تقنيات مثل الطباعة ثلاثية الأبعاد والسيارات ذاتية الحكم.
وقد حددت الأمم المتحدة عام 2013 السنة الدولية للتعاون في مجال المياه.

## الأحداث والإكتشافات والإختراعات

### يناير
- 2 يناير

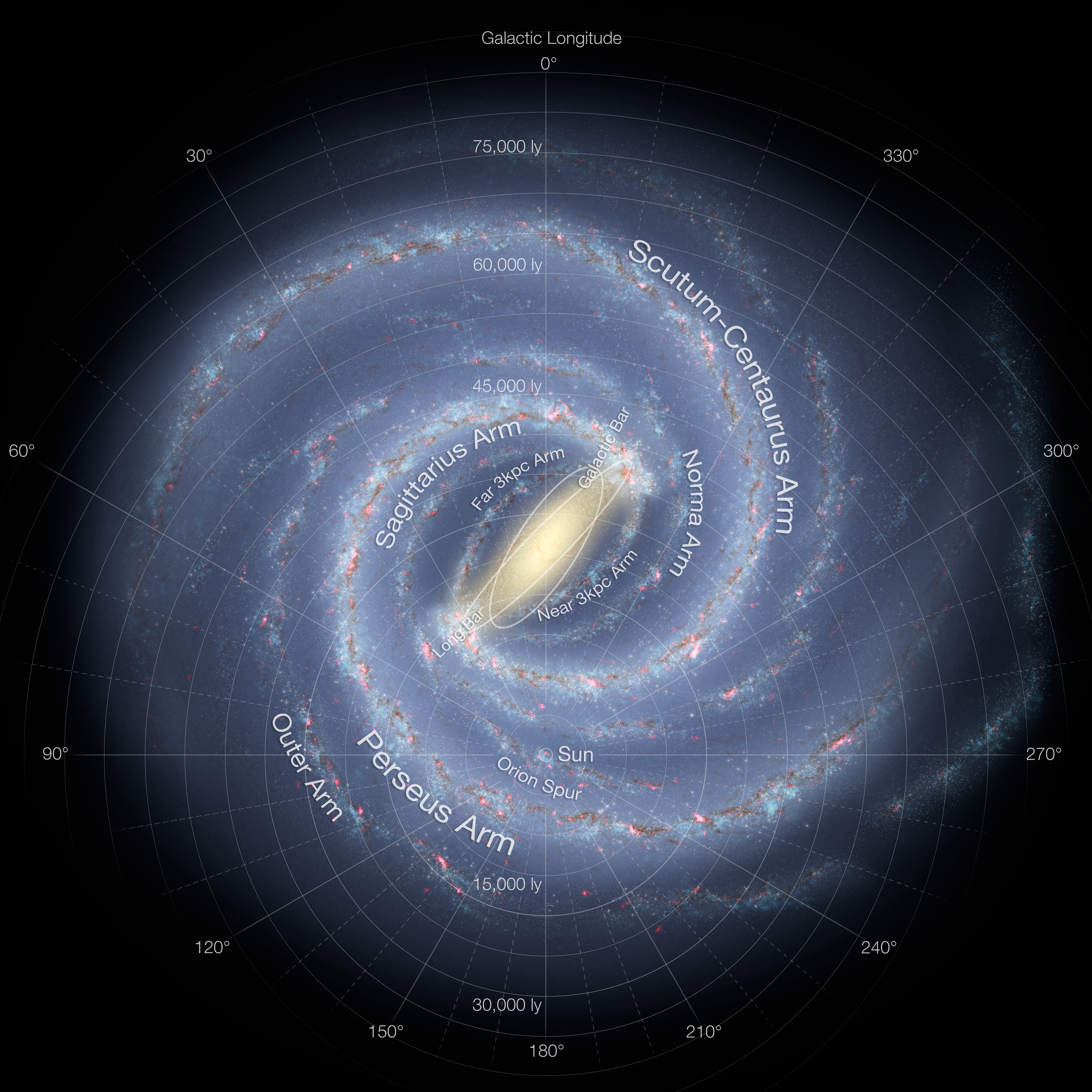
2 يناير 2013: قدر علماء الفلك أن كل نجم في مجرة درب التبانة يستضيف كوكب خارج المجموعة الشمسية على الأقل.

  - تشير دراسة أجراها علماء الفلك في كالتيك إلى أن مجرة درب التبانة تحتوي على كوكب واحد على الأقل لكل نجم، مما يؤدي إلى ما يتراوح بين 100 و 400 مليار كوكب خارج المجموعة الشمسية. وتشير الدراسة، التي تستند إلى كواكب تدور حول النجم كيبلر-32، إلى أن الأنظمة الكوكبية قد تكون القاعدة حول النجوم في مجرتنا.[2]
  - علماء الفلك تقرير اكتشاف «السخانات» العملاقة من الجسيمات المشحونة المنبثقة من جوهر مجرة درب التبانة. ويعتقد أن هذه التدفقات الخارجية، التي تمتد إلى 50 ألف سنة ضوئية من المستوى المجري، تغذيها تكوين النجوم المكثف.[3][4]
  - إل جي إلكترونيكس تطلق أول تلفزيون أو إل إي دي التجاري. شاشات أو إل إي دي هي أرق وأكثر كفاءة وقادرة على عرض الصور مع تعريف أكبر من شاشات إل سي دي وشاشات البلازما.[5]
- 3 يناير
  - الفيزيائيون يخلقون الغاز الكمومي البوتاسيوم الذي يمكن التلاعب به بواسطة الليزر والمجالات المغناطيسية للوصول إلى درجات الحرارة السلبية. في مثل هذه درجات الحرارة، وتبدأ المسألة لإظهار صفات غير معروفة سابقا.[6][7]
  - العلماء تحليل نيزك، نوا 7034، التي تم العثور عليها في الصحراء الصحراء واشترى في المغرب في عام 2011، وذكرت أنه نوع جديد من الصخور المريخ مع محتوى المياه عالية بشكل غير عادي.[8][9][10]
  - ويقول الباحثون الأمريكيون أن الجين المرتبط بسمات الشخصية النشطة يرتبط أيضا بزيادة طول العمر.[11][12]
- 4 يناير
  - وقد أجريت عملية زرع اليد الأولى في بريطانيا بنجاح.[13]
  - تويوتا تعرض سيارة ذاتية الحكم قادرة على الاستشعار والرد على محيطها، ومراقبة سائقها والتواصل مع المركبات الأخرى.[14]
- 6 يناير
  - نمكن الباحثون البريطانيون من علاج العمى في الفئران باستخدام حقن خلايا حساس للضوء. بعد إجراء اختبارات إضافية، يمكن استخدام العلاج للشفاء من مرضى التهاب الشبكية الصباغي.[15][16]
  - وتشير التقارير إلى أن الصين تشهد نموا سريعا في استخدام الروبوتات الصناعية، حيث تزداد منشآت الروبوت بنسبة تزيد عن 10 في المائة سنويا.[17]

- 7 يناير

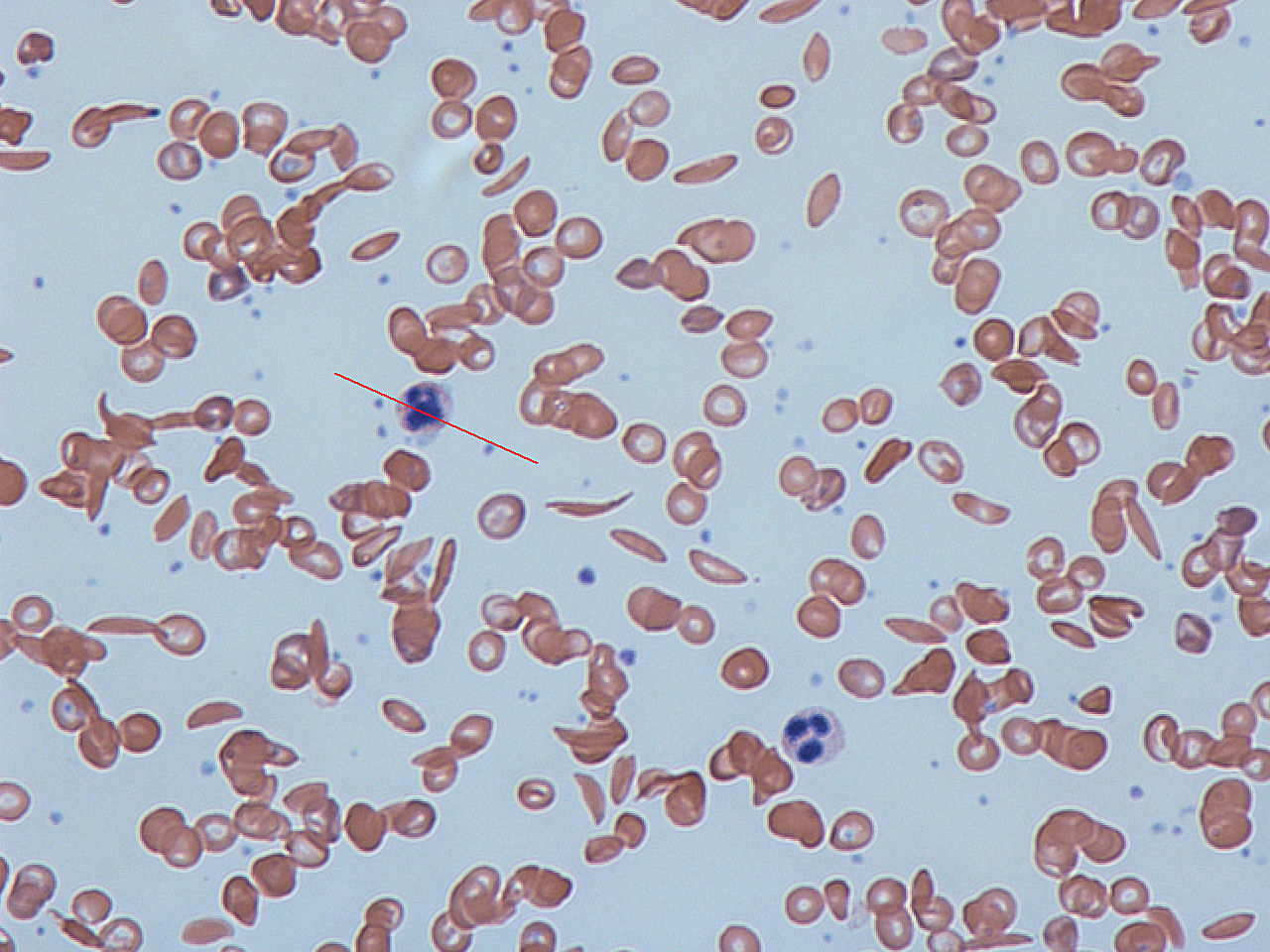
9 يناير 2013: اختبر العلماء علاج السرطان الجديد الذي يستخدم الخلايا المنجلية (في الصورة) لقتل الأورام عن طريق تجويعهم من إمدادات الدم.

  - أستراليا تشهد سخونة اليوم في سجل، مع متوسط درجات الحرارة على الصعيد الوطني تتجاوز 40 درجة مئوية وسط واحدة من أشد مواسم الحرائق في تاريخ البلاد.[18][19]
  - تم اكتشاف حبوب الزنك المحفوظة بشكل جيد بشكل ملحوظ على متن حطام سفينة رومانية عمره 2000 عام، مما يعطي رؤية نادرة في الطب الروماني.[20][21]
  - ويقول علماء الفلك في مركز هارفارد سميثسونيان للفيزياء الفلكية (كفا) أن «ما لا يقل عن 17 مليار» كوكب خارج المجموعة الشمسية من الحجم الأرضي يقدر أن يقيم في مجرة درب التبانة.[22]
- 8 يناير
  - معرض الالكترونيات الاستهلاكية 2013 يفتح في لاس فيغاس، نيفادا. ومن بين التقنيات الجديدة التي تعرضها أجهزة الكمبيوتر اللوحية المرنة، والسيارات المستقلة، والروبوتات عن بعد الطبية، وأجهزة التلفزيون فائقة الوضوح، والرقائق الدقيقة ذات الكفاءة العالية.[23][24][25]
  - وتظهر شركة الدفاع الألمانية راينميتال بنجاح ليزر عسكري عالي الطاقة يمكنه تدمير طائرات بدون طيار في منتصف الرحلة وقطعها من الصلب الذي يبعد أكثر من ميل واحد (1.6 كم)، حتى في الظروف الجوية السيئة. وتخطط الشركة لتركيب الليزر على مجموعة متنوعة من المركبات لاستخدام المعركة.[26][27]
  - علماء الفلك الأمريكيين يعلنون اكتشاف سبعة إكسوكوميتس جديدة - أكثر من ضعف العدد المعروف سابقا من هذه الأشياء. تم اكتشاف إكسوكوميتس باستخدام مرصد ماكدونالد في ولاية تكساس، التي تصور التوقيعات الكيميائية من ذيول المذنبات.[28]
  - علماء الفلك المنتسبون إلى مرصد الفضاء كيبلر يعلن عن اكتشاف كوي-172.02، وهو مرشح كوكب خارج المجموعة الشمسية يشبه كوكب الأرض الذي يدور حول نجم مماثل للشمس في المنطقة الصالحة للسكن، وربما يكون «مرشحا رئيسيا لاستضافة الحياة الغريبة».[29]
- 9 يناير
  - تم العثور على مثبط غاما سكريتاس المانع سابقا لعلاج مرض الزهايمر أن يكون لها آثار التجدد على خلايا الشعر الداخلية الأذن، مما يسمح بالعلاج الفعال للصمم.[30]
  - اكتشف أكثر المستعرات الأعظم المعروفة من قبل تلسكوب هابل الفضائي، على مسافة حوالي 10 مليارات سنة ضوئية.[31][32][33]
  - ويقول الباحثون الطبيون إن الخلايا المنجلية يمكن أن تتسبب في مهاجمة الأورام المقاومة للعلاج من خلال تجويعها من الدم.[34][35]
  - باحثون بريطانيون وكنديون ينشئون كمبيوترا لوحيا ورقيقا ورقيا ومرنا أيضا.[36][37]
- 10 يناير
  - ويضيع نصف الغذاء في جميع أنحاء العالم، وفقا لتقرير جديد أعدته المؤسسة البريطانية للمهندسين الميكانيكيين (إم).[38]
  - وتنشط هيئة المنارة العامة البريطانية نظاما جديدا للملاحة الاحتياطية يسمح للسفن بالتنقل حتى في حال فشل إشارات نظام تحديد المواقع العالمي.[39]
  - السفينة الأولى من فئة جديدة من غواصة نووية يذهب إلى الخدمة مع البحرية الروسية، ويضم المدمج في الهروب جراب للسماح لأفراد الطاقم البقاء على قيد الحياة خرق بدن الحرجة.[40]
  - شركة أمريكية تكشف عن بندقية الصيد الذكية التي تستخدم نطاق المحوسبة، على متن الطائرة تهدف البرمجيات ورانجيفيندرز الليزر لضمان دقة كبيرة حتى في أيدي الرماة المبتدئين. بندقية هو أيضا واي فاي تمكين، والبرمجيات يمكن أن تسجل هدفها وإطلاق النار التاريخ، مما يسمح للوكالات إنفاذ القانون لتتبع استخدامه.[41][42]

- 11 يناير

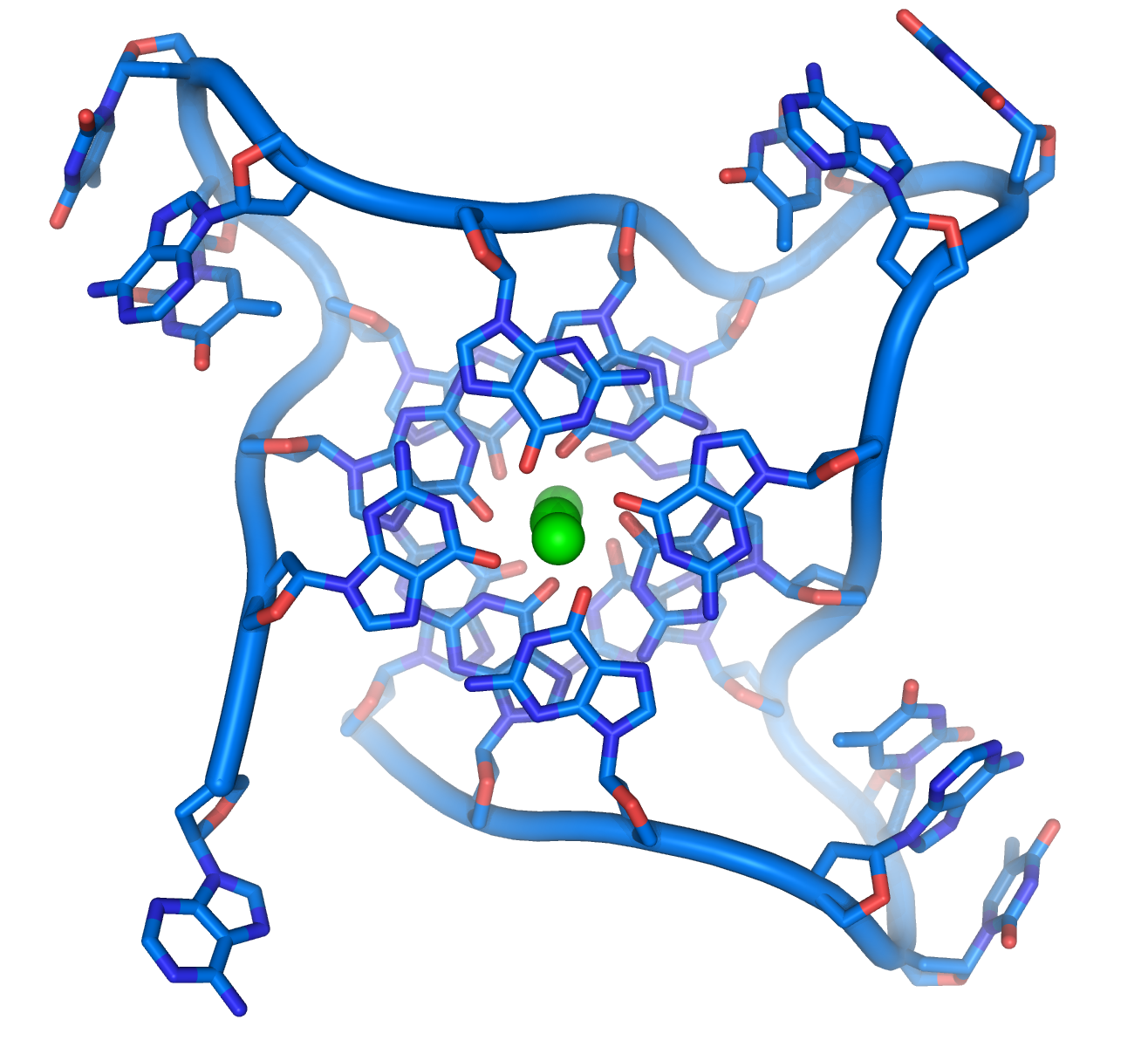
20 يناير 2013: ثبت أن الحمض النووي الرباعي الحلزوني (في الصورة) موجود في البشر.

  - يطور الكيميائيون في جامعة مانشستر آلة جزيئية وظيفية، لا يتجاوز حجمها سوى بضعة نانومترات، والتي يمكن أن تجمع الهياكل الجزيئية المعقدة بطريقة مشابهة لريبوسومات الحمض النووي. ويمكن أن يستخدم الاختراع في تصنيع الأدوية أو البوليمرات الجديدة على وجه التحديد.[43][44]
  - يكتشف الفلكيون مجموعة بعيدة من الكوازارات الفائقة التي هي أكبر وألمع هيكل في الكون المعروف، الذي يمتد حوالي أربعة مليارات سنة ضوئية.[45]
  - ملاحظات جديدة عالية الدقة من الكويكب 99942 أبوفيس تكشف أنه من المؤكد تقريبا أن الكويكب لن يضرب الأرض في عام 2036، على الرغم من القلق العلمي في وقت سابق على مسارها.[46]
  - العلماء يطورون نفسا يشبه اختبار التنفس التي يمكن استخدامها لتشخيص بسرعة ودقة لالتهابات الرئة.[47][48]
- 12 يناير / كانون الثاني - ذكرت مصادر رسمية أن الهواء في بكين أصبح الآن خطرا على صحة الإنسان، بعد سنوات من تلوث الهواء المتصاعد. ويحتوي هواء المدينة على 20 مرة من الكمية الموصى بها لمنظمة الصحة العالمية من الجسيمات السمية.[49]
- 13 يناير / كانون الثاني - يقوم أطباء ماساتشوستس باختبار الماسح الضوئي الطبي بحجم حبوب منع الحمل التي يمكن ابتلاعها بأمان من قبل المرضى، مما يتيح للمريء أن يتم مسحها بسهولة أكبر للأمراض.[50]
- 15 يناير - افتتح أول متحف للأعمال الفنية المطبوعة ثلاثية الأبعاد في الصين.[51]
- 17 يناير - أعلنت ناسا أن مرصد الفضاء كبلر قد وضعت قضية عجلة رد الفعل وسوف توقف عن العمل لمدة 10 يوما في صالح حل المشكلة. هناك حاجة إلى ثلاث عجلات رد فعل وظيفية لتهدف بدقة التلسكوب. واحدة من عجلات كبلر الأصلية الأربعة رد فعل فشلت في يوليو 2012. إذا لم يتم حل هذه المسألة عجلة الثانية، قد تضطر وكالة ناسا لإنهاء مهمة كبلر طويلة الأمد تماما.[52][53]
- 18 يناير - باحثون يابانيون يخلقون «قناع الخصوصية» الذي يستخدم الضوء القريب من الأشعة تحت الحمراء لجعل من يرتديها لا يمكن التعرف عليه لبرامج التعرف على الوجه. 20 يناير - أثبت العلماء أن الحمض النووي الرباعي الحلزوني موجود في الخلايا البشرية.[54]
- 20 يناير - أثبت العلماء أن الحمض النووي الرباعي الحلزوني موجود في الخلايا البشرية.[55]
- 21 يناير - بدأ المهندسون المعماريون الاستعدادات لبناء أول مبنى مطبوع ثلاثي الأبعاد في العالم. وسيتم بناء المبنى من الرخام الاصطناعي عالية القوة التي وضعتها طابعة 3D على نطاق صناعي، ومن المقرر الانتهاء منه في عام 2014.[56]
- 22 يناير
  - علماء الجليديين الفرنسية الإفراج عن تقرير يذكر أن الأنهار الجليدية في الأنديز ذوبان بمعدل لم يسبق له مثيل.[57]
  - نيك وكورنينج شركة تطوير كابل الألياف البصرية متعددة النوى التي يمكن نقل بيتابيت قياسية من البيانات في الثانية الواحدة.[58]
  - ويعلن مشروع الفضاء الفضائي الخاص «ديب سباس إندستريز» عن خطط لبدء المسح والتعدين الكويكبات للمعادن الثمينة. وتعتزم الشركة إطلاق أول مركبة فضائية للتنقيب في عام 2015.[59]
  - تم تقديم قرار إلى كونغرس الولايات المتحدة لتسمية يوم 12 فبراير 2013 (عيد ميلاد تشارلز داروين 204) «يوم داروين» من أجل الاعتراف «بأهمية العلوم في تحسين الإنسانية».[60]

- 23 يناير

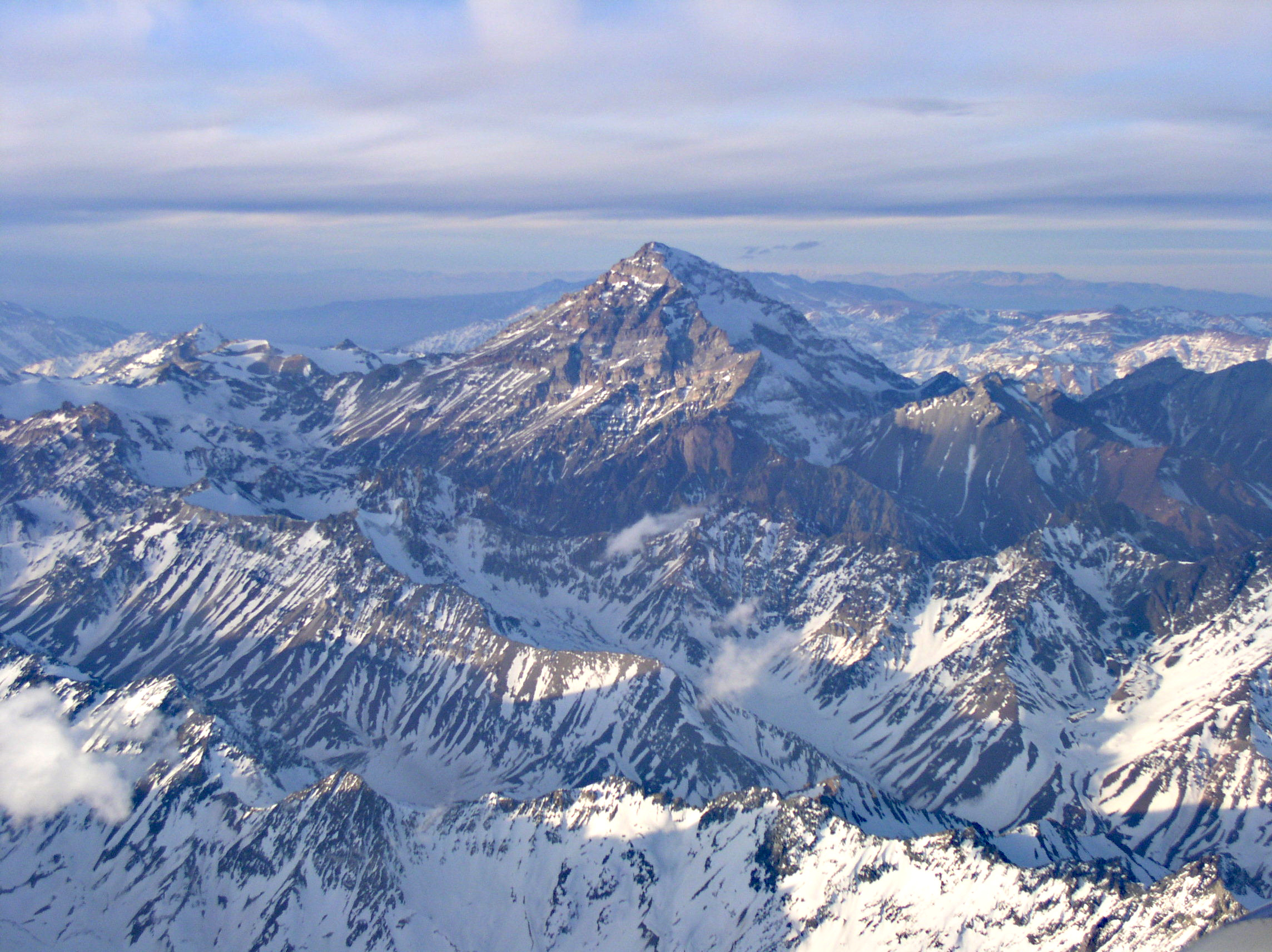
22 يناير 2013: كشفت دراسة علمية أن الأنهار الجليدية في الأنديز تذوب بمعدل غير مسبوق.

  - يشفر العلماء كميات كبيرة من المعلومات الرقمية، بما في ذلك سوناتات كاملة من ويليام شكسبير، على حبلا واحدا من الحمض النووي الاصطناعي. الحمض النووي لديه إمكانات هائلة كوسيلة للتخزين، ويمكن أن تصبح متاحة تجاريا لهذا الغرض في المستقبل القريب.[61]
  - ويستأنف العلماء أبحاثا مثيرة للجدل حول النوع الفرعي من الأنفلونزا H5N1، الذي توقف في السابق بسبب المخاوف من الإرهاب البيولوجي.[62]
  - أصبح البتر البريطاني أول شخص في المملكة المتحدة يستقبل يد ميكلانجيلو، يد إلكترونية جديدة متطورة، يستخدم الأقطاب الكهربائية لتقليد حركات العضلات بدقة والتي يمكن استخدامها حتى للمهام الهندسية الحساسة.[63]
  - تبدأ كينيا في بناء مدينة كونزا للتكنولوجيا، وهي مدينة مخطط لها يؤمل أن تصبح مركزا للعلوم والتكنولوجيا الأفريقية عند اكتمالها في عام 2030.[64]
- 24 يناير / كانون الثاني - يحذر كبير المسؤولين الطبيين في بريطانيا من أن المقاومة للمضادات الحيوية يمكن أن تكون لها عواقب «مروع»، مع العديد من العدوى البكتيرية الشائعة التي أصبحت أكثر مقاومة للعلاج.[65]
- 25 يناير
  - ويقوم فريق دولي من العلماء بتطوير «شعاع جرار» يعمل على ضوء الضوء، مما يسمح باختيار الخلايا الفردية ونقلها عند الإرادة. يمكن أن يكون للاختراع تطبيقات واسعة في الطب والميكروبيولوجيا.[66]
  - ويقوم العلماء بتصميم خلية شمسية عضوية مستوحاة من التطور مع نمط هندسي رواية يزيد من كفاءة حصاد الطاقة.[67]
  - وتكشف القياسات الجديدة التي قام بها العلماء الأوروبيون أن نصف قطر البروتون هو أصغر بنسبة 4 في المائة مما كان مقدرا سابقا.[68]
- 27 يناير - تم إعادة تسمية الكويكب 274301، وهو كويكب الحزام الرئيسي، رسميا باسم «ويكيبيديا» من قبل لجنة تسميات الجسم الصغير.[69]
- 28 يناير
  - علماء بوليفيا استعادة وظيفة الدماغ إلى الفئران المتضررة من السكتة الدماغية عن طريق حقن لهم الخلايا الجذعية. هذا الاختراق قد يؤدي إلى علاجات أكثر فعالية لمرضى السكتة الدماغية الإنسان.[70]
  - الباحثون الطبيون الأمريكيون يطورون التصحيح الجلد البوليمر غير مؤلم التي يمكن استخدامها لحقن اللقاحات الحمض النووي دون إبرة التقليدية، وأيضا يزيد من الفعالية الأولية لللقاح تسليمها.[71]
  - فريق البحث الأمريكي يستخدم أقوى عملاق في العالم في ذلك الوقت - عب سيكويا - لإجراء حساب قياسي، ونمذجة محرك جتاري تجريبي على أكثر من مليون النوى المعالج.[72]
  - نجحت إيران في إطلاق قرد ريسوس حي في الفضاء واستعادة الحيوان بأمان، في ما يدعى أنه تمهيدا لجهود الفضاء الفضائية المأهولة في البلاد.[73]
  - العلماء الأمريكيون ينهيون الحفر إلى بحيرة ويلانز تحت الجليدية، والتي دفن حوالي 1 كيلومتر (0.62 ميل) تحت جليد القطب الجنوبي.[74]

- 29 يناير

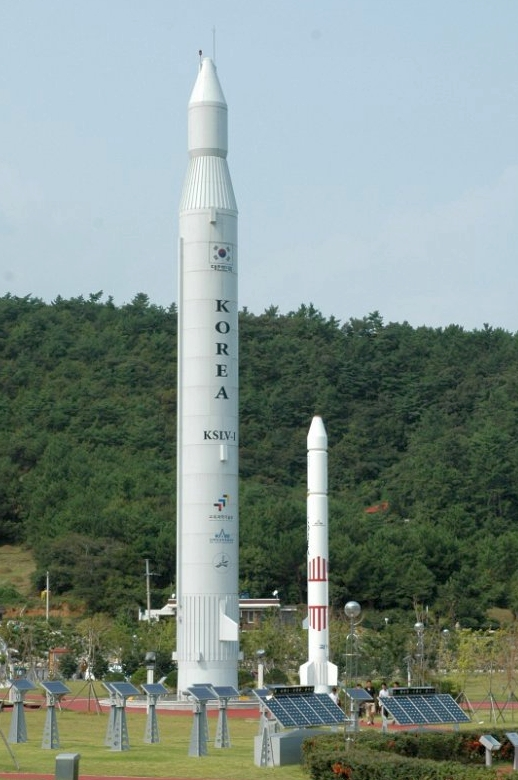
30 يناير 2013: كوريا الجنوبية تجري أول إطلاق مداري ناجح مع صواريخها الأصلية نارو -1.

  - وتفيد وكالة ناسا أن مرصد الفضاء كبلر قد عاد بنجاح إلى وضع «جمع البيانات العلمية»، بعد أن عانى من عطل في عجلة التفاعل في وقت سابق من الشهر.[75]
  - ويذكر علماء وكالة الفضاء الأوروبية أن الأيونوسفير في كوكب الزهرة يتدفق إلى الخارج بطريقة مماثلة ل «ذيل أيون يتدفق من مذنب في ظروف مماثلة».[76][77]
- 30 يناير - كوريا الجنوبية تجري أول إطلاق مداري ناجح لها، باستخدام صاروخ نارو -1 لوضع قمر صناعي في المدار.[78]
- 31 يناير
  - ويحقق علماء بريطانيون اختراقا في البيولوجيا التركيبية، ويطورون «مصانع» بيولوجية مجهرية يمكن تجميعها في ساعات، ويمكن استخدامها في تقديم الأدوية وإنتاج الوقود الحيوي والمعادن من المعادن تحت الأرض.[79]
  - العلماء يتسلسلون الجينوم للحمام المحلي، واكتشاف أن جميع سلالات الحمام الحديثة تنحدر من حمامة الصخور البرية.[80]
  - وتقوم وكالة الفضاء الأوروبية، بالتعاون مع مجموعة من الشركات المعمارية، بتصميم واختبار هيكل مطبوع ثلاثي الأبعاد يمكن بناؤه من ريجوليث القمر ليكون بمثابة قاعدة للقمر.[81]
  - العلماء اليابانيين تعديل وراثيا عينة الزرد شفافة لإنتاج توهج مرئية خلال فترات نشاط الدماغ مكثفة، والسماح للأسماك «الأفكار» لتسجيلها كمناطق محددة من ضوء الدماغ حتى استجابة للمؤثرات الخارجية.[82]

### فبراير
- 1 فبراير
  - يكتشف الفيزيائيون في جامعة ستانفورد أن أوراق رقيقة من الجرافين ذرة هي أكثر تفاعلا كيميائيا 100 مرة من ورقة أكثر سمكا. وقد تكون هذه التفاعلات حاسمة لتطوير تطبيقات عملية جديدة للجرافين، وهو معروف بالفعل على نطاق واسع لقوتها الهائلة والموصلية.[83]
  - يطور الباحثون الطبيون طريقة جديدة للكشف عن السرطان بكفاءة باستخدام إشارات كهربية كهربية. وبالإضافة إلى ذلك، تمكنوا من التلاعب بمستويات الشحنة الكهربائية الخلوية لمنع بعض الخلايا من الإصابة بالسرطان.[84]
- 2 فبراير
  - إيران تكشف النقاب عن القاهر 313 الذي تدعي أنه مقاتل الشبح الأول.[85]
  - الباحثون في كاليفورنيا استخدام التعديل الجيني لتجديد خلايا الدم الشيخوخة، وتعزيز أجهزة المناعة من الفئران المسنين. إذا أثبتت التجارب البشرية نجاحا، فإن هذا العلاج يمكن أن يسمح للمسنين بمقاومة أكثر فعالية للأمراض.[86]
- 3 فبراير
  - الحكومة الاسكتلندية تعلن عن خطط لجائزة فيزياء وطنية اسمها تكريما لبيتر هيغز، الذي نظروا لأول مرة في بيزون هيغز في عام 1964.[87]
  - الجيش البريطاني يبدأ باستخدام طائرة هليكوبتر مصغرة بدون طيار في أفغانستان. ويزن روبوت المراقبة الجوية 16 غراما فقط، ويمكن توجيهه عن بعد إلى تضاريس صعبة للكشف عن مواقع العدو الخفية.[88]

- 4 فبراير

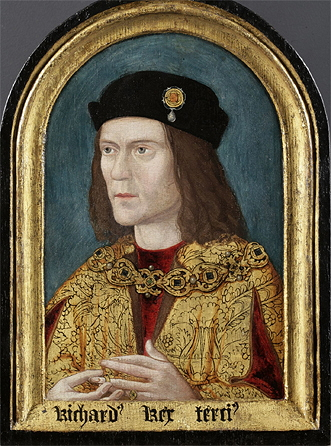
4 فبراير 2013: يستخدم علماء بريطانيون اختبار الحمض النووي للتأكد من أن الهيكل العظمي المكتشف حديثا يخصّ الملك ريتشارد الثالث (في الصورة) في العصور الوسطى.

  - طور الباحثون الأمريكيون علاجاً جزيئياً جديداً يمكن أن يعبر حاجز الدم في الدماغ لتقديم الأدوية إلى الدماغ، مما قد يساعد على علاج الأمراض العصبية مثل مرض باركنسون.[89]
  - ويثبت اللقاح التجريبي المضاد للسل، إلى حد كبير، أنه غير فعال ضد المرض في التجارب البشرية.[90]
  - بعد اختبار الحمض النووي، يؤكد العلماء أن الهيكل العظمي الذي تم اكتشافه في ليستر في العصور الوسطى هو ملك بلانتاجينيت الملك ريتشارد الثالث، الذي قتل في المعركة عام 1485.[91]
  - المهندسين الأستراليين بناء «المجهر الكمومي» الذي يقدم مستويات غير مسبوقة من الدقة في قياس النظم البيولوجية الحية.[92]
  - اكتشاف قنافذ البحر تكون قادرة على تحويل ثاني أكسيد الكربون إلى المواد الخام بكفاءة، من المحتمل أن تقدم طريقة جديدة لالتقاط الكربون لأغراض صناعية.[93]
- 5 فبراير
  - طوّر العلماء في جامعة هيريوت وات في اسكتلندا طابعة ثلاثية الأبعاد يمكن أن تنتج مجموعات من الخلايا الجذعية الحية، مما يسمح بطباعة الأعضاء الكاملة على الطلب في المستقبل.[94]
  - طور الباحثون الأمريكيين علاجاً جزئياً لمتلازمة أوشر في الفئران، وهو شكل حاد من الصمم الخلقي، وذلك باستخدام العلاج الجيني المستهدفة على وجه التحديد.[95]
- 6 فبراير
  - هالي السادس، وهي محطة أبحاث بريطانية جديدة في القطب الجنوبي، تبدأ العملية. المحطة، التي شنت على هيدروليكي التزلج الساقين للسماح لها أن يتم سحبها عبر الجليد، ويتميز تصميم وحدات متقدمة ومن المتوقع أن تحمل المناخ في أنتاركتيكا حتى عام 2050.[96]
  - في سلسلة من التطورات المنفصلة، المهندسين الأمريكيين واليابانيين خلق طابعات 3D التي يمكن أن تنتج وجبات الطعام مع مجموعة من النكهات والقوام عند الطلب. ويمكن أن تحل محل كل من الوجبات الجاهزة التقليدية وأن تسمح لرواد الفضاء بالاستمتاع بحمية أكثر تنوعا.[97]
  - وأفاد علماء الفلك أن 6٪ من جميع النجوم القزم - النجوم الأكثر شيوعا في الكون المعروف - قد تستضيف كواكب إيرثليك. بالإضافة إلى ذلك، قد توجد بعض هذه الكواكب الخارجية فقط 13 سنة ضوئية من الأرض.[98]
  - العلماء يكتشفون البكتيريا الحية في شبه الجليدية في القطب الجنوبي بحيرة ويلانز.[99]
- 8 فبراير
  - العلماء يستخدمون قاعدة بيانات وراثية وظاهرية واسعة لتحديد الجد المشترك لجميع الثدييات المشيمة الحديثة، بما في ذلك البشر.[100][101][102]
  - باحثو نيويورك بنجاح علاج حثل المادة البيضاء في الفئران باستخدام خلايا الجلد لإصلاح الأغماد المايلين التالفة. قد يكون هذا العلاج أيضا فعالا في علاج التصلب المتعدد البشري.[103]
- 10 فبراير
  - يستخدم ناسا كوريوسيتي مارس روفر ناسا على متن الحفر للحصول على أول عينة صخرية عميقة استرجعت من أي وقت مضى من سطح كوكب آخر.[104]
  - تم العثور على سلالة وراثيا من فيروس اللقاح ثلاثة أضعاف متوسط مدة البقاء على قيد الحياة من المرضى الذين يعانون من شكل حاد من سرطان الكبد.[105]
- 12 فبراير - تجري كوريا الشمالية تجربتها النووية الثالثة على الرغم من العقوبات الدولية والإدانة.[106]
- 13 فبراير
  - وكشفت وكالة الفضاء الأوروبية كريوسات عن انخفاض كبير في الغطاء الجليدي في القطب الشمالي.[107]
  - عالج العلماء بنجاح مرض السكري من النوع الأول في الكلاب باستخدام العلاج الجيني الرائد.[108]

- 14 فبراير

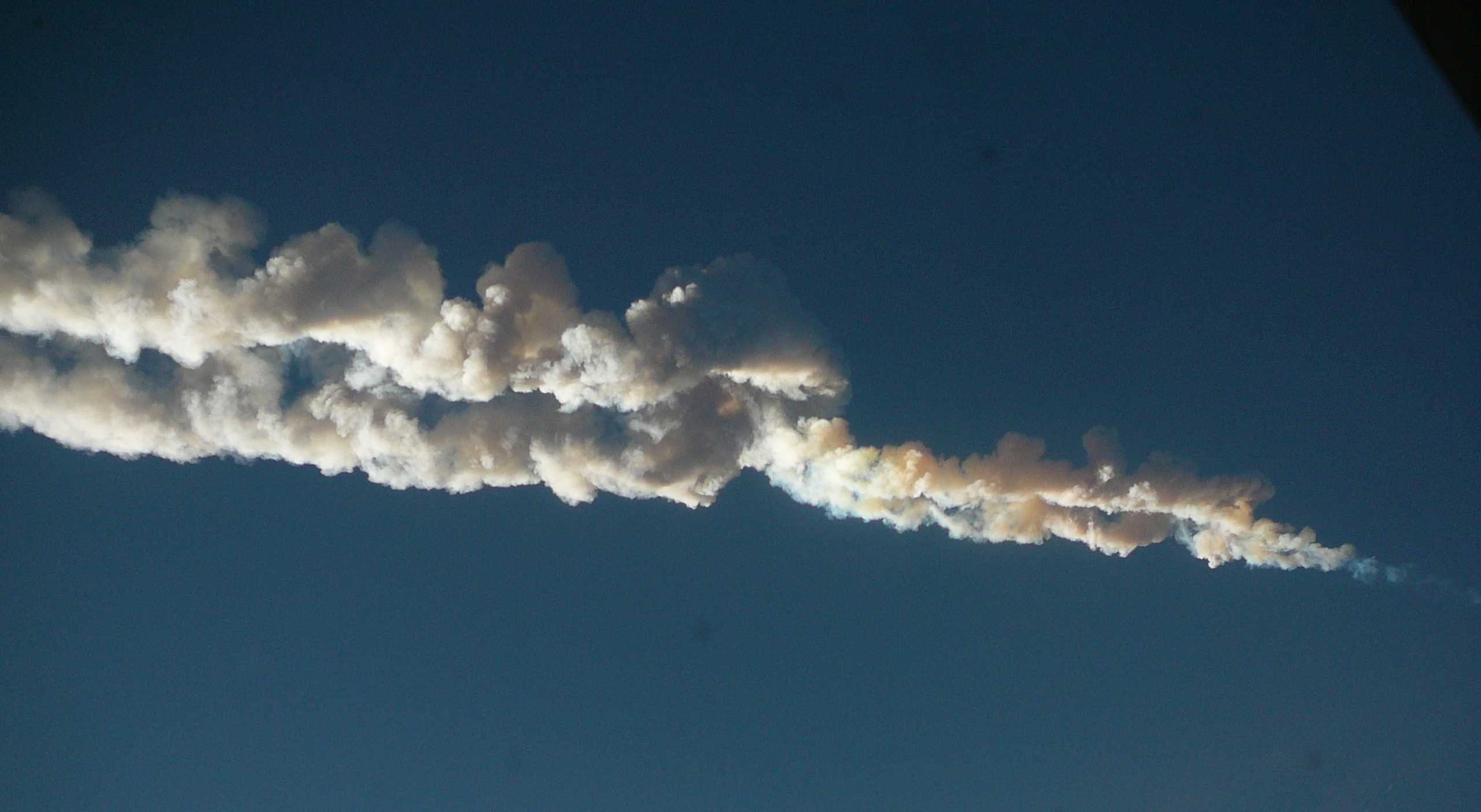
15 فبراير 2013: نيزك 10 طن يخترق الغلاف الجوي في الصورة فوق تشيليابينسك، روسيا، مما أدى إلى إصابة أكثر من 1200 شخص.

  - يقوم مهندسو جامعة أكسفورد ببناء سيارة مستقلة يمكن تبديلها بسهولة بين الوضع اليدوي والقيادة الذاتية.[109]
  - ويبدأ مصادم الهادرونات الكبير (لك) في الإغلاق المقرر لمدة عامين، والذي سيخضع خلاله لترقية الأنظمة الرئيسية. عند إعادة تنشيطها في عام 2014، سوف تعمل لك على طاقة تبلغ حوالي 14 تيراكلترونفولتس - ضعف الطاقة القصوى الحالية.[110]
  - يطور الباحثون زرع عصبي متخصص يعطي الفئران القدرة على إحساس ضوء الأشعة تحت الحمراء - وهو استخدام رائد لتكنولوجيا الزرع لمنح الكائنات الحية قدرات جديدة، بدلا من مجرد استبدال أو زيادة تلك الموجودة.[111]
  - الولايات المتحدة إدارة الغذاء والدواء يوافق على أول وظيفية العين إلكترونية التجارية، وأرغس الثاني، لعلاج العمى. الجهاز، الذي أصبح متاحا في أوروبا في عام 2011، يستخدم مزيج من زراعة العين والنظارات مجهزة الكاميرا لاستعادة الرؤية للأشخاص الذين أعمى من التهاب الشبكية الصباغي.[112]
- 15 فبراير
  - وهناك نيزك 10 طن آثار في تشيليابينسك، روسيا، وإنتاج صدمة قوية وإصابة أكثر من 1000 شخص.[113][114]
  - الكويكب 2012 DA14، الذي يسد حوالي 130,000 طن، يجعل أقرب الطيران الأرض حتى الآن سجلت لكويكب كبير، يمر داخل 27,000 كيلومتر (17,000 ميل) من سطح الأرض.[115]
- 18 فبراير / شباط - تشير الدراسات التي أجريت على جسيمات شبيهة بالبوزون هيغز المكتشفة حديثا إلى أن الكون قد ينتهي بانهيار فراغ كاذب مليارات السنين من الآن.[116]
- 19 فبراير
  - وتعهدت حكومة المملكة المتحدة بتقديم أطراف إلكترونية متقدمة لجميع الجنود البريطانيين الذين فقدوا أطرافهم في القتال.[117]
  - وهناك نوع جديد من زغة مصبوغة يتم وصفها رسميا، بعد اكتشافها في فيتنام.[118]
- 20 فبراير
  - وتظهر وكالة ناسا اكتشاف كبلر-37b، أصغر كوكب خارج المجموعة الشمسية معروف حتى الآن، حول حجم قمر الأرض.[119]
  - يعلن منظمو الإنترنت سيرغي برين ومارك زوكربيرج عن جائزة عالمية جديدة للتميز في علوم الحياة، وتقدم 3 ملايين دولار أمريكي لكل مستلم.[120]
  - أعلن رئيس الولايات المتحدة، باراك أوباما، مشروع خريطة نشاط الدماغ - وهو جهد تعاوني استمر عشر سنوات لتخطيط هياكل ووظائف الدماغ البشري، بهدف الحصول على علاجات جديدة لمجموعة من الأمراض العصبية.[121]
- 21 فبراير
  - يستخدم العلماء جامعة كورنيل طابعة 3D لخلق الأذن الاصطناعية الحية من الكولاجين والأذن خلية الثقافات. في المستقبل، يمكن أن تزرع مثل هذه الأذنين لأجل المرضى الذين يعانون من صدمة الأذن أو بتر.[122]
  - يتم اكتشاف أعمق الفتحات الحرارية المائية المعروفة في منطقة البحر الكاريبي على عمق حوالي 5000 متر (16,000 قدم).[123]
  - وجدت دراسة أن النحل يمكن أن يشعر المجالات الكهربائية حول الزهور.[124]
  - باحثون في جامعة بنسلفانيا تطوير «جواز سفر البروتين» قادرة على تجاوز الجهاز المناعي في الجسم. وهذا يمكن أن يساعد على تسليم الجسيمات النانوية الطبية في الطب النانوي في المستقبل.[125]
- 22 فبراير - البيانات التي تم جمعها من كهوف الجليد في سيبيريا تكشف عن استمرار الاحترار العالمي قد يؤدي إلى ذوبان الجليد المتجمد على نطاق واسع، مما قد يحرر كميات هائلة من ثاني أكسيد الكربون المحاصر والميثان في الغلاف الجوي.[126]

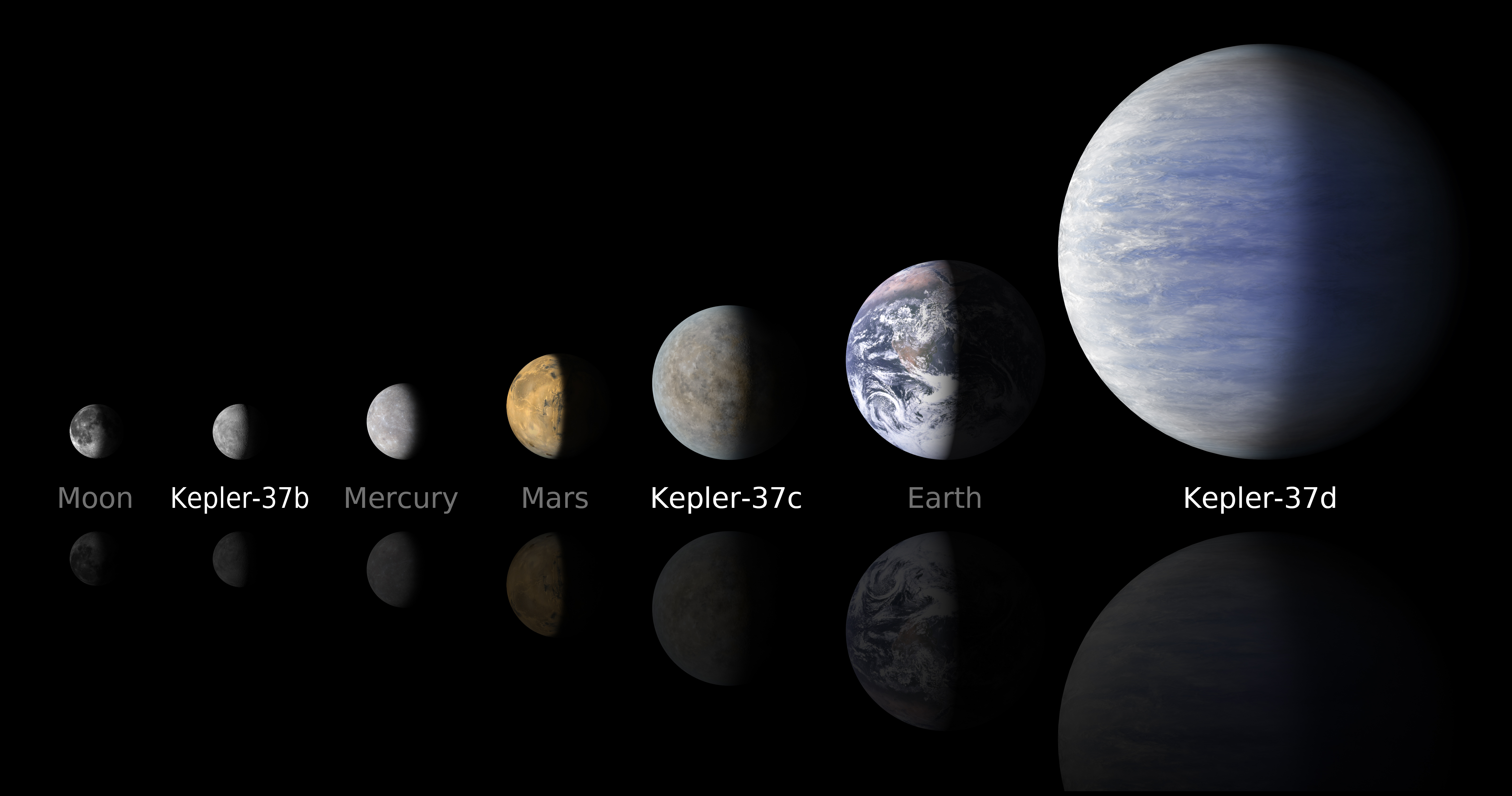
20 فبراير 2013: علماء الفلك في ناسا اكتشاف أصغر كوكب خارج المجموعة الشمسية حتى الآن، كبلر -37b (يظهر الثاني من اليسار).

- 23 فبراير - يقوم المخترع الأمريكي ببناء «بوديسويت» بمعنى العنكبوت، مجهزا بأجهزة استشعار بالموجات فوق الصوتية وأنظمة ردود فعل لمسي، والتي يمكن أن تنبه مرتديها من الاقتراب من التهديدات وتسمح لهم باكتشاف المهاجمين والاستجابة لها حتى عند معصوب العينين.[127]
- 24 فبراير
  - يكتشف باحثو جامعة أكسفورد الآلية التي تكون خلايا الدماغ معينة قادرة على البقاء على قيد الحياة يجري جوعا من الأكسجين. في المستقبل، قد يؤدي هذا البحث إلى علاج أكثر فعالية للسكتة الدماغية.[128]
  - ووجدت دراسة أن الشمبانزي حل الألغاز للترفيه كما يفعل البشر.[129]
  - العلماء يعلنون أنهم وجدوا أجزاء من رودينيا، وهي شبه القارة القديمة «المفقودة»، في ما هو الآن في المحيط الهندي.[130]
- 25 فبراير
  - وتختبر إسرائيل بنجاح نظامها الدفاعي الصاروخي أرو 3، الذي يهدف إلى تدمير الصواريخ الباليستية العدو في حين أنها لا تزال مرتفعة في الغلاف الجوي للأرض.[131]
  - وأفادت مجموعة إسبانية متعددة المراكز من الباحثين الطبيين في مجلة نيو إنغلاند للطب أنه استنادا إلى دراسة مدتها خمس سنوات من 7447 شخصا، فإن الحمية المتوسطية تقلل من خطر الإصابة بأمراض القلب لدى الأشخاص المعرضين لمخاطر عالية من خلال «حوالي 30 في المئة». مؤتمر صحفي متاح في بريديم.[132][133][134]
- 26 فبراير
  - المهندسين الأمريكيين تطوير بطارية مرنة مشحونة لاسلكيا التي يمكن أن تستمر في العمل حتى لو امتدت إلى ثلاثة أضعاف حجمها المعتاد. مع مزيد من التطوير، يمكن استخدام الاختراع لتشغيل الهواتف الذكية المرنة والأجهزة اللوحية والإلكترونيات الطبية.[135]
  - وجدت دراسة أن فقدان النوم يمكن أن يغير سلوك الجينات، مما قد يفسر لماذا غالبا ما يسبق مشاكل طبية أكثر خطورة مثل السكري والسمنة وأمراض القلب.[136]
- 27 فبراير
  - يستخدم علماء الفلك القمر الصناعي نوستار لقياس بدقة تدور ثقب أسود هائل للمرة الأولى، والإبلاغ عن أن سطحه هو الغزل في سرعة الضوء تقريبا.[137]
  - تقوم شركة أمريكية ببناء سيارة حضرية خفيفة الوزن وعالية الكفاءة مع جسم بلاستيكي ثلاثي الأبعاد مطبوع تماما ومقاوم للصدأ. بناء السيارة مؤتمتة بالكامل، ولا تتطلب أي مدخلات بشرية تتجاوز تحميل تصميم السيارة.[138]
- 28 فبراير
  - وربط باحثو جامعة ديوك بنجاح أدمغة اثنين من الفئران مع واجهات الإلكترونية التي تسمح لهم لتبادل المعلومات مباشرة، في أول مباشرة من الدماغ إلى الدماغ واجهة.[139][140]
  - وجدت الدراسة روابط جينية مشتركة بين خمسة اضطرابات نفسية رئيسية: التوحد، اضطراب فرط الحركة ونقص الانتباه، واضطراب ثنائي القطب، والاكتئاب، والفصام.[141]
  - علماء الفلك جعل أول ملاحظة مباشرة من بروتوبلايت تشكيل في قرص من الغاز والغبار حول نجم بعيد.[142]
  - يتم اكتشاف حزام إشعاع ثالث حول الأرض.[143]
  - ويحدد الباحثون الخلايا الجذعية البالغة في نخاع العظم التي يمكن أن تستخدم يوما ما لعلاج مرض الأمعاء الالتهابي (عيبد).[144]

### مارس

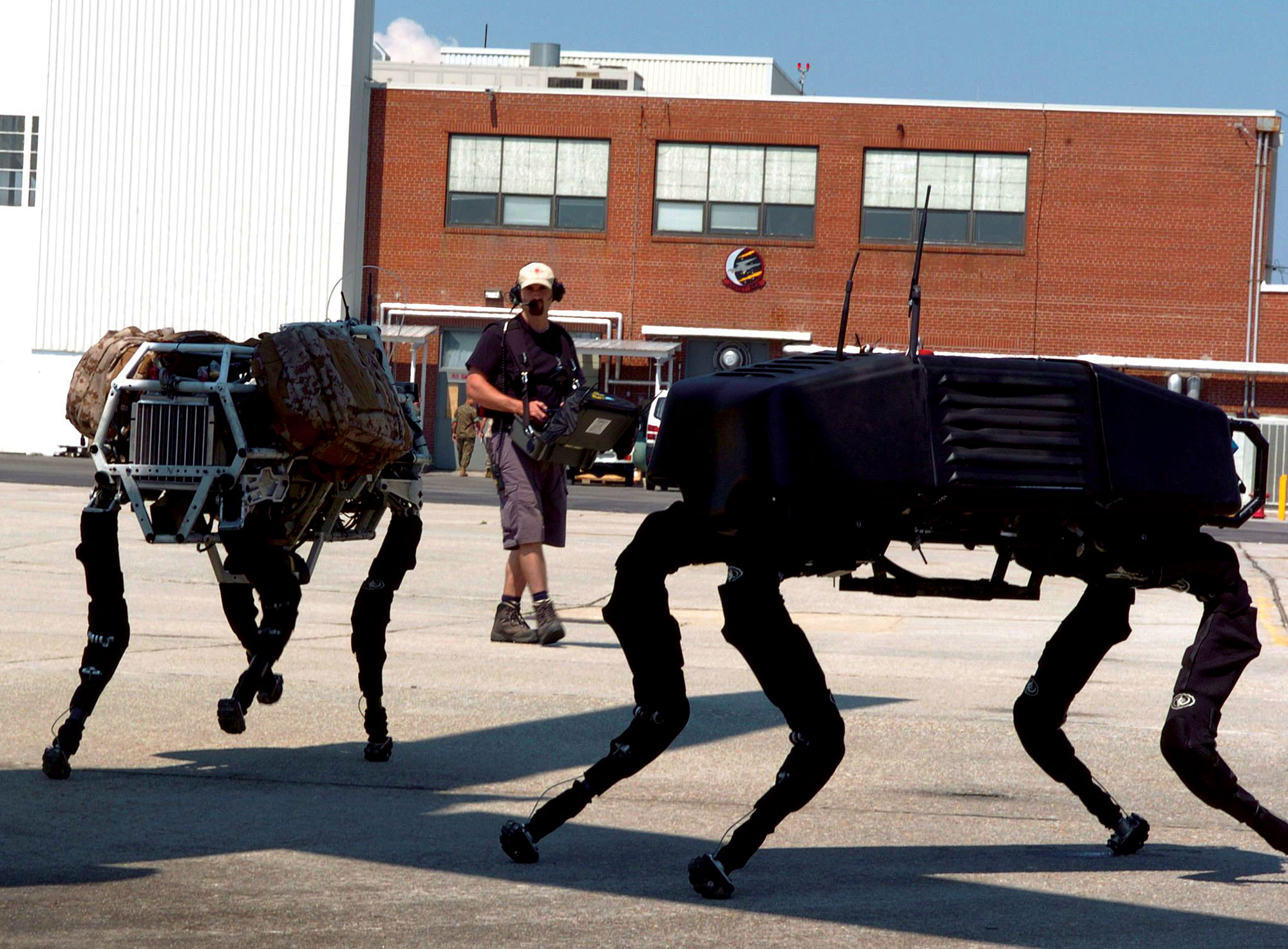
1 مارس 2013: تطور شركة بوسطن ديناميكش نسخة متقدمة من روبوت بيغدوغ الثقيل الرفع (نسخة 2006 في الصورة)، وتتميز بذراع رمي ميكانيكي قوي.

- 1 مارس - يظهر بوسطن ديناميكش نسخة محدثة من بيغدوغ روبوت العسكرية، وهو بغل الحجم روبوت الثقيلة قادرة على التنقل التضاريس الوعرة ومجهزة الذراع قوية بما يكفي لرفع بسهولة ورمي كتل نسيم.[145]
- 3 مارس / آذار - أفاد علماء أمريكيون بأنهم عالجوا فيروس نقص المناعة البشرية في الرضيع من خلال إعطاء الطفل دواء مضادا للفيروسات الرجعية في وقت مبكر جدا من حياته. وقد أفيد بأن الطفل المصاب بفيروس نقص المناعة البشرية سابقا لم يظهر أي أعراض لفيروس العوز المناعي البشري منذ علاجه، على الرغم من عدم وجود أدوية أخرى لمدة عام.[146]
- 4 مارس
  - العلماء يعلنون أنهم قد قاسوا مباشرة استقطاب الضوء، والتغلب على جوانب مبدأ عدم اليقين.[147]
  - تبدأ داربا جهودا لتطوير أسطول من السفن البحرية الصغيرة قادرة على إطلاق واسترجاع طائرات بدون طيار قتالية دون الحاجة إلى حاملات الطائرات الكبيرة والمكلفة.[148]
  - في الولايات المتحدة أولا، يحل الباحثون جزء كبير من جمجمة المريض المصاب مع زرع بديل ثلاثي الأبعاد للبلمرة.[149]
- 5 مارس - مشروع كونيكتوم الإنسان يطلق المسح الأكثر تفصيلا من الدماغ البشري بعد جعل، مما يسمح علماء الأعصاب لدراسة أكثر دقة تعقيدات هيكل الدماغ وتحديد أسباب الاضطرابات العصبية.[150]
- 6 مارس
  - بعد دراسة الحمض النووي لأحد الأمريكيين الأفارقة الحديثين، يقدر العلماء أن آدم كروموسوم - وهو أحدث سلف مشترك بين البشر بين البشر - عاش قبل ذلك بكثير بكثير مما كان يعتقد سابقا، قبل أكثر من 338,000 سنة.[151]
  - يطور العلماء الصينيون والإسرائيليون اختبار التنفس على غرار التنفس الذي يمكن تشخيص سرطان المعدة بسرعة وسهولة من خلال تحليل المواد الكيميائية الزفير، دون الحاجة إلى التنظير تدخلية.[152]
- 7 مارس
  - بعد مشروع مدته ثماني سنوات ينطوي على استخدام تقنية الاستنساخ الرائدة، والباحثين اليابانيين خلق 25 أجيال من الفئران المستنسخة صحية مع عمر طبيعي، مما يدل على أن الحيوانات المستنسخة ليست في جوهرها أقصر من العمر من الحيوانات المولودة طبيعيا.[153]
  - ويحلل مشروع دولي يعرف باسم Bedmap2 50 عاما من البيانات لقياس حجم جليد أنتاركتيكا، وتبين أنه يبلغ 26,500,000 كيلومتر مكعب (6,400,000 مي مي)، مما سيزيد من مستويات سطح البحر العالمية بمقدار 58 مترا (190 قدم) إذا ذاب.[154]
  - ويقوم علماء من جامعة ولاية أوريغون بإعادة بناء سجل درجات الحرارة العالمية منذ نهاية العصر الجليدي الأخير. وتظهر بياناتهم المأخوذة من 73 موقعا حول العالم اتجاها واضحا وسريعا في الاحترار في القرن العشرين وأوائل القرن الحادي والعشرين.[155]
  - الاختبارات على الفئران تثبت دليلا قاطعا على أن ريسفيراترول، وهو مركب موجود في النبيذ الأحمر، ويحسن الصحة وطول العمر.[156]
- 9 مارس
  - ينمو باحثو الأسنان البريطانيون أسنان قابلة للحياة من مزيج من الخلايا اللثوية والخلايا الجذعية، مما يسمح للمرضى في المستقبل بتلقي أسنان حية لتحل محل الأسنان المريضة أو التالفة.[157]
  - الروبوتية إطلاق قاعدة بيانات على شبكة الإنترنت ومنصة الحوسبة السحابية التي يمكن الوصول إليها من قبل الروبوتات في جميع أنحاء العالم، مما يسمح لهم بسهولة التعرف على الأشياء غير مألوفة وأداء مهام الحوسبة المكثفة.[158]
- 11 مارس
  - اكتشف علماء الفلك القزم البني الثنائي لوهمان 16 (وايس 1049-5319) على مسافة 6.5 سنة ضوئية من الأرض - أقرب نظام نجوم يتم اكتشافه منذ عام 1916.[159]
  - وخلصت الدراسة إلى أن أمراض القلب كانت شائعة بين المومياوات القديمة.[160]
  - يطور الباحثون دوائر ذاتية الشفاء الذاتي التي يمكن أن تعيد نفسها بسرعة إلى حالة وظيفية بالكامل عن طريق الكشف عن الأخطاء الإلكترونية وتحييدها.[161]

- 12 مارس

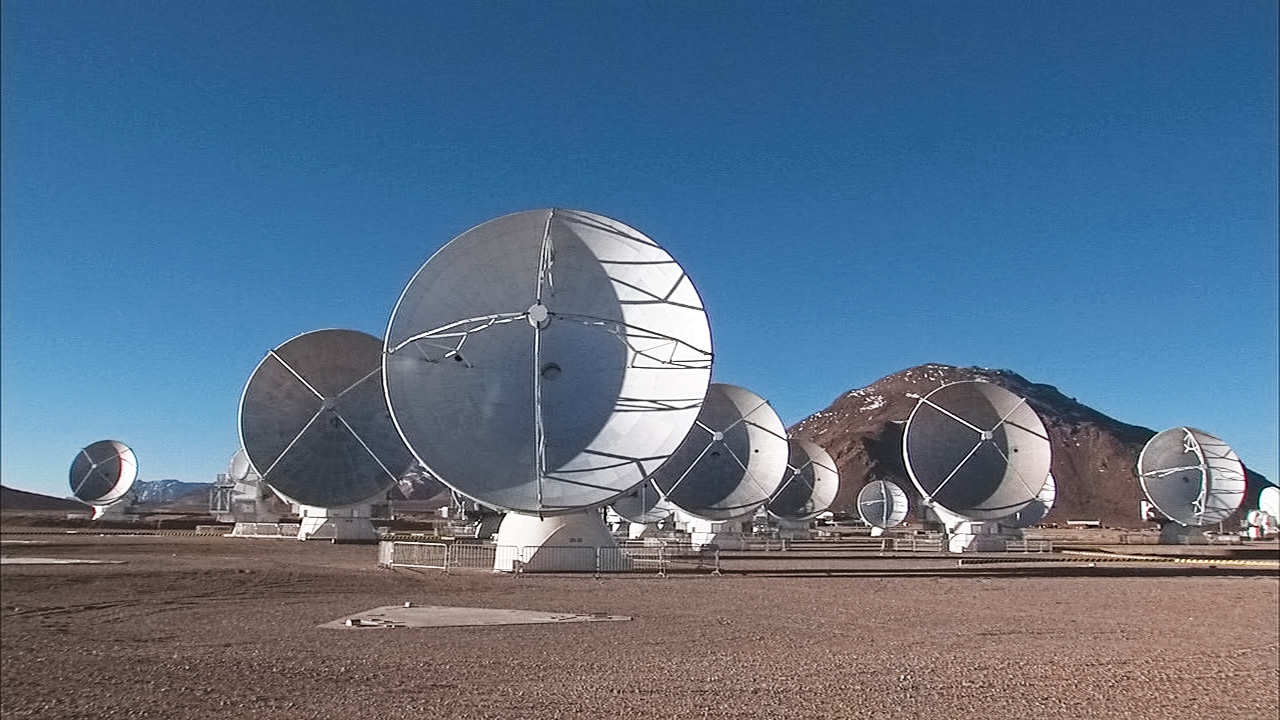
13 آذار / مارس 2013: أصبح مصفوفة أتاكاما الكبيرة جاهزة للعمل في شيلي. في ذلك الوقت، هو أقوى تلسكوب لاسلكي في العالم.

  - ويجد روفر كوريوسيتي التابع لوكالة ناسا دليلا على أن الظروف على سطح المريخ كانت مناسبة للحياة الميكروبية بعد تحليل أول عينة من صخور المريخ، وهي صخرة «جون كلاين» في خليج يلونايف في غيل كريتر. اكتشف المكتشف الماء وثاني أكسيد الكربون والأكسجين وثاني أكسيد الكبريت وكبريتيد الهيدروجين والكلوروميثان وثنائي كلورو ميثان. وجدت الاختبارات ذات الصلة نتائج تتفق مع وجود المعادن الطينية السامكتية.[162][163][164]
  - وأصبحت اليابان أول بلد ينجح في استخراج الغاز الطبيعي من رواسب الكاثرات البحرية للميثان.[165]
- 13 مارس
  - وتصبح صفيف أتاكاما لميليمتر كبير، في الوقت الذي تلسكوب لاسلكي أقوى في العالم، تعمل بكامل طاقتها في شمال شيلي.[166]
  - وتطور شركة لوكهيد مارتن طريقة جديدة لتحلية المياه، حيث يقال إنها أرخص بكثير وأكثر كفاءة من الطرق التقليدية. تقنية جديدة تستخدم أغشية الكربون مع المسام النانوية لتصفية بكفاءة جزيئات الملح من مياه البحر لجعل المياه الصالحة للشرب.[167]
- 14 مارس
  - ويؤكد علماء سيرن، بدرجة عالية من اليقين، أن الجسيم الجديد الذي حدده مصادم الهادرون الكبير في يوليو 2012 هو بوسون هيغز الذي طال انتظاره.[168]
  - ويحفز العلماء خلايا الجلد القرد لتصبح خلايا دماغية صحية تعمل بشكل طبيعي عند زرعها في دماغ القرد المانح. هذا الاختراق يشير إلى أن مثل هذه النهج الطب شخصية يمكن أن تكون فعالة في المرضى من البشر.[169]
- 15 مارس - العلماء الذين يعملون على مشروع لازاروس يعلنون أنهم نجحوا في تجديد خلايا صوامع ريوباتراشوس، وهو نوع من الضفدع المنقرض منذ عام 1983.[170]
- 16 مارس - كشف باحثون يابانيون عن «شاشة الرائحة»، وهي شاشة عرض رقمية قادرة على انبعاث الروائح المحددة.[171]
- 17 مارس
  - وتشير البيانات الجديدة إلى أن خندق ماريانا، وهو أعمق نقطة على سطح الأرض، موطن لكمية كبيرة من أشكال الحياة البكتيرية. وأبلغ باحثون آخرون دراسات ذات صلة بأن الميكروبات تزدهر داخل الصخور حتى عمق 580 مترا (1,900 قدم) تحت قاع البحر تحت 2,600 متر (8,500 قدم) من المحيط قبالة سواحل شمال غرب الولايات المتحدة.[172][172][173][174]
  - شركة شمس 1، أكبر محطة للطاقة الشمسية المركزة في العالم، تعمل في أبوظبي، الإمارات العربية المتحدة.[175]
- 18 مارس
  - إذا ارتفع متوسط درجات الحرارة العالمية بمقدار 2 درجة مئوية فقط، فإن عدد العواصف الشديدة مثل إعصار كاترينا سيزيد عشرة أضعاف، وفقا لأبحاث جديدة.[176]
  - نجح علماء أمريكيون في رسم 80٪ من الخلايا العصبية في الدماغ الفقري على مستوى الخلوية في 1.3 ثانية فقط.[177]
  - وتظهر وكالة ناسا أدلة من كوريوسيتي روفر على المريخ من الترطيب المعدني، على الأرجح كبريتات الكالسيوم الرطب، في العديد من عينات الصخور، بما في ذلك كسر أجزاء من الصخور «تينتينا» والصخور «سوتون إنلير» وكذلك في الأوردة والعقيدات في الصخور الأخرى مثل صخرة «نور» و «فيرنيك». وأظهر التحليل الذي أجري باستخدام أداة دان الخاصة ب روفر أن هناك أدلة على المياه تحت السطحية، تصل إلى ما يصل إلى 4٪ من محتوى الماء، وصولا إلى عمق 60 سم (2.0 قدم).[178][178]
  - بلوتو قد يكون ما يصل إلى 10 أقمار، جنبا إلى جنب مع نظام حلقة واحدة على الأقل، وفقا لدراسة جديدة.[179]
- 19 مارس

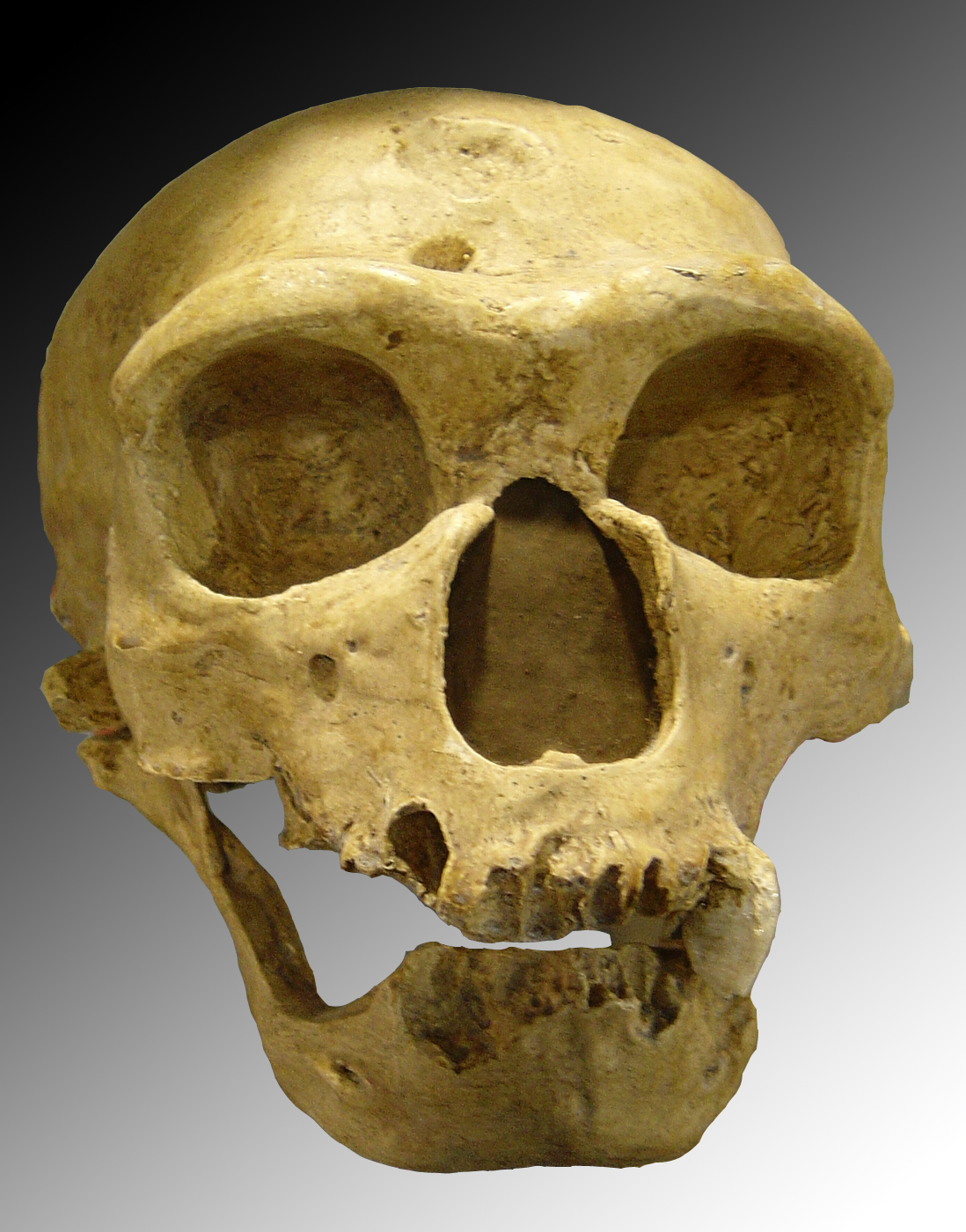
19 مارس 2013: العلماء الألمان يكتشفوا تسلسل الجينوم في نياندرتال (الجمجمة في الصورة).

- - يتم تسلسل الجينوم نياندرتال من قبل العلماء الألمان من عظم اصبع القدم وجدت في جنوب سيبيريا.[180]
  - ويعلن العلماء أنهم يستطيعون الآن إلقاء الضوء على ما يصل إلى 100 مؤشر حيوي، أي أكثر بعشر مرات من المعيار السابق. هذا الاختراق قد يجعل من الأسهل بكثير على تحديد البروتينات في الخلايا السرطانية - تقنية التشخيص الحيوية.[181]
  - وتفيد وكالة ناسا أنه قد تم الآن إصلاح مشكلة حاسوبية في برنامج كوريوسيتي مارس.[182][183]
  - الباحثون في جامعة كامبريدج يظهر الظاهري «رئيس الحديث» مع المشاعر واقعية، والتي يمكن أن تؤدي إلى التفاعلات أكثر طبيعية بين الإنسان والحاسوب.[184]
  - يطور العلماء السويسريون الماسح الضوئي الطبي الذي يمكن زرعه تحت الجلد مباشرة، ويمكنهم مراقبة مجموعة من الحالات المرتبطة بالدم، وتوفير نتائج فورية عبر الهاتف المحمول. يقولون أنها ستكون متاحة للمرضى بحلول عام 2017.[185]
- 20 مارس - العلاج الجيني يستخدم لعلاج سرطان الدم في ثلاثة مرضى بالغين.[186]
- 21 مارس
  - فريق البحث الذي يقوده الاتحاد الأوروبي وراء مسبار علم الكون بلانك يرسل خريطة البعثة في السماء من خلفية الميكروويف الكونية. تشير الخريطة إلى أن الكون أكبر قليلا من الفكر؛ وفقا للفريق، والكون هو 13.798 ± 0.037 مليار سنة، ويحتوي على 4.9٪ المادة العادية، 26.8٪ المادة المظلمة و 68.3٪ الطاقة المظلمة. كما تم قياس ثابت هابل ليكون 67.80 ± 0.77 (كم / s) / ميك.[187][187][188][188]
  - يطور العلماء شاشة فيديو تتيح للمستخدمين رؤية صور ثلاثية الأبعاد دون استخدام نظارات خاصة.[189]
  - العلماء يطورون الخلايا الليمفاوية تي المعدلة وراثيا التي ثبت نجاحها في علاج حالات سرطان الدم الليمفاوي الحاد.[190]
- 22 آذار / مارس - في المؤتمر السنوي الرابع والأربعين للقمر والكواكب، يعلن العلماء اكتشاف أول نيزك معروف ينشأ من ميركوري. الصخرة الخضراء، والمعروفة باسم نوا 7325، ويعتقد أن يكون 4.56 مليار سنة.[191]
- 24 مارس
  - تكملة البروتين SNX27 عكس النمط الظاهري متلازمة داون في الفئران، وفقا لبحث جديد.[192]
  - اكتشف العلماء طفرات في 26 جينة يعتقد أنها مسؤولة عن سرطان المريء، وهو اختراق يمكن أن يؤدي إلى علاجات جديدة للعقاقير للمرض.[193]
- 27 مارس - تم اكتشاف طريقة جديدة محتملة لانقاص الوزن، بعد أن تم تخفيض الوزن بنسبة 20٪ في الفئران ببساطة عن طريق تغيير ميكروبات الأمعاء.[194]
- 28 مارس
  - وتشير الأبحاث الجديدة إلى أن القماش في كفن تورينو، بدلا من كونه من القرون الوسطى في الأصل، من المرجح أن يعود بين 300 قبل الميلاد و 400 ميلادي.[195]
  - باحثون في ستانفورد يعلنون عن بناء جهاز تشبه الترانزستور يعمل، يطلق عليه اسم ترانسكريبتور، من الحمض النووي وجزيئات الحمض النووي الريبي.[196][197]
- 29 مارس - العلماء خلق مستعمرة النمل الروبوتية التي تتصرف مثل واحد حقيقي. ويمكن برمجة الآلات الصغيرة لتجنب العقبات والعثور على الطريق الأسرع من خلال شبكة أو متاهة.[198]

### أبريل
- 3 أبريل

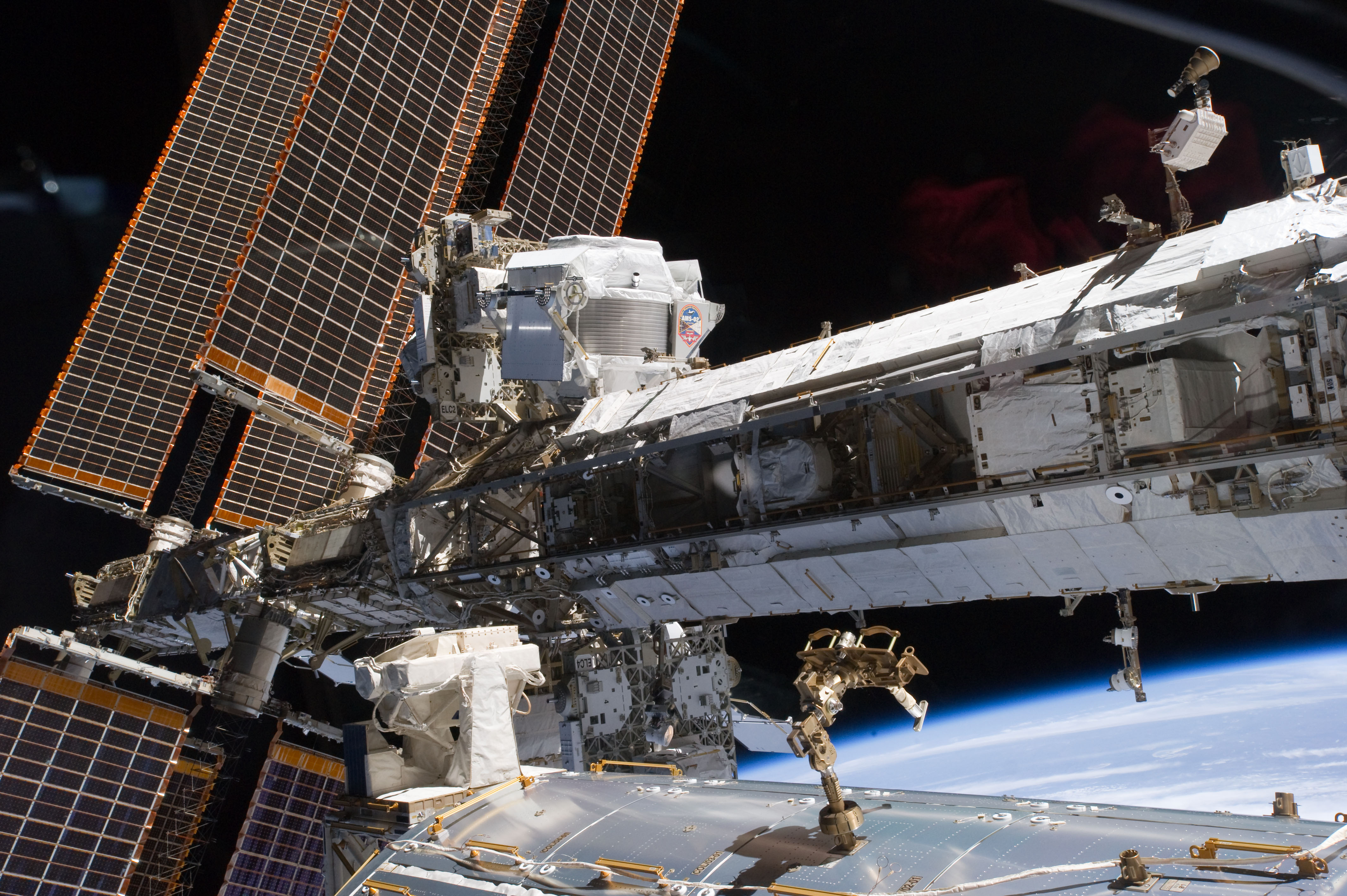
3 أبريل 2013: ذكرت وكالة ناسا أن مطياف ألفا المغناطيسي (في الصورة، يسار الوسط) قد اكتشفت علامات محتملة للظاهرة المراوغة المعروفة باسم المادة المظلمة.

  - ويتم تحقيق اختراق في إنتاج وقود الهيدروجين، مما يسمح باستخراج كميات كبيرة من أي نبات.[199]
  - وتشير دراسة جديدة إلى أن الأدوية المشتركة للحد من الكوليسترول قد تمنع أيضا الضمور البقعي.[200]
  - ويقول علماء وكالة ناسا أن مطياف ألفا المغنطيسي قد كشف عن تلميحات من المادة المظلمة على محطة الفضاء الدولية. وطبقا للعلماء، فإن «النتائج الأولى من مطياف ألفا المغناطيسي الذي يحمله الفضاء تؤكد وجود زيادة غير مبررة في البسيترونات ذات الطاقة العالية في الأشعة الكونية الأرضية».[201][202][203]
  - وتذكر ناسا أن المواد الكيميائية العضوية المعقدة يمكن أن تنشأ على تيتان، وهو قمر من زحل، استنادا إلى دراسات تحاكي جو تيتان.[204]
- 4 أبريل
  - اكتشاف أكبر مستعر أعظم لم يتم العثور عليه بعد.[205]
  - العلماء بناء طابعة 3D التي يمكن أن تخلق مادة مشابهة جدا للأنسجة البشرية.[206]
  - وهناك نوع جديد من الرتيلاء العملاق، بويسيلوثيرا راجاي، وصف رسميا، وقد تم اكتشافها في سريلانكا في عام 2009.[207]
  - علماء أمريكيون يعلنون أنهم قد حددوا عددا من العلامات الجينية التي ترتبط بزيادة خطر الإصابة بمرض الزهايمر.[208]
  - تم تطوير نظام كاميرا جديد يمكن أن يولد صور عالية الدقة ثلاثية الأبعاد من مسافة تصل إلى كيلومتر واحد.[209]
- 7 أبريل - شركة ناشئة الولايات المتحدة تطوير البروتينات المشتقة من النباتات التي يمكن استخدامها كبديل مستدام وصديق للبيئة للبيض في جميع المنتجات الغذائية تقريبا.[210]
- 9 أبريل
  - في معرض البحر والفضاء الجوي لعام 2013، عرضت شركات الدفاع الأمريكية نماذج من العديد من تقنيات الأسلحة المتقدمة، بما في ذلك رايلغون قابلة للحياة، والمناطيد فتول والروبوتات الاستطلاع بحجم قنابل يدوية.[211]
  - اكتشف الباحثون البريطانيون أن تحور الجين BRCA2 يزيد من خطر وشدة سرطان البروستاتا لدى الرجال، فضلا عن كونه مرتبطا بسرطان الثدي الوراثي لدى النساء.[212]
  - يطور العلماء الصينيون إيرجيلا قائم على الكربون يدعون أنه أخف المواد المنتجة بعد، مع كثافة أكبر قليلا من الهواء.[213]
  - ويقول العلماء إن تغير المناخ قد يتسبب في زيادة كبيرة في الاضطرابات الجوية فوق شمال الأطلسي بحلول عام 2050، مما قد يعرض طائرات الركاب للخطر.[214]
- 10 أبريل
  - يطور باحثو جامعة ستانفورد «كلاريتي»، وهي طريقة لجعل نسيج المخ شفافا باستخدام الأكريلاميد، مما يسمح بدراسة هياكل الدماغ بتفاصيل غير مسبوقة دون الحاجة إلى إجراء خزعات واسعة النطاق.[215]
  - يطور العلماء الأسلوب الأول الهدف لقياس الألم من خلال دراسة مباشرة أدمغة المرضى.[216]
  - وجد العلماء أنه من خلال تثبيط الجين SEC24A، يمكن خفض مستويات الكوليسترول في الفئران بنسبة 45٪، وتقدم الأمل لعلاج بديل أو تكميلي لالستاتين.[217][218]
- 11 أبريل
  - يكتشف الباحثون الدوليون أوجه التشابه الرئيسية في أدمغة المفصليات والفقاريات، مما يساعد على الفهم العلمي لأسباب الأمراض العصبية البشرية.[219]
  - فيليبس يوضح نوع جديد من الإضاءة ليد التي يقال مرتين كما كفاءة في استخدام الطاقة مثل أي مصباح كهربائي سابق.[220]
  - وخلصت الدراسة إلى أن الأصوات الموقوتة بعناية أثناء النوم يمكن أن تعزز الذاكرة.[221]
  - وتظهر وكالة ناسا النتيجة المحتملة ل «حقل الحطام» لعام 1971 المريخ السوفياتي 3 على كوكب المريخ. الصور التي التقطتها كاميرا هيريس على المريخ الاستطلاع المداري يبدو أن تظهر بقايا محتملة من المظلة، ريتروروكيتس، درع الحرارة ولاندر.[222]

- 12 أبريل

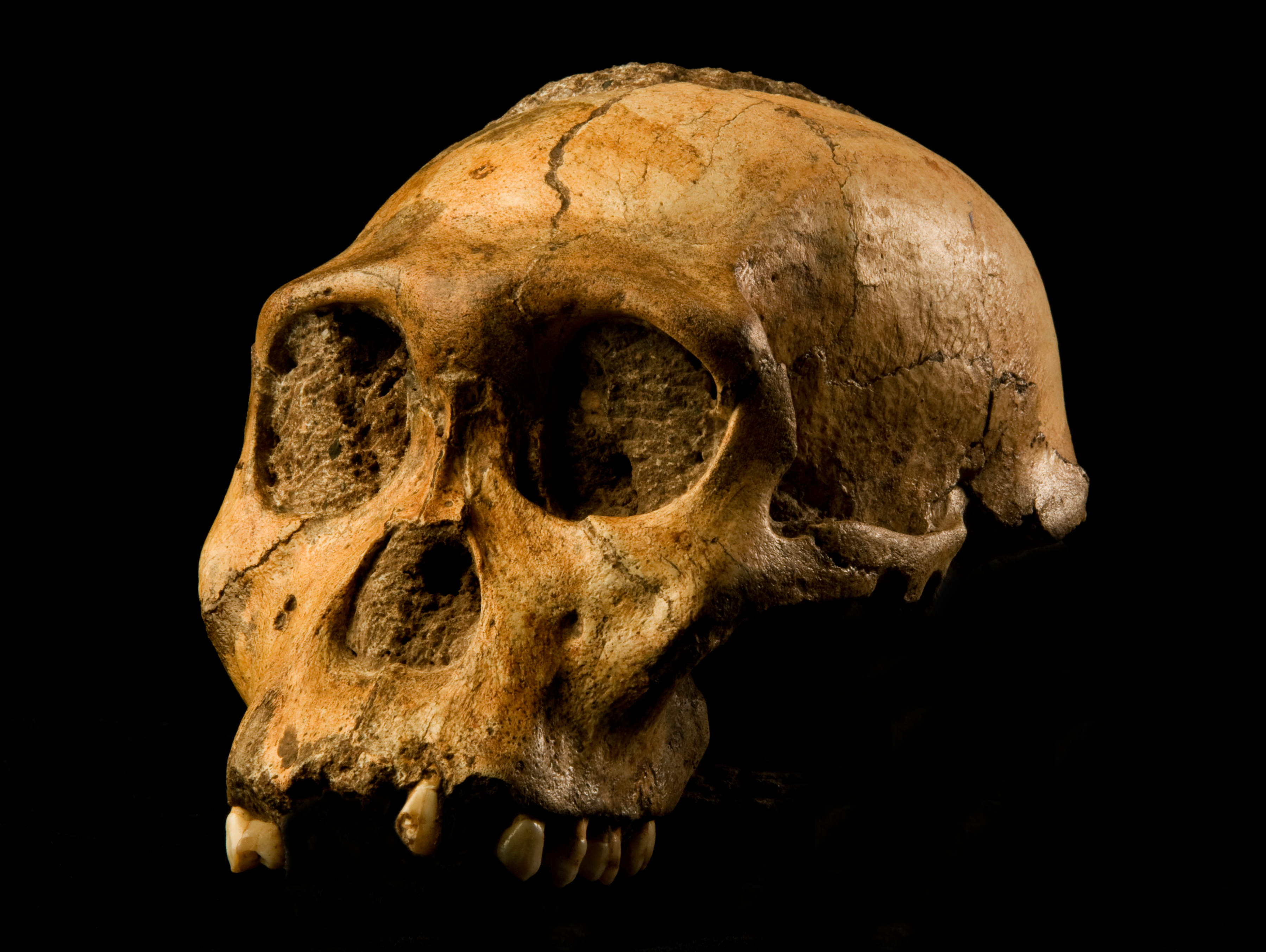
12 أبريل 2013: العلماء إعادة بناء الهيكل العظمي للالأنسان القديم أسترالوبيثكس سيديبا (الجمجمة في الصورة).

  - يتم تعيين التجارب على الحيوانات لبدء العلاج الجيني للتصلب الجانبي الضموري - وهي حالة تنكسية التي تحسب ستيفن هوكينج بين المصابين بها.[223]
  - العلماء يعيدون بناء الهيكل العظمي للبيت الأسترالي القديم أسترالوبيثكس سيديبا، واكتشفوا أنه يمتلك خليطا فريدا من الصفات التي تشبه الإنسان والقرد.[224]
  - تم بناء أول مبنى يتم تشغيله بالكامل بالطحالب في هامبورغ.[225]
- 15 أبريل
  - يتم زرع الكلى وظيفية مختبر نمت بنجاح في الفئران الحية في مستشفى ماساتشوستس العام. هذا الاختراق هو خطوة كبيرة إلى الأمام للمجال الوليد للطب التجديدي.[226][227]
  - وتفيد تجربة البحث عن المواد المظلمة المبردة إمكانية اكتشاف آثار المادة المظلمة، على الرغم من أن هناك حاجة إلى مزيد من التأكيد التجريبي.[228]
- 16 أبريل - باحثون طبيون أمريكيون يطورون نوعا جديدا من الضمادات التي تستخدم الإبر المجهرية للالتزام بالجسد المصاب. لا يتطلب ضمادة المواد الكيميائية اللاصقة، أقوى بكثير من المواد اللاصقة الطبية الموجودة، ويمكن أن توفر وسيلة أكثر أمانا وأكثر كفاءة لتأمين ترقيع الجلد.[229]
- 17 أبريل
  - العلماء يطورون شكل جديد من بطارية ليثيوم أيون الذي هو آلاف المرات أكثر قوة من تقنيات البطارية الحالية، في حين أيضا شحن أسرع بكثير. تستخدم البطارية تصميما مضغوطا ثلاثي الأبعاد، تتشابك أقطابها لتعظيم مساحة سطحها مع تقليل حجمها.[230]
  - الباحثون ميت يحدد هيكل العظام وصولا إلى المستوى الجزيئي، وذلك باستخدام المحاكاة العملاقة التوأم مع دراسات من ألياف العظام الحقيقية. تعطي بياناتهم رؤى جديدة في المركبات التي تمنح العظام الحية قوتها، وقد تسمح بتصنيع مواد بيوميمتيك جديدة متعددة الاستعمالات.[231]
  - يتم تسلسل جينوم الكويلاكانث، وهو «أحفوري حي» يعيش في أعماق البحار.[232]
- 18 أبريل - أعلنت ناسا عن اكتشاف ثلاثة كواكب خارج المجموعة الشمسية الجديدة كبلر -62e وكيبلر -62f وكيبلر-69c - في المناطق الصالحة للسكن من النجوم المضيفة لكل منها، كبلر -62 وكيبلر -69. تم تحديد الكواكب الخارجية الجديدة، التي تعتبر مرشحة رئيسية لحيازة المياه السائلة وبالتالي الحياة المحتملة، باستخدام المركبة الفضائية كبلر.[233][234]
- 21 أبريل
  - صاروخ أنتاريس، وهي مركبة الإطلاق التجارية التي وضعتها شركة العلوم المدارية، تجري بنجاح رحلتها الأولى.[235]
  - وخلصت الدراسة إلى أن التوتر يؤدي إلى نمو أسرع في السناجب.[236]

- 22 أبريل

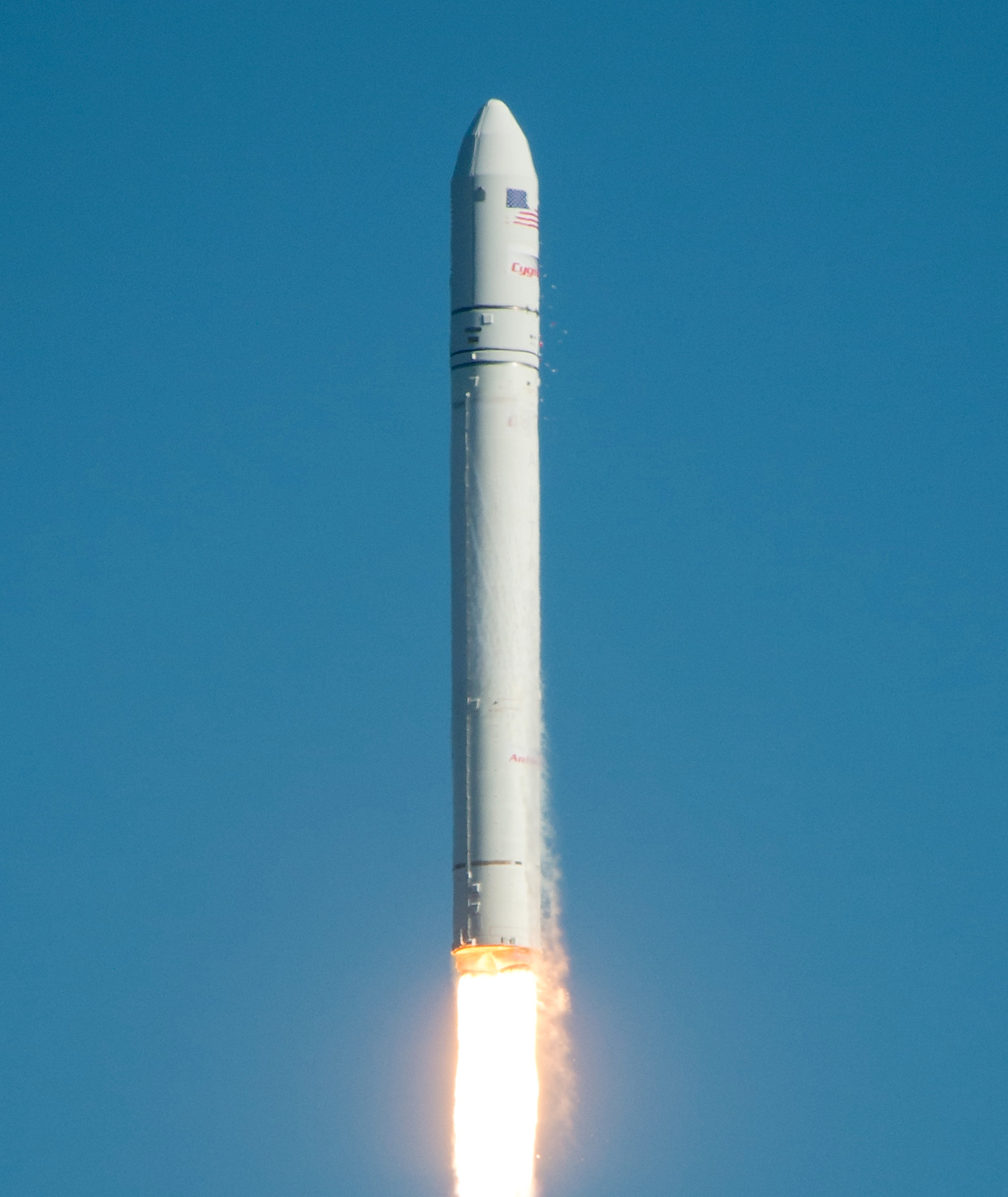
21 نيسان / أبريل 2013: أطلقت مركبة الإطلاق التجاري "أنتاريس" (الصورة) بنجاح في رحلتها الأولى من قبل شركة العلوم المدارية.

  - يستخدم علماء الأحياء الأجسام المضادة لتحويل الخلايا الجذعية لنخاع العظم مباشرة إلى خلايا الدماغ السليمة. هذا الاختراق قد يسمح للإصابات العصبية والأمراض أن يعامل بشكل أكثر فعالية، ويقلل من خطر الرفض المناعي.[237]
  - علماء جامعة إكستر الإبلاغ عن خلق سلالة المعدلة وراثيا من E. القولونية البكتيريا التي يمكن تحويل السكر إلى وقود الديزل.[238]
  - مهندس بريطاني يكشف عن عملاقة «فرس النبي» روبوت، كبيرة بما فيه الكفاية لتحمل طيارا الإنسان، والتي تدعمها الساقين الهيدروليكية متعددة. وقد أفادت التقارير أن الروبوت جذب اهتمام شركات التعدين والبحوث البحرية[239]
- 24 أبريل
  - آي بي إم تطور روبوت يجمع بين التواجد عن بعد وتقنيات الواقع المعزز لمساعدة المهندسين الذين يعملون على مشاريع معقدة في المناطق النائية.[240]
  - وتصدر «سيرن» بيانات جديدة عن تصادم الجسيمات من مصادم الهادرونات الكبير الذي قد يساعد على تفسير السبب في أن المادة أصبحت مهيمنة على المادة المضادة في الكون المبكر.[241]
- 25 أبريل - حدث كسوف جزئي للقمر.[242]
- 26 أبريل
  - وبعد الاختبارات المعملية للحديد المنصهر، يقرر العلماء الأوروبيون أن جوهر الأرض لديه درجة حرارة تبلغ 6000 درجة مئوية، أي أكثر من 1000 درجة حرارة أكثر مما كان يعتقد سابقا. هذا الاكتشاف قد يساعد على تفسير لماذا هذا الكوكب لديه مثل هذا المجال المغنطيسي الأرضي القوي.[243]
  - العلماء الأمريكيين والصينيين تطوير مجموعة أجهزة الاستشعار التي هي حساسة للمس والضغط كما الإصبع الإنسان. قد يمهد الاختراع الطريق لأجهزة استشعار روبوتية جديدة، واجهات إلكترونية وأنواع من الجلد الاصطناعي.[244]
- 27 نيسان / أبريل - الموافقة على التصميم لمكون مفاعل حاسم من مشروع الاندماج النووي إيتر، الذي هو قيد الإنشاء حاليا في كاداراش، فرنسا، ومن المتوقع أن يبدأ توليد الطاقة الانصهار في عام 2022.[245]
- 29 أبريل
  - وبعد سنوات من اختبارات الانزلاق غير المأهولة، تجري طائرة الفضاء الهجينة «سبيسشيبتو» التي تم قياسها بنجاح أول طائرة تعمل بالطائرات الصاروخية.[246]
  - ينفد مرصد الفضاء هيرشل الفضائي التابع لوكالة الفضاء الأوروبية من سائل الهليوم السائل، وهو ما يمثل نهاية مهمته البالغة الإنتاجية لمدة أربع سنوات لمراقبة الكون البعيد من الأشعة تحت الحمراء.[247]
  - تصور المركبة الفضائية كاسيني التابعة لوكالة ناسا إعصار هائل على زحل، أي أكثر من 20 ضعفا من حجم الإعصار الأرضي المتوسط.[248]
  - يدعي العلماء الممولون من ناسا في معهد رينسيلار للفنون التطبيقية أن الميكروبات تبدو، أثناء التجارب التي تجري على محطة الفضاء الدولية، وكأنها تتكيف مع البيئة الفضائية بطرق «لا تتم ملاحظتها على الأرض» وبطرق «يمكن أن تؤدي إلى زيادات في النمو والفوعة».[249]

### مايو
- 1 مايو
  - علماء آي بي إم يطلقون صبي وذرة له، أصغر الرسوم المتحركة توقف الحركة التي تم إنشاؤها من قبل التلاعب جزيئات أول أكسيد الكربون الفردية مع المجهر نفق المسح.[250]
  - ويكتشف الباحثون أن نيتريد البورون - وهي مادة نانوية تعرف أيضا باسم «الجرافين الأبيض» - فعالة للغاية في إزالة المواد الكيميائية الضارة من المياه الملوثة، ويمكن استخدامها لتنظيف تسرب النفط في المستقبل.[251]
  - المهندسين الأمريكيين خلق كاميرا رقمية متعددة العدسات التي تحاكي العين المركبة الحشرات، وتوفير عمق هائل من الميدان دون تشويه الصورة.[252]
- 2 مايو - كشف علماء جامعة هارفارد روبوبي، وهو روبوت مصغر مع أصغر أجنحة من صنع الإنسان قادرة على الطيران.[253]
- 3 مايو
  - يعلن العلماء اكتشاف ديناصور ثيروبود ثيوبود الأكل اللحوم غير معروف سابقا، أورون تشاوي، التي يرجع تاريخها إلى ما يقرب من 161 مليون سنة مضت. هو أقدم كولوروسور بعد اكتشافها.[254]
  - الباحثون يعالجون الصرع في الفئران باستخدام خلايا الدماغ المزروعة.[255]

- 6 مايو

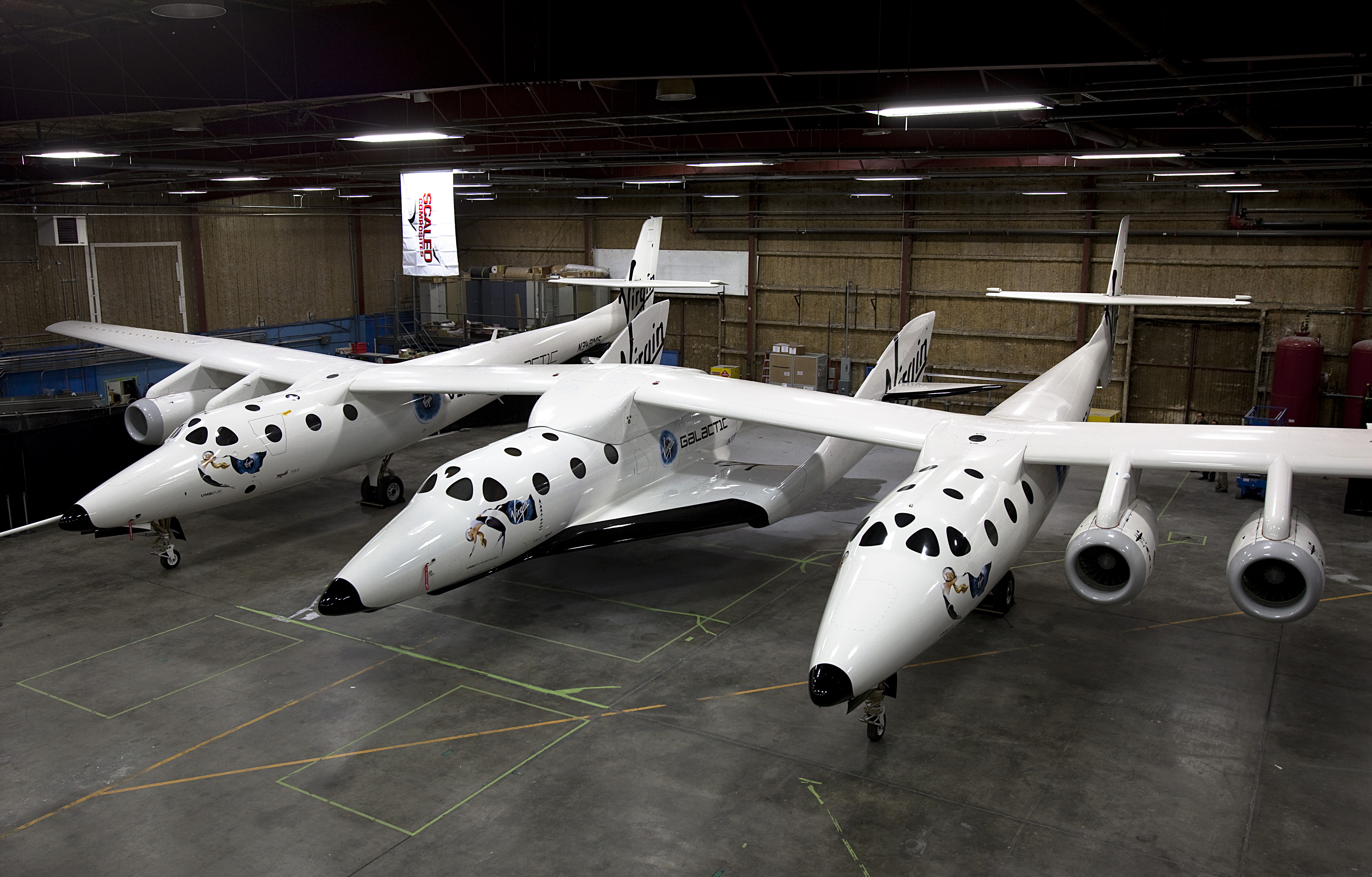
29 نيسان / أبريل 2013: طائرة الفضاء الفضائية شبه المدارية فيرجين غالاكتيك (في الصورة) يجعل أول رحلة بالطائرات الصاروخية.

  - ويظهر أن زيادة الجين الواحد يمكن أن تزيد من العمر الأقصى لذباب الفاكهة بنسبة تزيد عن 25 في المئة.[256]
  - باحثون أوروبيون يعلنون عن علاج محتمل للشعر الرمادي.[257]
  - يقوم العلماء الأمريكيون بتحويل خلايا الجلد إلى خلايا عظمية باستخدام طرق متعددة القدرات مستحثة، حيث كانت الخلايا تزرع على السقالات، مما يسمح لهم بالحصول على بنية ثلاثية الأبعاد. هذه هي المرة الأولى التي يتم فيها إنشاء هيكل عظمي ثلاثي الأبعاد يعمل بشكل كامل من خطوط الخلايا.[258]
  - ووجدت دراسة جديدة أن الأطفال الذين تمتص والديهم على اللهايات لديهم حساسية أقل في وقت لاحق من الحياة.[259]
  - المهندسين الشمسية اكتشاف طريقة لزيادة كفاءة الخلايا الشمسية السيليكون التجارية القياسية من 19٪ إلى 23٪.[260]
- 7 مايو
  - وتشير دراسة جديدة إلى أن جميع الأوروبيين يرتبطون بمجموعة صغيرة من الأجداد يرجع تاريخها إلى 1000 سنة فقط.[261]
  - ويكتشف الباحثون أدلة إحصائية ولكنها مثيرة للجدل بالنسبة للعائلة الفائقة في اللغة الأوراسية التي يعود تاريخها إلى 15000 سنة.[262]
  - العلماء يحددون ما قد يكون أول باشيسيفالوسور معروف، أكروثولوس أوديتي.[263]
  - فشل غاماغارد لمرض الزهايمر في تحقيق نتائج في تجربة سريرية واسعة النطاق.[264]
- 8 مايو - حقق الباحثون تقدما كبيرا في فهم الهربس التناسلي، مما قد يؤدي إلى تطوير لقاح لمنع وعلاج هسف-2.[265]
- 9 مايو
  - في اختراق وصفوا بأنها «ضخمة»، وحدد الباحثون البروتين الذي يقلل من حجم القلب وسمك في الفئران. هذا يمكن أن يقدم وسيلة لعلاج قصور القلب والشيخوخة في البشر.[266]
  - تناقش لجنة فرعية تابعة لمجلس النواب في مجلس الشيوخ في الكونغرس، الاكتشافات خارج كوكب الأرض، التي أثارها اكتشاف كوكب خارج المجموعة الشمسية كبلر -62f، جنبا إلى جنب مع كبلر -62e وكيبلر-62C. وهناك عدد خاص ذو صلة من مجلة ساينس، التي نشرت في وقت سابق، وصف اكتشاف الكواكب الخارجية.[267]
- 10 مايو
  - يحدث كسوف الشمس الحلقي.[268]
  - إن تركيز ثاني أكسيد الكربون (CO2) في الغلاف الجوي للأرض يصل إلى علامة رمزية، ويمر 400 جزء في المليون (أجزاء لكل مليون) للمرة الأولى في تاريخ البشرية.[269][270]
  - الباحثون خلق شكل من أشكال الجرافين المغناطيسي التي يمكن أن تحول صناعة الإلكترونيات.[271]
  - الشرطة الملكية الكندية شنت تقرير أول حالة معروفة من الحياة التي يتم توفيرها من قبل طائرة بدون طيار للبحث والإنقاذ.[272]
- 11 أيار / مايو - طور الباحثون جهازا للتخفي الحراري، وقياسه 5 سم، وقادر على «عباءة» الأجسام من الحرارة.[273]
- 12 مايو - اكتشف أن أوتريكولاريا غيبا، وهو نبات بلادرورت آكلة اللحوم، لديه أقصر تسلسل الحمض النووي المعروف من أي نبات متعدد الخلايا. ويفتقر إلى حد كبير «الحمض النووي غير المرغوب فيه»، تسلسل من التعليمات البرمجية التي لا تشفير البروتينات.[274]
- 13 مايو - باحثون في كلية الطب بجامعة نيويورك يحددون طفرة بروتينية رئيسية تسمى راس، وهي الآلية التي من خلالها تحصل خلايا سرطان البنكرياس على المغذيات.[275]
- 14 مايو - العلماء الإيرانيون يخلقون النانو اليود النحاس عن طريق تطبيق عصير الرمان كمخفض.[276]

- 15 مايو

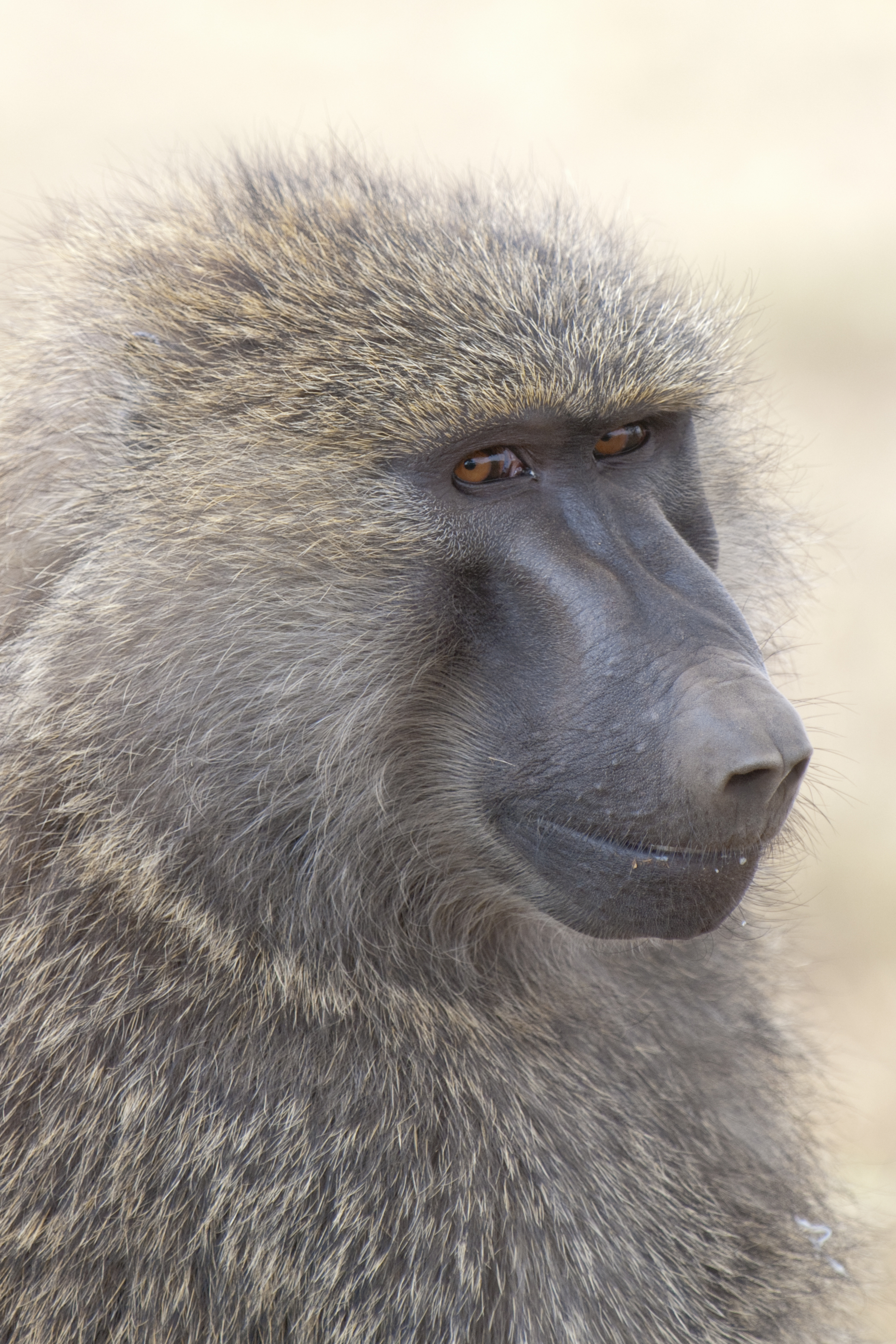
15 مايو 2013: اكتشف الباحثون جينات الكوليسترول الرئيسية في بابون، مما قد يؤدي إلى أدوية جديدة لعلاج أمراض القلب لدى البشر.

  - يتم إنشاء الخلايا الجذعية الجنينية البشرية عن طريق الاستنساخ لأول مرة، مع آثار كبيرة لعلاج مجموعة واسعة من الأمراض.[277]
  - وتفيد وكالة ناسا أن عجلة التفاعل على مرصد الفضاء كبلر قد تكون عاطلة وقد تؤدي إلى إنهاء سابق لأوانه للبحث عن الكواكب الخارجية التي تشبه الأرض.[278][279]
  - وقد تم التعرف على أربعة جينات متورطة في الكوليسترول «السيئ» في بابون، وهي نتيجة يمكن أن تمهد الطريق لعقاقير جديدة لمنع أمراض القلب البشرية.[280]
  - توفر الحفريات الجديدة أدلة مادية على أن الانقسام التطوري بين القردة والقرود قد يكون قد حدث قبل «25 إلى 30 مليون سنة»، كما اقترح طويلا من نتائج الحمض النووي.[281]
  - أدلة جديدة تشير إلى أن الأنهار الجليدية جبل ايفرست هي ذوبان.[282]
  - العلماء يطلقون صورا لما يعتقدون أن مدينة سيوداد بلانكا المفقودة في لا موسكيتيا، هندوراس.[283]
  - ووجدت دراسة جديدة أن مستويات خلايا الدم البيضاء في الرجال تنخفض بشكل أسرع خلال الشيخوخة منها لدى النساء، وربما توفر دليلا واحدا على سبب وجود متوسط عمر أطول للنساء.[284]
  - وكانت الأسماك تهاجر إلى القطبين لعقود، بسبب تغير المناخ، وفقا لدراسة جديدة.[285]
  - فريق من الباحثين الإيرانيين يدرسون تطبيقات تكنولوجيا النانو في علم الأعصاب، والإبلاغ عن نتائج جديدة فيما يتعلق بالطب وتسليم المخدرات للدماغ والأعصاب.[286]
- 16 مايو
  - تم العثور على المياه التي يعود تاريخها إلى 2.6 مليار سنة، وهي أقدمها على الإطلاق، في منجم كندى.[287]
  - وتشير دراسة إلى أن الماريجوانا قد تحسن مستويات السكر في الدم عن طريق خفض مقاومة الانسولين.[288]
  - يظهر صدمة كهربائية خفيفة لتوفير تحسن دائم في القدرة الرياضية.[289]
  - وتم تحقيق رقم قياسي عالمي جديد في نقل البيانات اللاسلكية، حيث تم نقل 40 غبيت / s عند غز 240 على مسافة كيلومتر واحد .[290]
- 21 مايو
  - وقد كشفت عينات وراثية من عينة متحف الممرض الذي تسبب في المجاعة البطاطا الايرلندية في القرن ال 19. ويعتقد الآن أن السلالة انقرضت.[291]
  - عن طريق منع بروتين يعرف باسم نف-كب التي يفرزها تحت المهاد، والباحثين تمديد عمر الفئران المختبرية بنسبة 20 في المئة.[292]
- 22 مايو
  - تمت الموافقة على خطط لأكبر مزرعة الموجة في العالم في شمال غرب اسكتلندا، مع قدرة توليد الطاقة المقصود من 40MW.[293]
  - وفي خطوة هامة للتصدي لتغير المناخ، تعلن الصين أنها ستفرض سقف انبعاثات الكربون بحلول عام 2016.[294]
  - ويقول باحثون في جامعة بوردو في غرب لافاييت بولاية إنديانا إن الأرض تدفع القمر بسرعة أكبر مما كان يفعله معظم السنوات الخمسين الماضية.[295]
  - يؤكد الباحثون في فرنسا أن التنشيط غير المنتظم للجينات المختلفة المتميزة للأنسجة الأخرى تحدث في جميع أنواع السرطان. الخلايا السرطانية في سرطان الرئة، على سبيل المثال، تعبر عن الجينات التي يجب أن تكون صامتة، خاصة لإنتاج الحيوانات المنوية للذكور. وفقا للباحثين، «الاعتراف المنهجي من التنشيط الجينات خارج الرحم في الخلايا السرطانية يمكن أن تكون بمثابة أساس الجينات التي تستهدف التوقيع الورم الطبقي».[296][297]
- 23 مايو - يمكن الوقاية من أعراض مبكرة جدا لمرض هنتنغتون، مثل الاكتئاب والقلق، في الفئران عن طريق إيقاف البروتين، وفقا لدراسة جديدة.[298]
- 25 مايو - يحدث كسوف خفيف في الفص السفلي.[299]
- 26 مايو - باستخدام خوارزميات جديدة، يولد الباحثون صورا دقيقة للهياكل الخلوية الفرعية في ميلي ثانية بدلا من دقائق.[300]

- 27 مايو

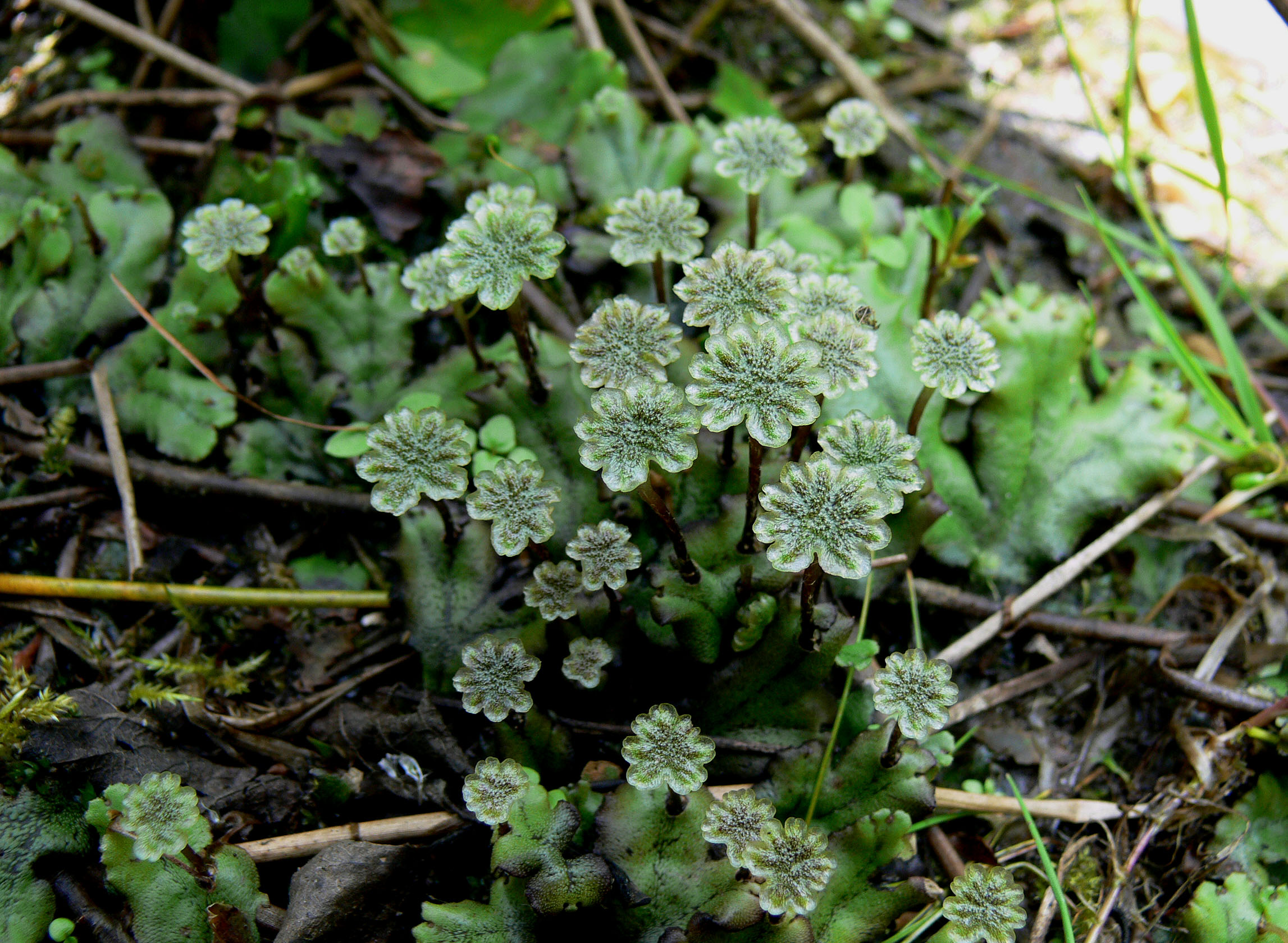
27 أيار / مايو 2013: نجح العلماء في إحياء عينات البيروفيت (مارتشانتيا في الصورة) التي كانت مجمدة خاملة في الجليد الجليدي لمدة 400 سنة.

  - وعادت عينات البريوفايت التي يبلغ عمرها 400 عام خلفها الأنهار الجليدية المتراجعة في كندا إلى الحياة في المختبر.[301]
  - علماء الآثار يعلنون عن اكتشاف ما يقرب من 5000 لوحة الكهوف، وبعضها قد يعود تاريخها في وقت مبكر من 6000 قبل الميلاد، بالقرب من بورغوس، المكسيك.[302]
- 28 مايو - أول الدوائر القائمة على الجرافين لكسر حاجز جيغاهرتز هي التي تم إنشاؤها من قبل الباحثين في الولايات المتحدة وإيطاليا.[303][304]
- 29 مايو
  - يوصف أورنيز شوي بأنه أكثر الأنواع القاعدية من أفيالاي، ويحتمل أن يفكك الأركيوبتركس كأقدم الطيور المعروفة.[305]
  - سويوز تما-09M أطلقت من بايكونور كوزمودروم، ونقل طاقم مكون من ثلاثة أشخاص إلى محطة الفضاء الدولية.[306]
  - العلماء الروس يعلنون عن اكتشاف الدم الماموث والأنسجة العضلية المحفوظة جيدا من عينة أنثى بالغة في سيبيريا.[307]
  - يكتشف «مستكشف المسح الأشعة تحت الحمراء» (وايس) واسعة النطاق 28 أسرة الكويكب من خلال حزام الكويكبات في كوكب المشتري-المريخ. كما تجد عددا كبيرا من الكويكبات المخفية وغير المصنفة سابقا من خلال اللقطات بالأشعة تحت الحمراء للمرة الأولى.[308]
  - ويقوم فريق من الكيميائيين والفيزيائيين من جامعة يوكوهاما الوطنية اليابانية بإنتاج مادة يمكن تطويرها لتشكيلات ثلاثية الأبعاد موصلة، مما يتيح للعلماء إنشاء أقطاب دماغية مخصصة.[309]
  - لأول مرة، يلاحظ الفلكيون نجم النيوترون الغزل يتباطأ فجأة.[310]
  - فريسكالي أشباه الموصلات يدخل KL02، رقاقة على نطاق ملليمتر الذي يحتوي على جميع المكونات تقريبا من جهاز كمبيوتر صغير يعمل.[311]
- 30 مايو
  - ويشير التحليل الجديد إلى أن السلاحف تطورت قبل 40 مليون سنة من القذيفة.[312]
  - باحثون في جامعة ستانفورد يكشفون عن بطارية الزنك والهواء التي هي أكثر كثافة من حيث الطاقة وأرخص من نظرائهم ليثيوم أيون.[313]
  - الباحثون خلق أول صور عالية الدقة من أي وقت مضى من جزيء كما يكسر وإصلاح الروابط الكيميائية.[314]
  - باحثو الطب الحيوي في سكرم في ادنبره، اسكتلندا، بنجاح تجميع الدم البشري باستخدام الخلايا الجذعية.[315]
  - الباحثون في جامعة نانيانغ التكنولوجية اختراع جهاز استشعار القائم على الجرافين الذي هو 1,000 مرة أكثر حساسية للضوء من التقليدية كموس أو كسد أجهزة الاستشعار.[316]
  - في غضون قرن من الزمان، سوف يهدد تغير المناخ الانقراض ل 82 في المئة من الأسماك المحلية في كاليفورنيا، وفقا لباحثين في جامعة كاليفورنيا ديفيس.[317]

- 31 مايو

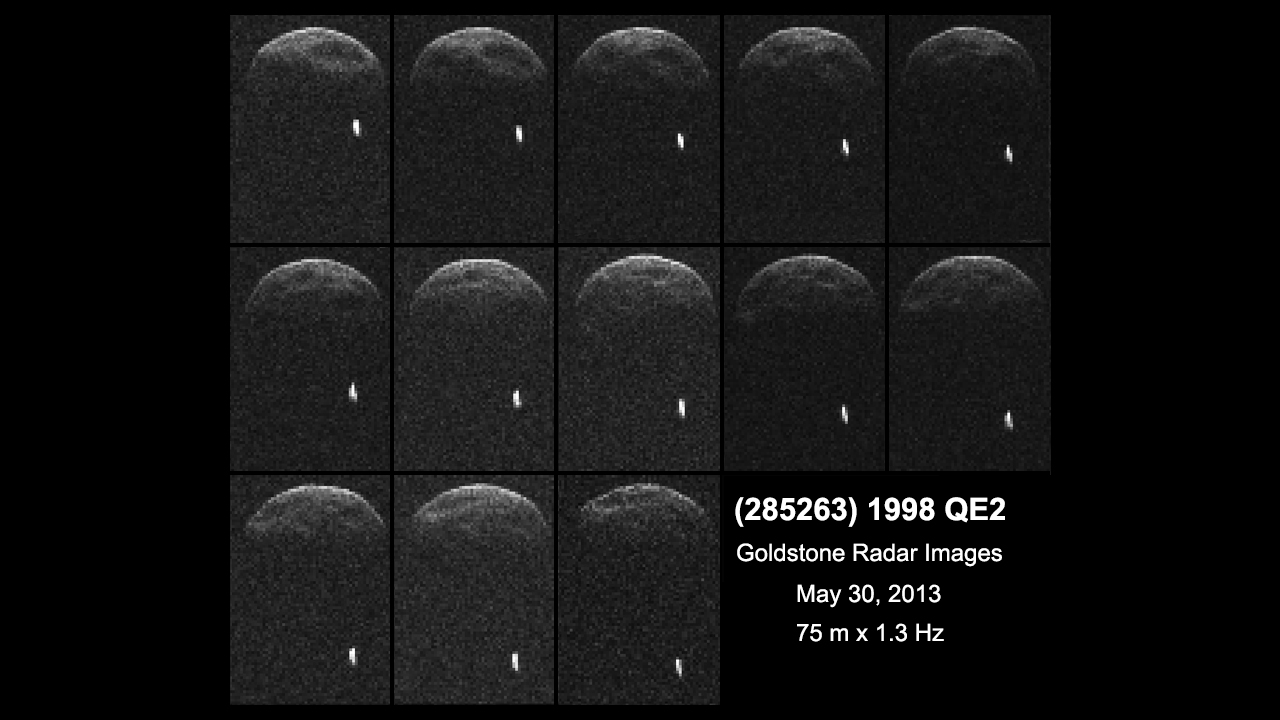
31 مايو 2013: الكويكب (285263) 1998 QE2 (في الصورة) والقمر المداري يمروا بالقرب من الأرض.

  - ويذكر علماء وكالة ناسا أن مهمة محتملة مأهولة إلى المريخ قد تنطوي على مخاطر إشعاعية كبيرة، استنادا إلى كمية الإشعاع الجسيمات النشط الذي اكتشفه راد على مختبر علوم المريخ أثناء السفر من الأرض إلى المريخ في 2011-2012.[318][319][320]
  - أفاد علماء الفلك في ناسا أن الكويكب القريب من الأرض 1998 QE2 يمر على بعد 3.6 مليون ميل من الأرض. 1998 يقال أن QE2 له قمر كويكب خاص به.[321]
  - وجدت الأبحاث شظايا من النيازك في قطع من المجوهرات المصرية القديمة، والتي تم اكتشافها في مقبرة تعود إلى حوالي 300 3 قبل الميلاد بالقرب من القاهرة في عام 1911.[322]
  - يطور الباحثون في جامعة برمنجهام مساعدات سمع فعالة تستند إلى بنية الأذن لنوع من الذبابة، أورميا أوكراسيا.[323]

### يونيو
- 1 يونيو - ذكرت صحيفة نيويورك تايمز أن «الولايات المتحدة بعيدة وبعيدة عن العالم الرائدة في الإنفاق الطبي، على الرغم من أن العديد من الدراسات خلصت إلى أن الأميركيين لا يحصلون على رعاية أفضل».[324]
- 4 يونيو
  - تم الإبلاغ عن علاج جديد ل «إعادة تعيين» الجهاز المناعي لمرضى التصلب المتعدد للحد من تفاعلها مع الميلين بنسبة 50 إلى 75 في المئة.[325]
  - تم تسمية سحلية عصور ما قبل التاريخ المكتشفة حديثا، بارباتيوركس موريسوني، باسم دورس المغني جيم موريسون، الذي أطلق عليه اسم «سحلية الملك».[326]
  - صانع رقاقة إنتل تطلق سلسلة هاسويل من المعالجات، وتقدم أداء أفضل للرسومات وكفاءة البطارية على الجيل السابق للمعالج.[327]

- 5 يونيو

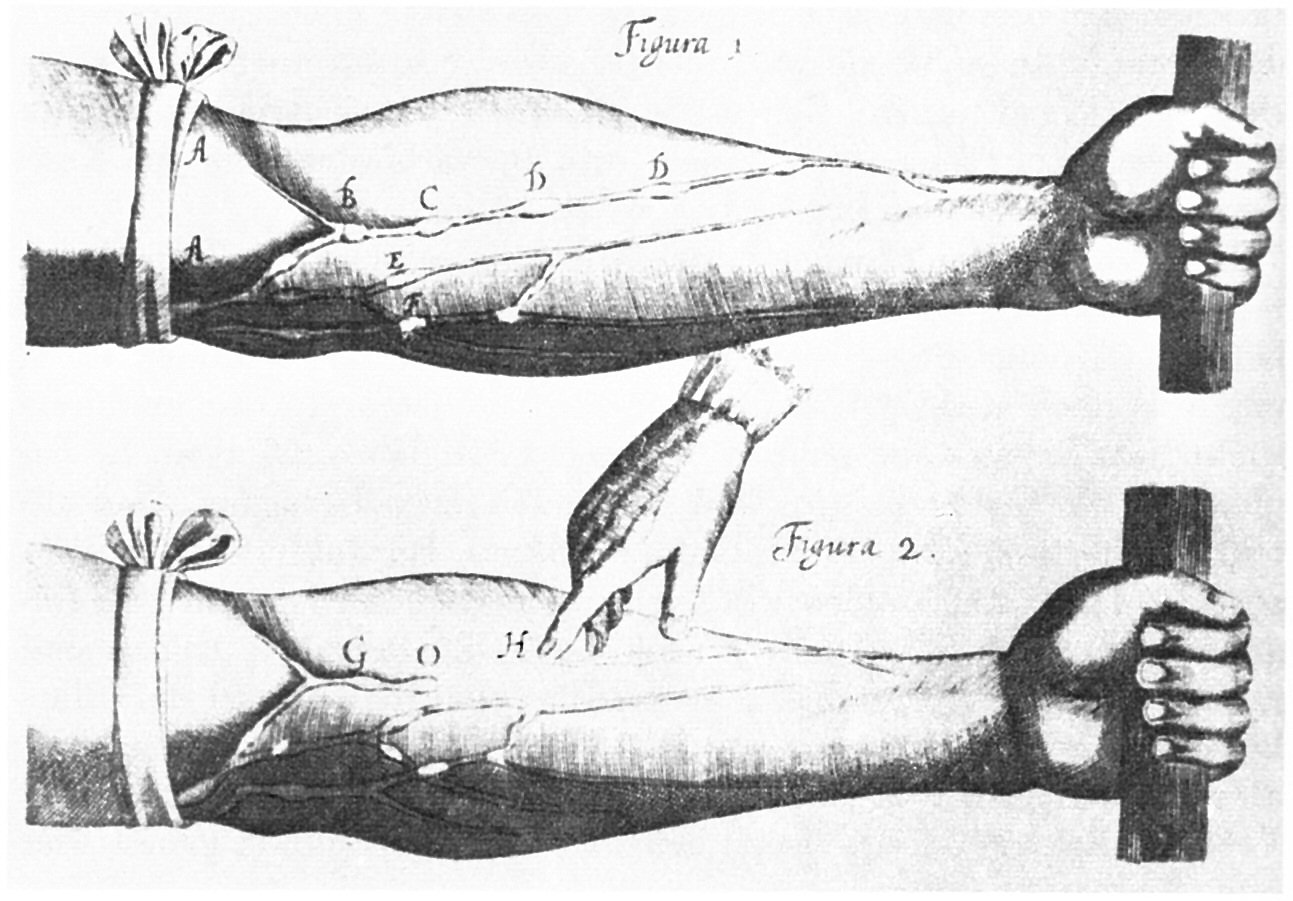
6 يونيو 2013: يتم زرع الأوعية الدموية المزروعة بشكل مصطنع إلى مريض أمريكي للمرة الأولى.

  - البيئات الحضرية لها تأثير عميق على إيقاعات الساعة البيولوجية للإنسان والحيوان، وفقا لدراسة جديدة.[328]
  - ويقول العلماء أن بقايا أرتشيسبوس أخيليس، وهو الرئيس الذي يعتبر «أقدم رئيسيات حفرية متحفظ عليها على الإطلاق»، يعود تاريخها إلى ما يقدر ب 55 مليون سنة.[329][330]
  - أجرى الباحثون اكتشافا جديدا عن الأورام في البشر. وقد أبلغوا عن اكتشاف أول ورم معروف في ضلع رجل نياندرتال عاش أكثر من 120,000 سنة مضت.[331]
- 6 يونيو
  - لأول مرة في الولايات المتحدة، يتم زرع الأوعية الدموية الحيوية في ذراع المريض. المريض، وهو رجل مصاب بمرض الكلى في نهاية المرحلة، هو جزء من تجربة سريرية من الأوردة المختبرية.[332]
  - ويقول العلماء أن معظم الطيور الذكور ليس لديها قضيب. ينزلون الحيوانات المنوية من فتحة خروج تسمى مجرفة، والتي تستخدم أيضا لإفراز البول والبراز.[333][334]
  - العلماء في إيا-كسيك تقرير الكشف عن الهيدروكربونات العطرية متعددة الحلقات في الغلاف الجوي العلوي من تيتان، أكبر قمر من كوكب زحل.[335]
- 7 يونيو - الرضاعة الطبيعية تعزز نمو الدماغ مقارنة بالرضع الذين تغذوا بالصيغة، وفقا لدراسة جديدة.[336]
- 10 يونيو
  - ويقول العلماء إن الادعاءات السابقة حول كوكب خارج المجموعة الشمسية مثل كوكب ألفا سينتاوري B، وهو نجم قريب من نظامنا الشمسي، قد لا تدعمه أدلة فلكية.[337][338]
  - ويظهر مصعد سكاي سكريبر جديد باستخدام كابلات ألياف الكربون للوصول إلى ارتفاعات تصل إلى 1000 متر (3,300 قدم) أو أعلى في رحلة واحدة، دون أن يحتاج الركاب إلى تغيير المصاعد.[339][340]
- 11 يونيو
  - اكتشف العلماء في جامعة نوتنغهام طبقة لم يسبق اكتشافها في القرنية البشرية، يطلق عليها طبقة دوا.[341]
  - يتم الكشف عن أول معالج كمبيوتر في العالم 5 غيغاهرتز متوفرة في العالم من قبل أمد.[342]
- 12 يونيو
  - يتم الكشف عن أول معالج كمبيوتر في العالم 5 غيغاهرتز متوفرة في العالم من قبل أمد.[343]
  - إن تناول عقار تينوفوفير من الإيدز يقلل كثيرا من خطر الإصابة بفيروس نقص المناعة البشرية بين متعاطي المخدرات عن طريق الحقن الوريدي، وفقا لدراسة جديدة.[344]
  - العلماء اكتشاف طريقة لاستخدام الضغط لجعل المواد توسيع بدلا من ضغط / العقد. المواد المعالجة بالضغط لديها نصف كثافة الدولة الأولى.[345]

- 13 يونيو

13 حزيران / يونيه 2013: في قضية بارزة، حكمت المحكمة العليا للولايات المتحدة بأن الجينات غير الاصطناعية لا يمكن أن تحصل على براءة اختراع من قبل شركات طبية.

  - يقول باحثو النوم أن النوم الطبيعي يسمح للدماغ بالجمع بين الذاكرة العاطفية، ويجد أيضا أن دواء النوم الشعبي يزيد من تذكر الذكريات السلبية والاستجابة لها.[346]
  - وتقول المحكمة العليا في الولايات المتحدة أن الجينات التي تحدث بشكل طبيعي قد لا تكون مسجلة على براءة اختراع، مع آثار كبيرة على البحوث الطبية في المستقبل.[347][348]
- 14 يونيو
  - الباحثون الأمريكيين إيدنتيتيفي بروتين الجنينية الرئيسية التي، على الرغم من أن عادة ما يتم تنشيطها بعد الولادة مباشرة، يتم تنشيطها في المرضى الذين يعانون من السرطان المتقدم. هذا الاختراق قد يسمح لعلاج أفضل لحالات السرطان المتقدمة، والتي تستجيب عادة سيئة إلى العلاجات المتاحة حاليا. ونتيجة لهذا الاكتشاف، قد يكون العلماء قادرين على تحديد من بنية البروتين العملية الأساسية التي من خلالها الخلايا السرطانية تسعى من مواقع الورم الجديدة وخلق أورام ثانوية بعد مغادرة موقع الورم الرئيسي.[349]
  - يجمع العلماء بين سينكروترون الأشعة السينية مع المجهر نفق المسح الضوئي لخلق صور مفصلة للغاية من مواد مختلفة على المستوى الذري. من خلال الجمع بين الطريقتين، والباحثين الآن قادرون على رؤية ليس فقط حيث تقع الذرات الفردية ولكن أيضا تحديد المواد الكيميائية والخواص المغناطيسية. هذا الاكتشاف يمكن أن يكون له تطبيقات واسعة في تسريع الاكتشافات في عدد من المجالات، لا سيما في مجال تكنولوجيا النانو. شركة شارب تحقق أعلى كفاءة تحويل الطاقة الشمسية الخلايا حتى الآن، من حوالي 44.4٪، وذلك باستخدام المركزة الثلاثي تقاطع مجمع الخلايا الشمسية.[350]
  - شركة شارب تحقق أعلى كفاءة تحويل الطاقة الشمسية الخلايا حتى الآن، من حوالي 44.4٪، وذلك باستخدام المركزة الثلاثي تقاطع مجمع الخلايا الشمسية.[351]
- 17 يونيو
  - وتفيد تقارير TOP500 أن الكمبيوتر العملاق تيانخه-2 في الصين هو أقوى جهاز كمبيوتر في العالم، قادر على أداء أكثر من 33 كوادريليون عمليات نقطة العائمة في الثانية.[352]
  - الفيزيائيين تقرير الكشف المحتمل لجسيم جديد دون الذرية، زك (3900)، هادرون التي قد تكون أول تيتراكارك التي لوحظت تجريبيا.[353]
  - فريقين منفصلين بشكل مستقل تطوير نموذج الطيران الدراجات. المهندسين البريطانيين بناء دراجة شراعية الهجين قادرة على الطيران إلى ارتفاع 4000 قدم (1,200 متر)، في حين أن فريق التشيك يدل على الكهربائية متعددة الدوار «هوفيربيك» التي يمكن أن تحوم مثل طائرة هليكوبتر على ارتفاعات منخفضة.[354][355]
  - ويظهر المهندسون روبوت صغير «رباعي الفهد»، مع سرعة وخفة الحركة تقترب من القط الحقيقي. ويهدف النموذج الأولي كأساس للروبوتات البحث والإنقاذ في المستقبل مع سرعة أكبر بكثير وخفة الحركة من العاملين في حالات الطوارئ البشرية.[356]
  - مصنع الأسلحة مبدا ألمانيا يطور سلاح ليزر عالية الطاقة قادرة على استهداف وتدمير الصواريخ واردة، وقذائف المدفعية والطائرات بدون طيار.[357]
- 18 يونيو
  - تطلق غوغل أسطولا من البالونات عالية الارتفاع قادرة على بث الإنترنت اللاسلكي إلى المواقع النائية بتكلفة أقل بكثير من الأقمار الصناعية.[358]
  - يستخدم العلماء الأمريكيون الطباعة ثلاثية الأبعاد لتصنيع فئة جديدة من البطاريات المجهرية، والتي قد تسمح بالإنتاج السهل للأجهزة الطبية الصغيرة جدا، والنانوروبوتات وأنظمة الاتصالات.[359]
  - يطور الباحثون البريطانيون صور ثلاثية الأبعاد عالية الدقة لتدريس علم التشريح لطلاب الطب.[360]
- 19 يونيو / حزيران - يدعي العلماء أن الحيوانات المختبرية «السرطانية» مثل الفئران المجردة العارية قد لا تحصل على السرطان لأنها تنتج «هيالورونان عالي الجزيئية عالية الكتلة»، وهو ما يزيد على «خمسة أضعاف» البشر المعرضين للإصابة والحيوانات المختبرية السرطانية.[361][362]

- 20 يونيو

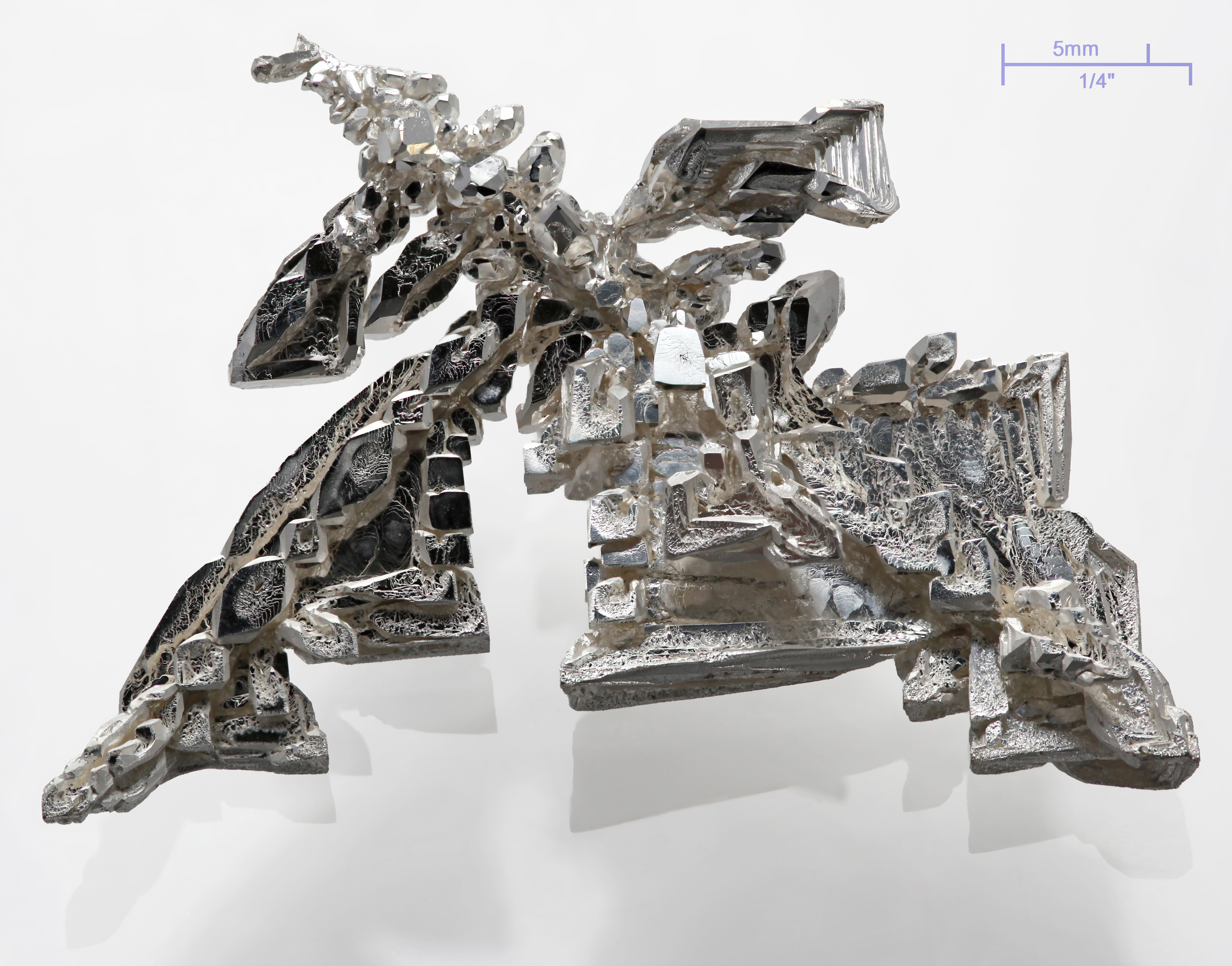
20 يونيو 2013: تم العثور على جسيمات الفضة لزيادة كبيرة في فعالية المضادات الحيوية.

  - وتضيف الأبحاث أن إضافة جسيمات فضية للمضادات الحيوية يجعلها أكثر فعالية من 10 إلى 1000 مرة في مكافحة العدوى.[363]
  - علماء الأعصاب الدولية تنتج خريطة كاملة 3D من الدماغ البشري، ومسح ورقمنة الآلاف من شرائح سامسونج من الدماغ لتحديد هيكلها في دقة عالية للغاية. وستتاح الخريطة مجانا للباحثين الطبيين في جميع أنحاء العالم.[364]
  - وخلال مهمة شنتشو 10، يقوم رواد الفضاء الصينيون بتسليم أول شريط فيديو عام في البلاد من مختبر الفضاء تيانغونغ 1 المداري.[365]
  - وتقوم المركبة الفضائية الأوروبية المتوسطة (إكسف)، وهي مركبة فضائية تجريبية تهدف إلى إطلاق أول مداري لها في عام 2014، بإجراء اختبار إسقاط المظلة فوق البحر الأبيض المتوسط.[366]
  - يطور الفيزيائيون مسرع الجسيمات في الجدول مع 2 جيغايلترونفولتس (جيف) من الطاقة، مما يقلل من مسرع التقليدية بعامل 10,000.[367][368]
  - المهندسين الأمريكيين خلق وظيفية، قابلة للشحن بطارية النانو من الخشب. والألياف الخشبية الموصلة، المغلفة بالقصدير، أطول من أي بطارية نانوية سابقة.[369]
  - شركة نيوروديرم التي تتخذ من إسرائيل مقرا لها، تقدم نتائج تجريبية جيدة لعلاج مرض باركنسون الجديد، والذي ينطوي على إدخال جلدي لعقاقير منفصلة.[370]
- 21 يونيو - بعد الاختبارات المختبرية الرائدة، اكتشف الباحثون أن النباتات تستفيد من الآثار الكمومية لتوجيه الفوتونات بكفاءة أثناء عملية التمثيل الضوئي.[371]
- 23 يونيو
  - يجد العلماء أن النباتات تستخدم حسابات رياضية معقدة، مماثلة لإيقاعات الساعة البيولوجية البشرية، لضبط استخدام الطاقة.[372]
  - بعد دراسة الجينوم واسعة النطاق، حدد الباحثون بعض الجذور البيولوجية للصداع النصفي، وهي حالة عصبية مزمنة تؤثر على ما يصل إلى 15٪ من جميع البشر.[373]
  - ويختتم معرض باريس الجوي عام 2013، بعد أسبوع من العروض التكنولوجية الجديدة بما في ذلك نظام «تاكسي» للخطوط الكهربائية الكهربائية «الخضراء»، أول نموذج كهربائي في العالم من طراز تيلتروتور، وإلكترونيات الطيران المتقدمة ونظم الترفيه أثناء الطيران.[374][375][376]
- 24 يونيو
  - كشف باحثون من جامعة ديوك الميثان في مياه الشرب في ولاية بنسلفانيا، مدعيا أن «التلوث الخطير من غاز الميثان الشائع هو» أكثر من ذلك بكثير «سائدا في بعض آبار المياه على بعد كيلومتر واحد من مواقع حفر الغاز». ويشير الباحثون إلى أن مستويات الميثان هي «في المتوسط ست مرات» أعلى ومستويات الإيثان «أعلى 23 مرة» في آبار المياه «أقرب إلى مواقع الحفر، مقارنة مع تلك الأبعد».[377]
  - تم اكتشاف الكائن القريب من الأرض 10000 من قبل علماء الفلك في جامعة هاواي.[378]
- 25 يونيو - في اكتشاف غير مسبوق، اكتشف علماء الفلك ثلاثة كواكب خارجية خارجة عن الأرض يمكن أن تدور حول نجم واحد في نظام غليس 667.[379]
- 26 يونيو
  - وعادت سفينة الفضاء شنتشو 10 الصينية المأهولة بسلام إلى الأرض، بعد أن أجرت أطول بعثة فضائية مأهولة في الصين حتى الآن.[380]
  - علماء أمريكيون يشفي جزئيا إصابات الحبل الشوكي في الفئران المشلولة عن طريق زرع الخلايا العصبية في مواقع الإصابة. وتؤمل هذه التجارب المختبرية أن تكون مقدمة لتجارب الإنسان في المستقبل القريب.[381]
  - عظام الحصان القديمة التي يرجع تاريخها إلى 700,000 سنة وجدت لاحتوائها إلى حد بعيد أقدم تسلسل الحمض النووي المحفوظة بعد اكتشافها، قبل كل الاكتشافات السابقة من قبل 500,000 سنة.[382]

- 27 يونيو

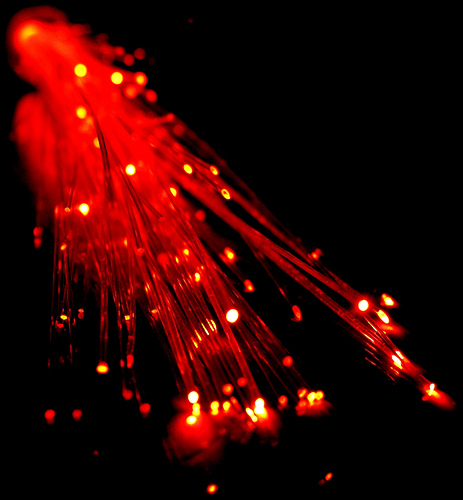
27 يونيو 2013: الباحثون يحفزون "الضوء الملتوي" الحزم في الألياف البصرية، مما يسمح لنقل البيانات ذات النطاق الترددي العالي للغاية.

  - ينتج العلماء اليابانيون فأرة مستنسخة سليمة من الخلايا الموجودة في قطرة دم واحدة.[383]
  - ويقول الجيولوجيون البريطانيون أن 1.3 كوادريليون قدم مكعب من الغاز الصخري موجودة في تشكيلات صخرية في شمال إنجلترا، مما يحتمل أن يؤدي إلى تحول سوق الطاقة البريطانية.[384]
  - الباحثون خلق سلالات القمح المهندسة وراثيا مقاومة للصدأ الفطري مرض الساق، وهو تهديد مستمر لمحاصيل القمح في العالم النامي.[385]
  - يظهر العلماء الألياف البصرية التي تستخدم «الضوء الملتوية» لنقل كميات هائلة من المعلومات، مما يحتمل أن تحدث ثورة في مجال نقل البيانات. وتمكنت الألياف النموذجية من نقل البيانات بمعدلات تزيد عن تيرابايت في الثانية.[386][387]
  - يطور العلماء الأمريكيون والألمان طريقة جديدة وفعالة لتحلية مياه البحر، وذلك باستخدام حقل كهربائي صغير لفصل الملح عن الماء دون الحاجة إلى أغشية تصفية معقدة.[388]
  - باحثون أمريكيون وسويسريون يطورون شكلا جديدا من العدسات اللاصقة التلسكوبية المصممة لتحسين رؤية المصابين بالتنكس البقعي المرتبط بالعمر، والذي لم يكن من الممكن في السابق تحسينه بالعدسات اللاصقة.[389]
  - علماء الأحياء الجزيئية بنجاح فخ الريبوسوم في منتصف حالته البروتينية، مما يسمح لهم لدراسة الاقتراحات الدقيقة التي يستخدمها لترجمة التعليمات البرمجية الجينية إلى البروتينات الوظيفية. يلقي هذا الاكتشاف الضوء الجديد على اللبنات الأساسية للحياة، وقد يسمح بتطوير المضادات الحيوية الجديدة.[390]
- 28 يونيو - مهندسو معهد ماساتشوستس للتكنولوجيا يخترعون جهاز «رؤية الأشعة السينية» المحمولة، والذي يسمح للمستخدمين باكتشاف الحركة من خلال الجدران.[391]

### يوليو
- 1 يوليو
  - اكتشف نبتون القمر S / 2004 N 1.
  - ويطلق تلسكوب الفضاء فيرمي غاما الفضائي بيانات جديدة عن المناطق ذات الطاقة العالية في الكون الملحوظ، بما في ذلك أكثر من 500 من انفجارات أشعة گاما الجديدة.[392]
- 2 يوليو
  - ويبدو أن شرب عدة أكواب من القهوة يوميا يقلل من خطر الانتحار لدى الرجال والنساء بحوالي 50٪، وفقا لدراسة جديدة أجراها باحثون في كلية هارفارد للصحة العامة.[393][394]
  - وباستخدام النماذج الحاسوبية والبيانات الشمسية، يقرر العلماء الاسكتلنديون أن الأنواع الحية الأخيرة على الأرض في المستقبل البعيد ستكون ميكروبا متطرفة قادرة على البقاء على قيد الحياة في ظروف قاسية.[395]
  - تقوم مايكروسوفت بتطوير شاشة تعمل باللمس ثلاثية الأبعاد تستخدم أجهزة استشعار القوة وذراعا روبوتيا للسماح للمستخدمين «بتشجيع» الأشياء التي تعرضها.[396]
  - أول سفن حاويات من طراز مايرسك تريبل E، وهي أكبر وأكبر سفن الشحن كفاءة في استخدام الطاقة بعد أن شيدت، تبدأ التجارب البحرية.[397]
  - تم تسمية أقمار بلوتو الأكثر اكتشافا مؤخرا باسم ستيكس وكيربيروس.[398][399]

- 3 يوليو

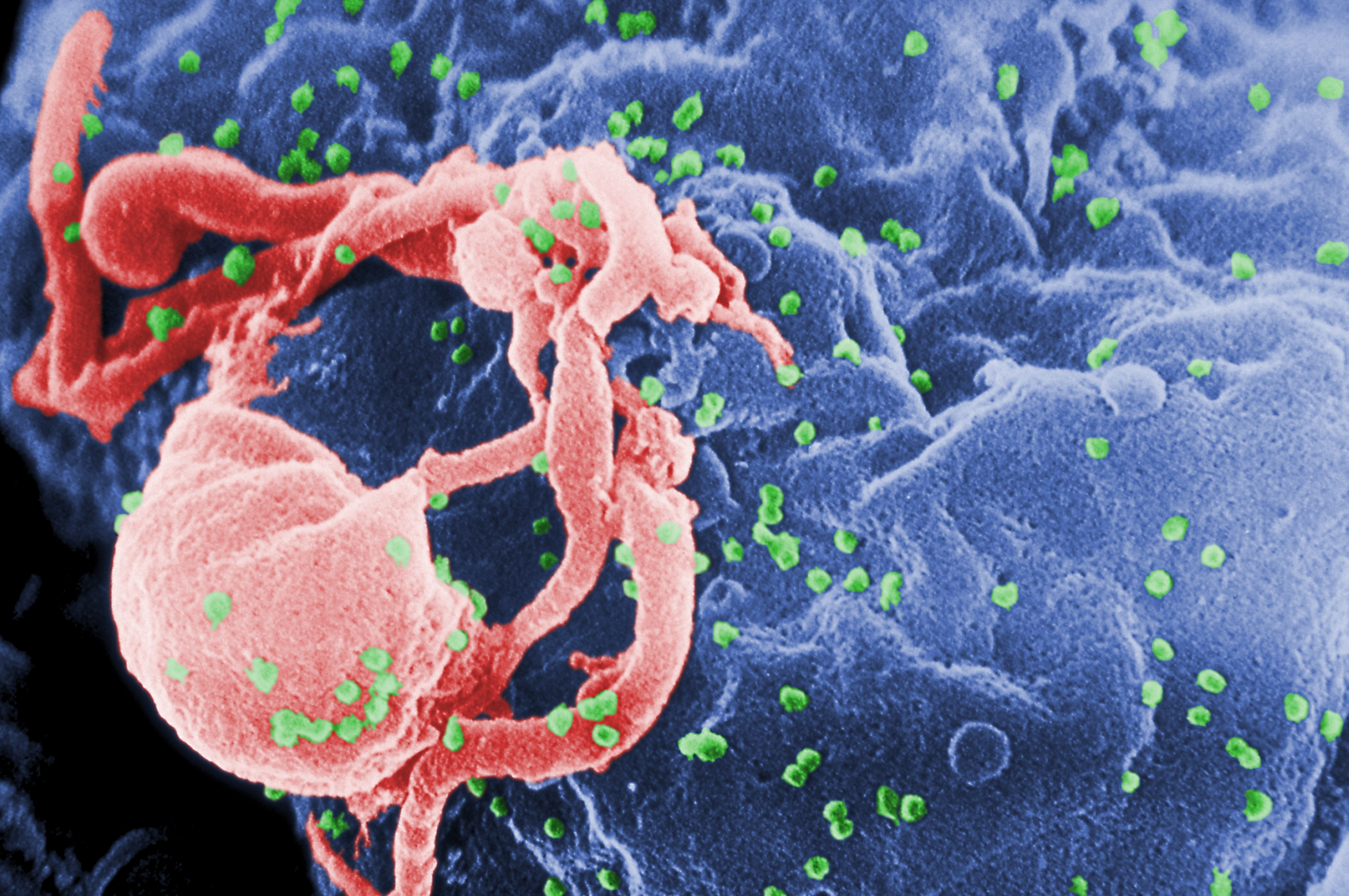
3 يوليو 2013: في تجربة طبية رائدة، تم العثور على زرع نخاع العظم للقضاء على جميع آثار فيروس نقص المناعة البشرية (جزيئات الفيروس في الصورة) في اثنين من المرضى الذكور.

  - في اختراق للطب التجديدي، ينمو العلماء اليابانيون كبدات وظيفية من الخلايا الجذعية ويزرعونها بنجاح في الفئران.[400]
  - وتفيد التقارير أن السونار البحري يمكن أن تعطل بشكل خطير سلوك الحيتان، مما قد يؤدي بهم إلى الشاطئ القاتل أنفسهم.[401]
  - تم العثور على زرع نخاع العظم لإزالة جميع آثار فيروس نقص المناعة البشرية من اثنين من مرضى الاختبار، بالاقتران مع العلاجات المضادة للفيروسات القهقرية.[402][403]
  - يقوم الطالب النيوزيلندي بتصميم قالب عظمي ثلاثي الأبعاد قابل للطباعة، والذي يوفر خفة ونظافة وتهوية أكبر بكثير من المصبوبات التقليدية، ويمكن تخصيصه لتناسب المرضى الفرديين والإصابات المحددة.[404]
- 4 يوليو
  - أما صفيف لندن، الذي يعد أكبر مزرعة الرياح البحرية في العالم، فيفتح في المملكة المتحدة.[405]
  - وتكشف دراسة أمريكية أن النشاط البدني والعقلي في سن الشيخوخة هو المفتاح لإبطاء ظهور الخرف.[406]
- 5 يوليو
  - الباحثين الأوروبيين خلق أسلاك الجزيئية التي هي فائقة الحساسية للمجالات المغناطيسية المحيطة، التي تتطلب أي مواد مغناطيسية الفعلية لتغيير الموصلية الكهربائية. هذا الاختراع، الذي يشبه النظام المستخدم في الملاحة من قبل الطيور المهاجرة، يمكن أن يكون له تطبيقات عديدة في مجال الالكترونيات، من أجهزة استشعار مغناطيسية محسنة ومحركات أقراص صلبة لتعزيز الهواتف الذكية.[407]
  - يسجل العلماء أشرطة الفيديو بالأشعة السينية من الخفافيش في رحلة، وكشف عن حركة الهيكل العظمي كفاءة عالية التي تسمح لهم للطيران. ويمكن استخدام هذه البيانات لتصميم روبوتات تحلق جديدة وأكثر كفاءة.[408]
- 6 يوليو
  - وتكمل طائرة «سولار إمبلس» أول رحلة عبر البلاد فوق الولايات المتحدة مدعومة بالكامل بالطاقة الشمسية.[409]
  - يقول العلماء أن مجموعة واسعة من الحياة الميكروبية موجودة في شبه الجليدية في القطب الجنوبي بحيرة فوستوك، التي دفن في الجليد لمدة 15 مليون سنة. تم العثور على عينات من مياه البحيرة التي تم الحصول عليها عن طريق الحفر تحتوي على آثار الحمض النووي من أكثر من 3000 الكائنات الحية الدقيقة.[410]
- 8 يوليو
  - ويمكن استخدام الجسيمات النانوية من الصدأ لتوليد الوقود الهيدروجيني بكفاءة من أشعة الشمس والماء، وفقا لدراسة علمية.[411]
  - ويقول الباحثون إن أول طفل يحمل شكل جديد، أرخص، وأكثر كفاءة من التلقيح الاصطناعي يولد صحي.[412]

- 9 يوليو

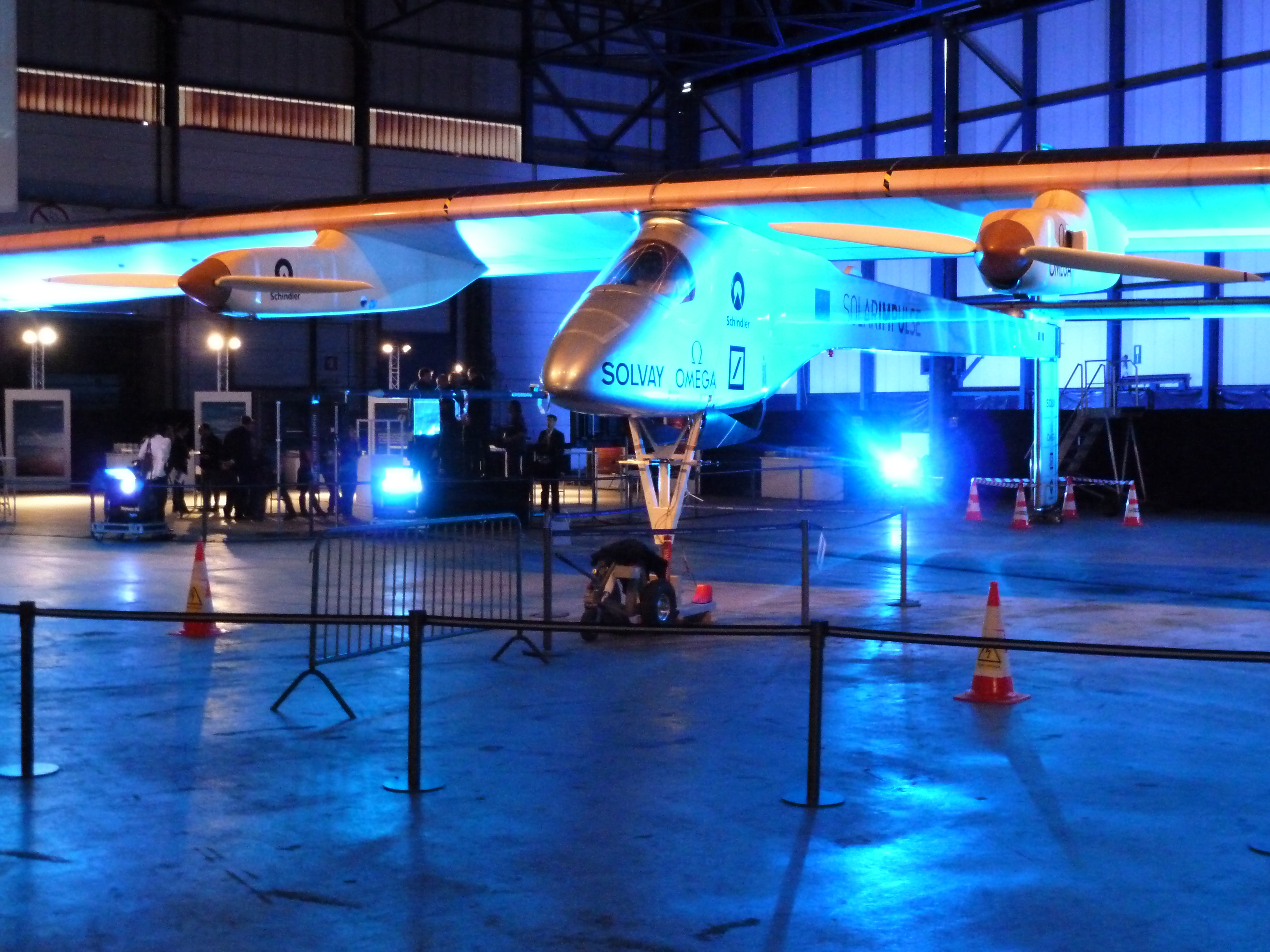
6 يوليو 2013: أصبحت طائرة سولار إمبولس (التي تم تصويرها أعلاه في عام 2011) أول طائرة تعمل بالطاقة الشمسية بالكامل لاستكمال رحلة عبر الولايات المتحدة.

  - العلماء يطورون فحص الدم للأطفال الرضع الذين يمكن أن يتنبأوا أن صحة الشخص على المدى الطويل ومعدل الشيخوخة في الحياة في وقت لاحق.[413]
  - وتنشر نظرية جديدة جذرية لتكوين جوهر الأرض. وهو يقترح أن شكل الحديد الصلب الصلبة يحدده التركيب الذري لأشكال الحديد المختلفة التي يتكون منها.[414]
  - الباحثون جامعة ولاية كارولينا الشمالية تثبت طريقة 3D الطباعة المعدن السائل في درجة حرارة الغرفة، وتشكيل الهياكل قائما بذاته التي تحافظ على شكلها على الرغم من السائل المتبقية في البداية. هذا الاختراع، الذي يستخدم سبيكة من الغاليوم والإنديوم، يمكن أن يسمح الدوائر الإلكترونية وحتى الأسلاك مرنة لطباعة على الطلب.[415][416]
- 10 يوليو
  - العلماء الفرنسيين بناء ساعة بصرية شعرية فائقة الدقة التي تفتقد ثانية واحدة فقط في 300 مليون سنة. ويمكن أن تشكل قياسات الساعة أساسا جديدا للمعايير الزمنية العالمية، لتحل محل الجيل الحالي من الساعات الذرية.[417]
  - أصبح نورثروب غرومان X-47B الأمريكي أول طائرة بدون طيار لأداء هبوط تم اعتقاله على حاملة طائرات في البحر.[418]
- 11 يوليو
  - لأول مرة، يحدد علماء الفلك اللون الحقيقي لكوكب خارج المجموعة الشمسية البعيد. هد 189733 ب، وهو عملاق الغاز الحارقة، ويقال أن يكون اللون الأزرق حية، على الأرجح بسبب الغيوم من السيليكا في الغلاف الجوي.[419]
  - العلماء الإيطاليون يعالجون بنجاح أعراض حثل المادة البيضاء في ستة أطفال صغار يستخدمون العلاج الجيني.[420]
  - وكشفت داربا وبوسطن ديناميكش عن الروبوت الآلي أطلس، وهو آلة مستقلة ذات 6 أقدام (1.8 متر) قادرة على مجموعة واسعة من العمليات العسكرية والاستجابة للكوارث.[421]
  - فريق آيروفيلو الكندي يفوز بجائزة إيغور سيكورسكي لتطوير طائرة هليكوبتر تعمل بالطاقة البشرية تعمل بكامل طاقتها، بعد 33 عاما من بدء المنافسة.[422]
- 12 يوليو - المهندسين البريطانيين تطوير عالية السرعة التحقيق المخترق قادرة على البقاء على قيد الحياة قوى تأثير 20,000 الجاذبية. ويمكن استخدام المجس لكمة عبر سطح جليدي كوكب المشتري يوروبا للبحث عن الحياة المائية.[423]
- 15 يوليو
  - العلماء يتسلسلون جينومات 201 نوع من الميكروبات في محاولة للحصول على فهم أكثر تفصيلا للنظام البيئي الميكروبي للأرض.[424]
  - تلسكوب الفضاء هابل صور القمر الجديد من نبتون، و 14 ليتم اكتشافها حتى الآن. ويقدر أن يكون فقط 12 ميلا (19 كم) عبر.[425]
  - نجح مهندسو ناسا في اختبار محرك الصاروخ بنجاح باستخدام حاقن ثلاثي الأبعاد تماما، مما يثبت أن مكونات الصواريخ الحرجة يمكن أن تنتج من خلال الطباعة ثلاثية الأبعاد دون المساس بفاعليتها.[426]
  - ويذكر علماء الزلازل أن الزلازل الصغيرة تحدث في تسلسل مع زيادة سريعة في التردد قبل اندلاع بركاني. هذا الاكتشاف، الذي وصف بأنه «صراخ زلزالي»، يمكن أن يساعد في التنبؤ بالانفجارات المستقبلية.[427]

- 16 يوليو

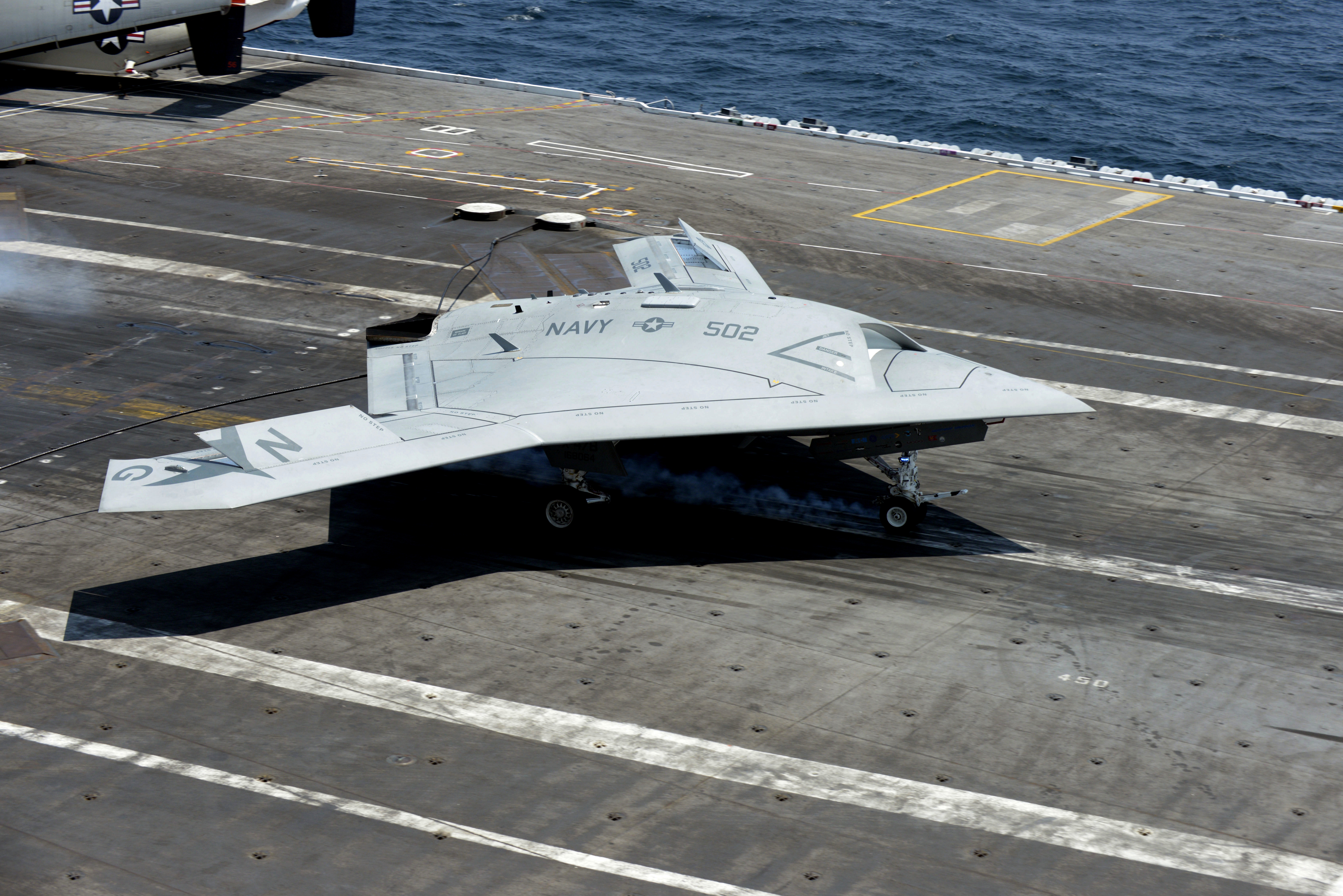
10 يوليو 2013: نورثروب غرومان X-47B (صورت أعلاه) تصبح أول طائرة روبوتية تنجح في الهبوط على حاملة طائرات في البحر.

  - ويصل روفر «كوريوسيتي» التابع لشركة «ناسا» إلى علامة بارزة في رحلته عبر المريخ، بعد أن سافر لمسافة كيلومتر واحد (0.62 ميل) منذ هبوطه في عام 2012.[428]
  - يطور الباحثون البيروكسيسومات الاصطناعية التي يمكن أن تقلل من مركبات الأكسجين السامة. وهذا يمكن أن يؤدي إلى أدوية جديدة تؤثر على العمليات مباشرة داخل الخلايا الحية.[429]
- 17 يوليو
  - علماء أمريكيون يطورون طريقة «إطفاء» الكروموسوم الإضافي الذي يسبب متلازمة داون، ويحتمل أن يقدم علاجا جديدا تماما للحالة.[430]
  - ويخلق الباحثون الطبيون البريطانيون سكينا جراحيا «ذكيا» مع مطياف الكتلة المدمج الذي يمكنه الكشف عن الأنسجة السرطانية أثناء العمليات، مما يسمح للجراحين بإجراء المزيد من الدقة والفعالية في استئصال الأورام دون الإضرار بالأنسجة السليمة.[431]
  - العلماء السويديين خلق المواد القائمة على كربونات المغنيسيوم مع نسبة سطح إلى حجم لا مثيل لها وقدرات امتصاص الماء ممتازة. المواد الجديدة، التي يطلق عليها اسم «أوبساليت»، يمكن أن يكون لها تطبيقات في العديد من المجالات، بما في ذلك الالكترونيات، وتنظيف النفايات السامة والصرف الصحي وتسليم المخدرات الطبية.[432][433]
  - في اكتشاف لم يسبق له مثيل، يلاحظ الفلكيون مباشرة تدمير سحابة الغاز أكبر من النظام الشمسي للأرض من قبل الثقب الأسود الهائل في جوهر المجرة.[434]
  - واستنادا إلى 34 دراسة سابقة، حدد الباحثون أوجه تشابه ملحوظة بين أدمغة الطيور والبشر.[435]
- 18 يوليو - تم الإعلان عن جنس جديد من فيروس «باندورافيروس»، جنبا إلى جنب مع نوعين تم التعرف عليهما مؤخرا، باندورافيروس دولسيس وباندورافيروس سالينوس.[436]
- 19 يوليو
  - تبدأ اليابان تجربة سريرية للخلايا الجذعية التي تحصد من أجسام المرضى. سوف تستخدم الخلايا الجذعية لعلاج التنكس البقعي المرتبط بالعمر.[437]
  - علماء وكالة ناسا نشر نتائج تحليل جديد لجو المريخ، والإبلاغ عن نقص الميثان حول موقع الهبوط من روفر الفضول. بالإضافة إلى ذلك، وجد العلماء أدلة على أن المريخ «فقد قدرا كبيرا من الغلاف الجوي على مر الزمن»، استنادا إلى وفرة التركيبات النظيرية للغازات، وخاصة تلك المتعلقة بالأرجون والكربون.[438][439][440]
  - ويؤكد الباحثون اليابانيون أن النيوترونات من نوع ميون يمكن أن تتراجع تلقائيا إلى نوع الإلكترون، مما قد يفسر اختلال التوازن في المادة والمواد المضادة أثناء الانفجار الكبير.[441]
  - ويقول الخبراء الطبيون بجامعة هارفارد إن العلاج الدقيق للعلاج بالمخدرات يمكن أن يكون مصمما لمعالجة أي شكل من أشكال السرطان تقريبا.[442]
  - للمرة الثالثة في التاريخ، يتم تصوير الأرض من النظام الشمسي الخارجي. تطلق مركبة كاسيني الفضائية التابعة لوكالة ناسا صورا للأرض والقمر مأخوذة من مدار زحل.[443]

- 21 يوليو

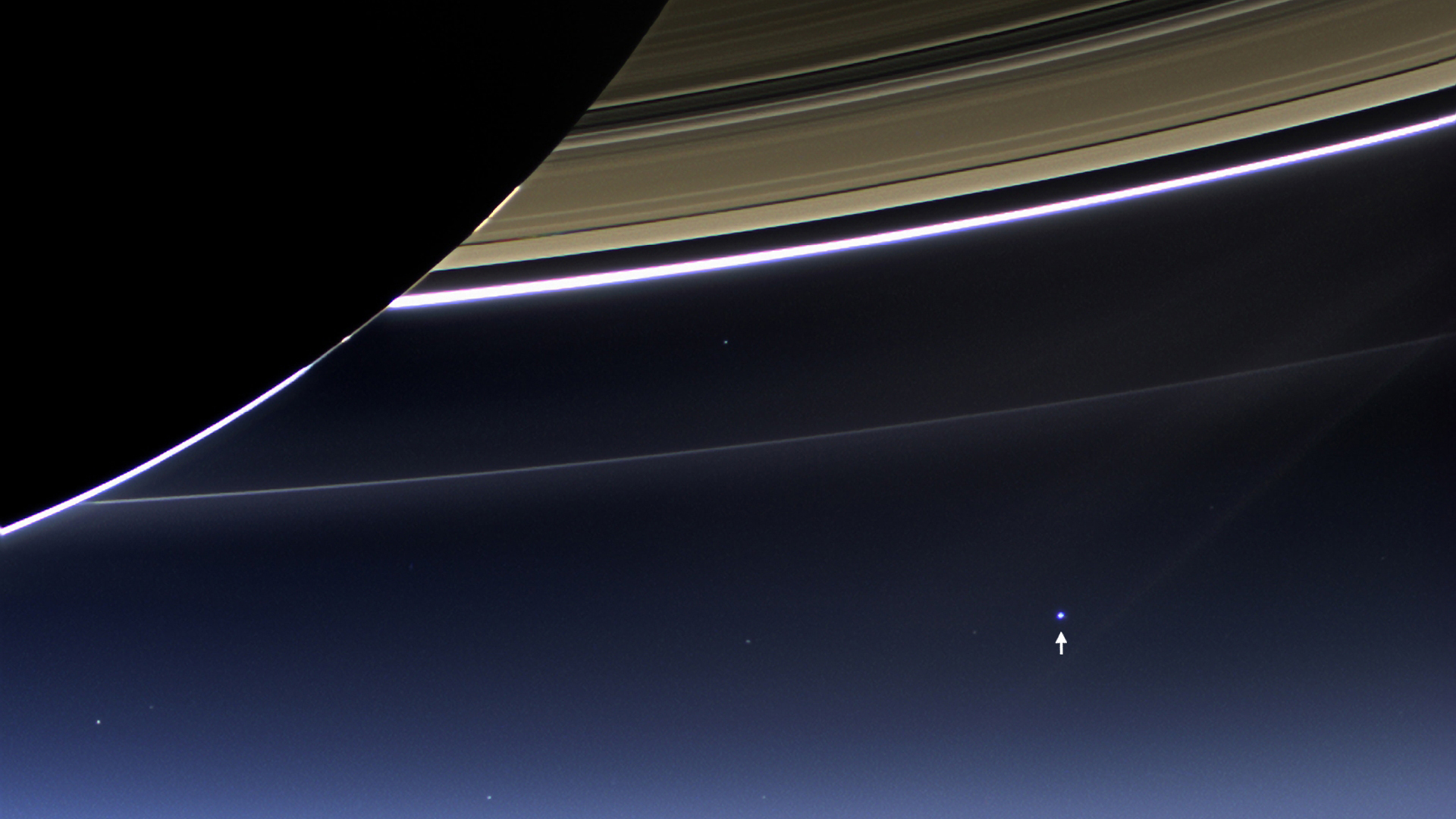
19 يوليو 2013: تصور المركبة الفضائية "كاسيني" التابعة لوكالة الفضاء الأمريكية (ناسا) الأرض والقمر (أسفل يمين مرئي) من زحل.

  - علماء بريطانيون بنجاح علاج العمى في الفئران مع دفعات من الخلايا الجذعية التي إصلاح شبكية العين التالفة. ومن المأمول أن يتم وضع علاج مماثل للبشر.[444]
  - مشروع خاص للرحلات الفضائية يعلن عن خطط لهبوط مرصد آلي على القطب الجنوبي للقمر.[445]
  - طور الباحثون الأمريكيون «جلد الكتروني» مرن وحساس يحاكي الجلد البشري الحقيقي من خلال الكشف عن مستويات مختلفة من الضغط والاستجابة لها.[446]
- 22 يوليو
  - يقول العلماء إن الدلافين لها أسماء صوتية فريدة لبعضها البعض، وهي تستجيب لمثلما يفعل البشر.[447]
  - العلماء الذين يدرسون البيانات من مصادم هادرون الكبير تقرير حدث نادرة جدا من الجسيمات الاضمحلال، مما يلقي ظلالا من الشك على النظرية العلمية للالتناظر الفائق.[448]
- 23 يوليو / تموز - وصف بطل ثور، وهو أول نوع شقيق معروف إلى البريق المدرع.[449]
- 24 يوليو - تحذر دراسة علمية من أن الإطلاق الرئيسي للميثان من ذوبان الجليد المتجمد الشمالي قد يكون له آثار مناخية واقتصادية هائلة على مستوى العالم.[450]
- 25 يوليو
  - علماء بريطانيون يكتشفون الآلية التي تسبب حساسية الإنسان للقطط. قد يصبح العلاج للحساسية متاحا تجاريا في غضون خمس سنوات.[451]
  - العلماء بنجاح زرع ذكريات كاذبة في أدمغة الفئران. هذا الاختراق يمكن أن يؤدي إلى فهم أكمل للذاكرة البشرية.[452]
- 26 يوليو - يثبت العلماء عملية خالية من الكائنات المعدلة وراثيا يمكن أن تقلل بشكل كبير من تلوث النيتروجين. وهو يسمح لجميع أنواع المحاصيل في العالم تقريبا للحصول على ما يصل إلى 60٪ من احتياجاتها من النيتروجين من الهواء، بدلا من الأسمدة.[453]
- 28 يوليو - مسبار دنا جديد يسمح للباحثين بالبحث عن طفرات في تسلسل طويل يصل إلى 200 زوج قاعدة، مقارنة مع 20 زوجا فقط باستخدام الطرق التقليدية.[454]
- 29 يوليو - اكتشف علماء الفلك أول كوكب خارج المجموعة الشمسية يدور حول قزم أسمر، 6000 سنة ضوئية من الأرض.[455]
- 31 يوليو
  - وتزرع الأذن الاصطناعية مثل الإنسان في المختبر، وذلك باستخدام إطار سلك مرنة لدعم ثقافات الأنسجة من الأبقار والأغنام.[456]
  - بيانات جديدة من مصادم هادرون الكبير - استنادا إلى قياسات ب ميزون - يمكن أن تقدم أول تلميح مباشر من الفيزياء الجديدة وراء النموذج القياسي.[457]

### أغسطس
- 1 أغسطس
  - وتفيد جامعة ولاية ميشيغان أن تغير المناخ يؤجج حرائق برية أكبر وأكثر تدميرا في الولايات المتحدة، وهو اتجاه من المقرر أن يستمر.[458]
  - ويتحقق التركيب الكيميائي الفعال لل ميبوتات إنجينول للمرة الأولى. هذا المركب - الموجود في جنس يوفوربيا للنباتات - له أهمية كبيرة لمطوري الأدوية لخصائصه المضادة للسرطان.[459]
- 2 أغسطس
  - وتصدر الجمعية الأمريكية للأرصاد الجوية تقريرها عن حالة المناخ الذي استعرضه النظراء، وتبين كيف تتفاقم آثار الاحترار العالمي .[460]
  - ويمكن أن يؤدي طلاء جديد من «الزجاج الفائق» الذي ينتجه باحثو جامعة هارفارد إلى تنظيف ذاتي، ونوافذ مقاومة للخدش وأسطح أخرى.[461]
- 5 أغسطس
  - أول همبرغر في العالم مصنوع بالكامل من اللحوم المزروعة في المختبر، يؤكل في لندن.[462]
  - شركة يابانية تطور التصحيح الجلد التي يمكن إعادة استخدامها والتي يمكن علاج ارتفاع ضغط الدم المزمن عن طريق الإفراج باستمرار بيسوبرولول في مجرى الدم. وتفيد التقارير بأنها أكثر أمنا من الأدوية التقليدية لضغط الدم، وهي أسهل في الاستخدام للمرضى الذين يعانون من مشاكل في البلع.[463]
  - تم إنشاء صور الأشعة تحت الحمراء ثلاثية الأبعاد بالألوان الكاملة من قبل الباحثين، مما يعطي معلومات كيميائية على المستوى الجزيئي للعينات بتفاصيل غير مسبوقة.[464]
- 7 أغسطس
  - دراسة جديدة للخلفية الكونية للموجات الدقيقة قد نظرت إلى 100000 سنة من الانفجار الكبير، وهو الأبعد الذي لم يلاحظ حتى الآن.[465]
  - وهناك جهاز تحفيز الدماغ العميق الجديد يمكن تسجيل نشاط الدماغ في وقت واحد في حين تقديم العلاج. ومن المأمول أن النظام الآلي يمكن أن تكشف عن رؤى كبيرة في مجموعة من الأمراض العصبية والنفسية.[466][467]
- 8 أغسطس
  - في تجربتها الأخيرة، ثبت أن لقاح الملاريا الجديد فعال بنسبة 100٪.[468]
  - وقد أتاح انفراج في هندسة الأنسجة للعلماء أن ينمووا الغضروف الحقيقي الأول. ويعتقد الباحثون أن أجهزة كاملة قد تكون ممكنة بحلول عام 2025.[469]
- 12 أغسطس - تم التعرف على الجينات المرتبطة بالصرع البؤري مجهول السبب من قبل باحثي ميدوني فيينا.[470]
- 14 أغسطس
  - في أكبر تحليل من أي وقت مضى لجينومات السرطان، اكتشف الباحثون البصمات الجينية والتوقيعات التي تتركها عمليات ضارة دنا تؤدي إلى السرطان.[471]
  - وقد بنى العلماء قلبا للفأر يعمل بكامل طاقته من الأنسجة البشرية.[472]
  - الأعشاب البحرية هي 35 مرة أكثر كفاءة في امتصاص الكربون من الغابات المطيرة، وفقا لبحث من قبل جامعة التكنولوجيا، سيدني.
- 15 أغسطس
  - وللمرة الأولى منذ 35 عاما، تم اكتشاف أنواع جديدة من الثدييات آكلة اللحوم - أولينغويتو - في نصف الكرة الغربي.[473]
  - وتعلن وكالة ناسا أن مرصد الفضاء كيبلر الفشل قد يتعافى تماما. ويجري النظر في بعثات جديدة.[474][475][476]
  - من المرجح أن تصل موجات الحرارة القصوى إلى أربعة أضعاف بحلول عام 2040، وفقا لبحث جديد.[477]
  - ينشر علماء الأحياء من جامعة تل أبيب أول دراسة من نوعها عن السلوك المثلي بين أنواع الحشرات.[478]
- 17 أغسطس - في جهد لم يسبق له مثيل من قبل مختبرات زيوريخ إيث، تم تحقيق النقل الفضائي الكمومي الحاسوبي في دائرة الحالة الصلبة. وباستخدام أساليب التشابك الكمومي، قام الباحثون بنقل ما يقرب من 10,000 بتة (بتات كمومية) في الثانية على رقاقة مصممة خصيصا.[479]
- 21 أغسطس - أدنى درجة حرارة يمكن أن تعيش الكائنات الحية أحادية الخلية والنمو هو -20 درجة مئوية، وفقا لبحث جديد.[480]
- 22 أغسطس
  - وقد وجدت دراسة المزيد من الأدلة على أن الجسيمات النانوية قد تدخل الإمدادات الغذائية البشرية، مع الآثار الضارة المحتملة.[481]
  - وقد وجدت دراسة أن البيئات الحضرية قد تسبب زيادة حجم المخ في الحيوانات.[482]
  - أصدرت وكالة ناسا صور جديدة وشريط فيديو لمهمتها في التقاط الكويكب.[483]
- 27 أغسطس
  - واكتشف الباحثون السابقون من جامعة لوند في السويد الاكتشاف السابق لعنصر كيميائي جديد مع العدد الذري 115 (موسكوفيوم).[484][485]
  - وتفيد وكالة ناسا أن المريخ كريوسيتي روفر يستخدم نظام الملاحة الذاتية (أو «أوتوناف» - قدرة روفر لاتخاذ قرار لنفسه كيفية القيادة بأمان) على أرض مجهولة لأول مرة.[486]
  - وقد قام باحثو جامعة واشنطن بأداء ما يعتقدون أنه أول واجهة إنسانية من الدماغ إلى الإنسان، مع تمكن أحد الباحثين من إرسال إشارة الدماغ عبر الإنترنت للسيطرة على الحركات اليدوية للباحث زميل.[487]
- 28 أغسطس
  - وقد تم زراعة أدمغة بشرية مصغرة بحجم البازلاء في المختبر من الخلايا الجذعية.[488][489]
  - ويبدو أن مياه التبريد في المحيط الهادئ الاستوائية تشكل عاملا رئيسيا في تخفيف الاحترار العالمي في السنوات الأخيرة، كما يقول العلماء.[490]
  - وقد خلق الباحثون في المملكة المتحدة أسرع غزل من صنع الإنسان في العالم، وتحقيق 600 مليون ثورة في الدقيقة الواحدة.[491]
- 29 أغسطس
  - عن طريق الحد من عمل الجين واحد، متور، والباحثين زادت متوسط عمر الفئران بنسبة 20 في المئة. وتبين أبحاثهم أيضا أن آثار الشيخوخة ليست موحدة.[492]
  - ويمكن أن تكون ورقة الجليد في القطب الجنوبي الشرقية أكثر تعرضا لتغير المناخ مما كان يعتقد سابقا، استنادا إلى تحليل جديد للصور الساتلية يعود إلى 50 عاما.[493]
  - وكشفت بعثة تابعة لوكالة ناسا عن الوادي الجديد الذي يبلغ طوله 460 ميلا (750 كيلومترا)، وعمق 2,600 قدم (800 متر) في الأماكن الخفية تحت الصفيحة الجليدية في غرينلاند. هذا أطول من جراند كانيون.[494]

### سبتمبر
- 1 سبتمبر - ارتفاع درجات الحرارة العالمية تدفع آفات المحاصيل إلى خطوط عرض أعلى وأقل في حوالي 3 كيلومترات في السنة، مما يهدد الأمن الغذائي العالمي.[495]
- 2 سبتمبر - حقق فريق من العلماء الدوليين انفراجة كبيرة في علم النانو.[496]
- 3 سبتمبر
  - ويشير تحليل جديد إلى أن كمية المواد الخام المستخدمة في إنتاج السلع أعلى بكثير مما كان يعتقد سابقا.[497]
  - المرحلة الأولى التجارب السريرية ل SAV001 - لقاح فيروس نقص المناعة البشرية الأول والوحيد فقط - تم الانتهاء بنجاح مع أي آثار سلبية في جميع المرضى. وقد عزز إنتاج الأجسام المضادة بشكل كبير بعد التلقيح.[498]
- 5 سبتمبر
  - وقد تأكد أن بركان تحت سطح البحر في شمال المحيط الهادئ ليس مجموعة من عدة بركان. وهذا يجعلها أكبر بركان مؤكد على الأرض.[499]
  - الباحثون في ستانفورد يستخدمون الحمض النووي لتجميع الترانزستور من الجرافين.[500]
  - ويزعم اثنان من الباحثين في علم الأعصاب أن البروتينات الشبيهة بالبريون التي تضلل وتجمع في «بذور» ضارة هي المسؤولة عن أمراض الدماغ المرتبطة بالشيخوخة.[501]
- 6 سبتمبر
  - أطلقت وكالة الفضاء الأمريكية (ناسا) المستكشف الفضائي للغلاف الجوي والغبار (ليدي). وسوف يقيس الجو الرقيق للغاية الذي يحيط بالقمر.[502]
  - وقد طور الباحثون طريقة جديدة لتحسين الروابط بين الخلايا الشمسية المكدسة. انها تسمح لهم بالعمل بتركيزات من 70,000 الشمس قيمة الطاقة دون أن تفقد الكثير من الجهد ك «الطاقة الضائعة» أو الحرارة.[503]
  - وقد بدأت المرحلة الأولى من التجارب السريرية لقاح قابل للزرع لعلاج سرطان الجلد.[504]
  - وقد منحت المعاهد الوطنية للصحة منحا بقيمة 17 مليون دولار إلى ثمانية أفرقة بحثية، مع التركيز على تكنولوجيا النانو التي تهدف إلى تسلسل دنا أكثر دقة وكفاءة.[505]
- 11 سبتمبر
  - ثلاثة الأنهار القديمة قد عبرت الصحراء مرة واحدة، مما يسمح للإنسان في وقت مبكر بالعبور من أفريقيا إلى البحر الأبيض المتوسط منذ حوالي 100000 سنة، استنادا إلى دراسة جديدة.[506]
  - تم العثور على احتياطيات جديدة ضخمة من المياه الجوفية في مقاطعة توركانا، شمال كينيا.[507][508]
  - وتسرع الأشجار دورات حياتها استجابة لتغير المناخ، مما يدعم نتائج دراسة سابقة.[509]
  - إن ذوبان الجليد البحري بسرعة يسبب تحمض المحيطات في القطب الشمالي ليحدث بمعدلات أسرع مما كان متوقعا سابقا، مع ما يترتب على ذلك من آثار خطيرة على شبكة الغذاء، وفقا لبحث جديد.[510]
- 12 سبتمبر
  - ناسا تعلن أن فوياجر أنا تركت رسميا النظام الشمسي، بعد أن سافر منذ عام 1977.[511][512][513]
  - ويقول أحد أكثر الدراسات شمولية من نوعها أن الأمريكيين يعيشون حياة أطول وأكثر صحة من أي وقت مضى. وكانت هناك زيادة قدرها 3.8 سنوات في متوسط العمر المتوقع خلال العقدين الماضيين، مع زيادة العمر المتوقع المعدل للجودة أيضا. ومع ذلك، كان هناك ارتفاع ملحوظ في القلق بين الشباب ومتوسطي العمر ابتداء من عام 2001.[514]
- 14 سبتمبر - أطلقت وكالة استكشاف الفضاء الياباني (جاكسا) أول صاروخ إبسيلون، وهو جيل جديد من مركبات الإطلاق الأصغر والأرخص.[515]
- 18 سبتمبر - العلوم المدارية تطلق أول مركبة فضائية سيغنوس. وهي مصممة لنقل الإمدادات إلى محطة الفضاء الدولية (إيس).[516]
- 19 سبتمبر - العلماء الذين يعملون مع روفر كوريوسيتي على كوكب المريخ «لا يوجد كشف للميثان في الغلاف الجوي بقيمة مقاسة 0.18 ± 0.67 جزء في البليون مقابل الحد الأعلى من 1.3 ببف فقط (حد الثقة 95٪)»، ونتيجة لذلك ، وخلص إلى أن احتمال «النشاط الميكروبي الميثانوي الحالي على المريخ» هو انخفاض.[517][518][519]
- 20 سبتمبر
  - وقد طور باحثون من جامعة كامبريدج في إنجلترا تقنية جديدة تسمح للنباتات النانوية الكربونية بأن تزرع في خمسة أضعاف كثافة الطرق السابقة.[520]
  - وقد حدد الباحثون بروتين مشارك في انتشار أورام المخ.[521]
- 22 سبتمبر - وضع الباحثون «مخططا» لقاح الأنفلونزا الشامل الذي يقولون أنه يمكن أن يكون متاحا في غضون خمس سنوات.[522]
- 23 سبتمبر - تم تحقيق رقم قياسي عالمي جديد في كفاءة الخلايا الشمسية بنسبة 44.7٪.[523]
- 24 سبتمبر
  - وقد لوحظ أول دليل على سلوك يشبه الهمس في الرئيسيات غير البشرية.[524]
  - اكتشف علماء الفلك المجرة المعروفة الأكثر كثافة، مع أكثر من 10,000 النجوم معبأة في أربع سنوات ضوئية.[525]
  - وتظهر البيانات الطويلة الأجل أن بحر غرينلاند يصبح أكثر حرارة بمقدار 10 مرات أسرع من المحيط العالمي.[526]
  - يظهر تحليل جيني جديد أن أول نمو سكاني سريع للبشر حدث في العصر الحجري القديم (قبل 60,000-80,000 سنة)، بدلا من العصر الحجري الحديث الأحدث كما كان يعتقد سابقا.[527]
  - كانت فترة العصر الطباشيري المتأخرة خالية من الجليد، مع ما يترتب على ذلك من آثار على مناخ الأرض في المستقبل، استنادا إلى أبحاث جديدة.[528]
- 25 سبتمبر
  - تم إنشاء الساق الاصطناعية الأولى التي يسيطر عليها العقل.[529]
  - تم إنشاء شكل جديد من المواد التي تحفز الفوتونات على التصرف مثل حرب النجوم الخفيفة.[530]
  - تم إنشاء أول جهاز كمبيوتر مصنوع بالكامل من أنابيب الكربون النانوية من قبل مهندسي جامعة ستانفورد. لديها معالج 1 بت، يعمل على 1 كيلو هرتز ويتميز 178 الترانزستورات، مع 10-200 الأنابيب النانوية في الترانزستور.[531]
- 26 سبتمبر
  - اكتشف علماء الحفريات حفريات من أقدم مخلوق معروف مع الفك، يعود تاريخه إلى 419 مليون سنة.[532]
  - علماء وكالة ناسا كشفوا أن المريخ كوريوسيتي روفر اكتشف «وفيرة، يمكن الوصول إليها بسهولة» المياه (1,5 إلى 3 في المئة من الوزن) في عينات التربة في منطقة روكنست من إيوليس بالوس في غيل كريتر. وبالإضافة إلى ذلك، وجد روفر نوعين رئيسيين من التربة: نوع مافيك غرامة الحبيبات ونوع الفلزيك الخشبي المشتق محليا. كان نوع المافيا، على غرار التربة المريخية الأخرى وغبار المريخ، مرتبطا بترطيب الأطوار غير المتبلرة للتربة. كما أن البيركلورات، التي يمكن أن يكون وجودها قد كشف عن جزيئات عضوية مرتبطة بالحياة صعبا، وجدت في موقع الهبوط على سطح السفينة كوريوسيتي (وفي وقت سابق في الموقع الأكثر قطبية من فينيكس لاندر) مما يشير إلى «التوزيع العالمي لهذه الأملاح». كما ذكرت وكالة ناسا أن صخرة جيك إم، وهي صخرة واجهها الفضول في الطريق إلى جلينيلج، كانت موغيريت وتشبه إلى حد بعيد صخور موغاريت الأرضية.[533][534][535][535][536][537][537][538][538][539][539][540]
- 27 سبتمبر
  - وافقت إدارة الاغذية والعقاقير على البنكرياس الاصطناعي الأول.[541]
  - وقد تم تحقيق دقة التصوير بالرنين المغناطيسي بالرنين المغناطيسي.[542]
  - وتصدر الوثيقة الأولى من تقرير التقييم الخامس للفريق الحكومي الدولي المعني بتغير المناخ - ملخص الفريق العامل الأول لمقرري السياسات. ويذكر أن الاحترار في نظام المناخ العالمي «لا لبس فيه»، مع احتمال 95٪ أن البشر هي السبب الرئيسي.[543]
- 30 سبتمبر
  - وقد أنشأ علماء الفلك أول خريطة سحابية لكوكب خارج المجموعة الشمسية، كبلر 7 ب.[544][545][546]
  - يبدأ أول مصنع لتقطيع وتعدين الكربون على نطاق تجاري البناء في الولايات المتحدة. وعند اكتمالها في عام 2014، ستحصل على 300 ألف طن من ثاني أكسيد الكربون سنويا.[547][548]

### أكتوبر
- 1 أكتوبر - تظهر حفريات جديدة من حبوب اللقاح أن النباتات المزهرة تطورت قبل 100 مليون سنة مما كان يعتقد سابقا، في أوائل العصر الترياسي (قبل 252 إلى 247 مليون سنة) أو حتى قبل ذلك.[549]
- 3 أكتوبر
  - الآثار البيئية على محيطات العالم هي أسوأ مما كان يعتقد سابقا، وفقا لتقرير جديد.[550][551]
  - وباستخدام الهندسة الوراثية، عزز الباحثون في جامعة كاليفورنيا، لوس أنجلوس، إنتاج الوقود الحيوي من الإيثانول بنسبة 50 في المئة.[552]
- 4 أكتوبر - قام باحثون من معهد ماساتشوستس للتكنولوجيا بإنشاء روبوتات ذاتية التجميع، استنادا إلى مكعبات صغيرة يمكن أن تدفع نفسها وتشبك معا لتشكيل الأشكال.[553]
- 6 أكتوبر - تم العثور على قنوات عملاقة تصل إلى 250 متر طويل القامة تحت القارة القطبية الجنوبية، وتمتد لمئات الكيلومترات. ويقول الباحثون أن هذه سوف تساعد في نمذجة الاستقرار في المستقبل وديناميكيات الصفائح الجليدية.[554]
- 7 أكتوبر
  - وقد منحت جائزة نوبل في علم وظائف الأعضاء أو الطب لجيمس E. روثمان، راندي دبليو شيكمان وتوماس س. سودهوف، على عملهم حول كيفية الحويصلات فتيل مع أغشية الخلايا، والإفراج عن محتوياتها.[555]
  - وتفيد التقارير أن الباحثين في منشأة الإشعال الوطنية في ولاية كاليفورنيا أنتجوا المزيد من الطاقة من تفاعل الانصهار من الوقود الذي تم امتصاصه في إشعاله - وهي المرة الأولى التي يحققها الباحثون في أي مكان في العالم.[556]
  - وخلصت دراسة جديدة إلى أن البحوث لتأخير الشيخوخة سيكون لها فوائد اجتماعية واقتصادية أكبر من التقدم في السرطان وأمراض القلب والأمراض الفردية الأخرى.[557]
- 8 أكتوبر
  - وقد منحت جائزة نوبل في الفيزياء إلى فرانسوا إنغلرت وبيتر هيغز «للاكتشاف النظري لآلية تساهم في فهمنا لأصل كتلة الجسيمات دون الذرية، والتي تم تأكيدها مؤخرا من خلال اكتشاف الجسيمات الأساسية المتوقعة، من خلال تجارب أتلس وكمس في مصادم هادرون الكبير في سيرن».[558]
  - وقد اتخذ الباحثون في ألمانيا خطوة كبيرة نحو استخدام الجرافين في الخلايا الشمسية، والتي يمكن أن تعزز كفاءتها. تم العثور على المواد للحفاظ على خصائصه حتى عندما المغلفة مع السيليكون.[559]
- 9 أكتوبر
  - منحت جائزة نوبل في الكيمياء لارييه وارشيل، مارتن كاربلوس ومايكل ليفيت «لتطوير نماذج متعددة الأنواع للنظم الكيميائية المعقدة».[560]
  - تقنية مجهرية جديدة تتيح للباحثين لهياكل صور صغيرة مثل 80 نانومتر في أي مكان داخل الخلية.[561][562]
- 10 أكتوبر - اكتشف الباحثون المادة الكيميائية الأولى لمنع كل موت الخلايا الدماغية من مرض بريون في الفئران. وهذا يمكن أن يؤدي إلى أهداف المخدرات لمجموعة من الظروف العصبية في البشر - بما في ذلك مرض الزهايمر، ومرض باركنسون وهنتنغتون.[563][564]
- 11 أكتوبر
  - ومنحت جائزة نوبل للسلام لمنظمة حظر الاسلحة الكيماوية و «الاتفاقيات التي تأسست بموجبها في 1997» لانها حسب تعريف الجائزة «حددت استخدام الاسلحة الكيماوية محظورة بموجب القانون الدولي، وقد أكدت الأحداث الأخيرة في سوريا، حيث استخدمت الأسلحة الكيميائية مرة أخرى، الحاجة إلى تعزيز الجهود الرامية إلى التخلص من هذه الأسلحة».[565]
  - مبادرة الجرافين الرئيسية - وهي مبادرة مدتها عشر سنوات مع مليار يورو من التمويل - تم إطلاقها في جوتنبرج، السويد.[566]
- 14 أكتوبر - تم اكتشاف أول حفريات من البعوض مع دليل قاطع على الدم في شمال غرب ولاية مونتانا. يرجع تاريخ البحث إلى الإيوسين، قبل نحو 46 مليون سنة (لا توفر الأحفوري سوى أدلة على الدم، ولكن ليس الدم نفسه، لذلك لا يوجد أي دنا أو أي شيء قابل للاستنساخ).[567]
- 15 أكتوبر - نشر ريد بول ستراتوس فيديو بوف لقفز القفز بالمظلات فيليكس بومغارتنر من طبقة الستراتوسفير (127,851 قدم) في 14 أكتوبر 2012.[568]
- 16 أكتوبر
  - السلطات الروسية ترفع شظايا كبيرة، 654 كجم (1,442 رطل) من وزن نيزك تشيليابينسك، وهو كويكب قريب من الأرض دخل الغلاف الجوي للأرض فوق روسيا في 15 فبراير 2013، من أسفل بحيرة تشيباركول.[569][570]
  - وقد حدد الباحثون 127 جينة تحور مرارا وتكرارا ويبدو أنها تدفع تطور وتطور مجموعة من الأورام في الجسم.[571]
- 17 أكتوبر
  - ويشير الاكتشاف الأحفوري الجديد إلى أن الإنسان العاقل، والإنسان العظمي، والإنسان المنتصب قد تكون كلها جزءا من نوع واحد تطور لاحقا إلى البشر.[572]
  - وقد أظهر الباحثون أن أحد الأسباب الأساسية للنوم هو لتنظيف الدماغ من السموم. ويتحقق ذلك من خلال خلايا الدماغ تتقلص لخلق الثغرات بين الخلايا العصبية، مما يسمح السائل لغسل من خلال.[573]
  - وباستخدام البيانات المتراكمة على مدى 10 سنوات، قدر الباحثون أن هناك 390 مليار شجرة في غابة الأمازون المطيرة، وتنقسم إلى 16,000 نوع مختلف.[574]
  - يقول عالم الوراثة بريان سايكس وفريقه في جامعة أكسفورد أن تحليل الحمض النووي لعينات اليتي المفترضة (أو «ثلج أبومينابل») قد يكون من نوع هجين من الدب ينتج من التزاوج بين الدب البني والدب القطبي. وفقا لسايكس، «أعتقد أن هذا الدب، الذي لا أحد قد رأى على قيد الحياة، قد يكون لا يزال هناك وربما يكون لها الكثير من الدب القطبي في ذلك، قد يكون نوعا من الهجين وإذا كان سلوكها يختلف عن الدببة الطبيعية، والتي هو ما يقوله شهود العيان، ثم أعتقد أن هذا قد يكون مصدر الغموض ومصدر الأسطورة».[575][576]
- 18 أكتوبر - اكتشف الباحثون مصدرا للخلايا الجذعية الأمعاء التي يمكنها إصلاح نوع من أمراض الأمعاء الالتهابية عند زرعها في الفئران.[577]
- 21 أكتوبر / تشرين الأول - في منطقة الأمازون، قد تصبح الجفاف مثل تلك التي حدثت عام 2005 هي القاعدة بحلول عام 2100، وفقا لدراسة جديدة تدعي أن الهيئة الحكومية الدولية المعنية بتغير المناخ قد قللت من التأثيرات على الجزء الجنوبي من الغابات المطيرة.[578]
- 22 أكتوبر - اكتشف علماء الفلك الكواكب خارج المجموعة الشمسية المعروفة رقم 1000.[579]
- 23 أكتوبر
  - وقد اكتشف باحثون في أستراليا طريقة جديدة لتحديد المواقع المعدنية بما في ذلك الذهب. ويمكن أن يشير وجود جزيئات صغيرة في أوراق شجرة شجرة الكينا إلى أن هذه الموارد موجودة في أعماق الأرض.[580]
  - اكتشف علماء الفلك المجرة الأكثر بعدا حتى الآن.[581]
- 25 أكتوبر
  - مسبار نيو هورايزونز هو الآن ضمن 5 أو بلوتو.[582]
  - درجات الحرارة في المنطقة القطبية الشمالية الشرقية هي الآن الأعلى منذ بداية العصر الجليدي الأخير قبل 120,000 سنة، وهي تكذب «خارج نطاق التنوع الطبيعي»، وفقا للباحثين الأمريكيين.[583]
- 27 أكتوبر
  - وقد ضاعف فريق دولي من الباحثين العدد المعروف من الجينات المرتبطة بمرض الزهايمر إلى 21.[584]
  - وقد تحقق اختراق في الذكاء الاصطناعي، مع خوارزمية البرمجيات الجديدة قادرة على حل كابتشاس.[585]
- 28 أكتوبر - تم التشكيك في الجدوى التجارية للنفط الصخري والغاز في مؤتمر نظمته الجمعية الجيولوجية الأمريكية.[586]
- 30 أكتوبر / تشرين الأول - أعاد الأطباء في الصين مواجهة فتاة تبلغ من العمر 17 عاما مصابة بإصابات بحروق، وذلك باستخدام نسيج من صدرها.[587]
- 31 أكتوبر - دراسة جديدة تضيف وزنا لفكرة أن المحيطات استوعبت بعض الحرارة الزائدة من الاحترار العالمي الأخير.[588]

### نوفمبر
- 3 نوفمبر - كسوف الشمس الكلي يحدث.
- 4 نوفمبر - تقرير الفلكيين، استنادا إلى بيانات مهمة الفضاء كبلر، أنه يمكن أن يكون هناك ما يصل إلى 40 مليار كواكب بحجم الأرض تدور في المناطق الصالحة للسكن من النجوم مثل الشمس والقزم الحمراء النجوم داخل مجرة درب التبانة. 11 مليار من هذه الكواكب المقدرة قد تكون تدور حول الشمس مثل النجوم. قد يكون أقرب كوكب من هذا القبيل 12 سنة ضوئية، وفقا للعلماء.[589][589][590][590][591]
- 5 نوفمبر - الهند تطلق أول مسبار لها في المريخ، مانجاليان.[592]
- 6 نوفمبر
  - وقد وجد الباحثون وسيلة لتقليص حجم النفايات النووية بنسبة 90 في المئة.[593]
  - وقد أظهر الباحثون اليابانيون جسيمات نانوية متعددة المكونات تجمع بين خصائص المواد المختلفة.[594]
  - الناس يهتمون أكثر على المدى الطويل عندما يتخذون القرارات في البيئات الطبيعية بدلا من الحضرية، وفقا لبحث من جامعة فو أمستردام.[595]
- 8 نوفمبر - العلماء يقولون اكتشاف ما قد يكون أقدم الحفريات كاملة على الأرض - حصيرة الميكروبية الصغيرة المرتبطة صخور الحجر الرملي في غرب أستراليا يقدر أن يكون 3.48 مليار سنة.[596][597]
- 9 نوفمبر / تشرين الثاني - انفصل جبل جليدي كبير مساحته 700 كيلومتر مربع، وهو تقريبا حجم سنغافورة، عن غرب القارة القطبية الجنوبية.[598]
- 11 نوفمبر
  - ويمكن أن تساعد تقنية التصوير الجديدة على تحديد الأشخاص المعرضين لخطر الإصابة بأزمة قلبية.[599]
  - باستخدام تكنولوجيا النانو، أنشأ باحثون في جامعة كولومبيا أصغر راديو فم في العالم.[600]
- 13 نوفمبر
  - وعلى الصعيد العالمي، من المرجح أن يكون عام 2013 من بين أفضل عشر سنوات سخونة منذ بدء السجلات، وفقا لبيان مؤقت من المنظمة العالمية للأرصاد الجوية.[601]
  - ناسا تعلن أسماء اثنين من الميزات على سطح المريخ مهمة لاثنين من روفرز استكشاف المريخ نشطة تكريما لعالم الكواكب بروس C. موراي (1931-2013): «موراي ريدج»، حفرة صاعد أن روفر روفر هو استكشاف، و «موراي بوتس»، وهو مدخل سوف يبحر روفر كوريوسيتي في طريقه إلى جبل شارب.[602]
  - وقد أنتجت وكالة ناسا شريط فيديو عن كيفية ظهور المريخ قبل 4 مليارات سنة، مع سماء زرقاء وماء.[603]
- 14 نوفمبر - على الصعيد العالمي، كان هناك خسارة صافية قدرها 1.5 مليون قدم مربع من الغابات بين عامي 2000 و 2012، استنادا إلى 650,000 صور عالية الدقة من الأقمار الصناعية.[604]
- 15 نوفمبر - تم الحفاظ على حالة ذاكرة الكم الهشة مستقرة عند درجة حرارة الغرفة ل «الرقم القياسي العالمي» 39 دقيقة، 100 مرة أطول من أي وقت مضى.[605]
- 17 نوفمبر
  - وقد جعل الباحثون أول قطب البطارية الذي يشفي نفسه، وإصلاح العيوب في غضون ساعات قليلة.[606]
  - وقد تم زراعة أول «الكلى المصغرة» من الخلايا الجذعية البشرية.[607]
- 18 نوفمبر
  - تم إطلاق المركبة الفضائية مافين، وهي جزء من برنامج المريخ الكشفي التابع لوكالة ناسا بنجاح.[608]
  - إن انبعاثات ثاني أكسيد الكربون العالمية تسير على الطريق الصحيح لتصل إلى 36 مليار طن في عام 2013، وفقا لمشروع الكربون العالمي.[609]
- 20 نوفمبر
  - عملية الطباعة ثلاثية الأبعاد الجديدة التي تم تطويرها في جامعة جنوب كاليفورنيا يمكن أن تقلل من وقت الإنتاج من ساعات إلى دقائق.[610]

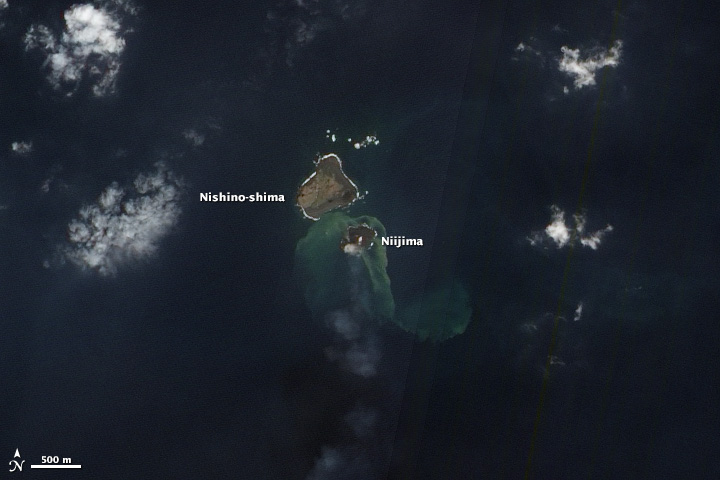
جزر نيشينو-شيما ونيجيما

- - وارتفعت جزيرة بركانية جديدة من المحيط الهادئ، في قوس جزر البركان، وكان اسمه مؤقتا نيجيما[611][612]
- 21 نوفمبر
  - وتصدر وكالة ناسا بيانات تفصيلية عن انفجار قوي لأشعة جاما، غرب 130427A، الذي لوحظ في 27 أبريل 2013.[613][614]
  - وقد جعل مرصد أيس كيوب نيوترينو أول اكتشاف للنيوترينوهات ذات الطاقة العالية جدا على الأرض التي نشأت من خارج نظامنا الشمسي.[615]
  - وقد أظهر مركب جديد محتمل لعلاج هشاشة العظام نتائج واعدة في تجارب الفأر.[616]
- 22 نوفمبر
  - يتم إطلاق بعثة سوارم من قبل وكالة الفضاء الأوروبية. وسترسم خريطة المجال المغناطيسي للأرض بتفاصيل غير مسبوقة.[617]
  - وقد حدد الباحثون في جامعة بون جينة مناعية لدى البشر نشأت من إنسان نياندرتال.[618]
  - وقد وصف علماء الحفريات ديناصور وجدت حديثا، سياتس ميكيروروم، التي عاشت 98 مليون سنة مضت في العصر الطباشيري المتأخر. استنادا إلى تحليل عينة 30 قدم الأحداث، ويقول الباحثون أن النسخة الكبار يمكن أن تصل إلى 40 قدم (12 مترا) في الطول - والثانية فقط إلى الديناصور ريكس في الحجم، وتعيق هيمنة هذا النوع حتى وقت لاحق من هذه الحقبة.[619]
- 24 نوفمبر
  - وحتى لو توقفت انبعاثات ثاني أكسيد الكربون، فإن الاحترار العالمي سيستمر لعدة قرون، وفقا لدراسة أجرتها جامعة برينستون.[620]
  - ويعد إطلاق الميثان من قاع البحر في القطب الشمالي تقديرات سابقة مزدوجة، كما أظهرت أبحاث جديدة.[621]
- 25 نوفمبر - ذكرت وكالة ناسا أن روفر كوريوسيتي على المريخ استأنف العمليات العلمية الكاملة، دون فقدان واضح للقدرات، بعد الانتهاء من تشخيص مشكلة كهربائية لوحظت لأول مرة في 17 نوفمبر. على ما يبدو، فإن قصيرة الداخلية في مصدر الطاقة روفر، مولتي-ميسيون النظائر المشعة مولد الحرارية، تسببت في انخفاض غير عادي ومتقطع في مؤشر الجهد على روفر.[622][623]
- 28 نوفمبر - مر المذنب C / 2012 S1 (إيسون) ما يقرب من 1,100,000 كيلومتر (680,000 ميل) فوق سطح الشمس. على الرغم من أنه كان متوقعا جدا أن المذنب سيكون مرئيا للعين المجردة على الأرض بمجرد أن تدور حول الشمس، أصبح من الواضح على نحو متزايد أنه قد تبخر كما جعلت نهجها. وبعد ساعات من مروره وراء الشمس، ظهر جزء من المذنب، على الرغم من أصغر بكثير. على مدى ال 24 ساعة القادمة، فإنه أيضا، تلاشى.[624][625]
- 29 نوفمبر / تشرين الثاني - تقرير العلماء قد يكون المذنب إيسون قد نجا من رحلته حول الشمس.[626]